# The Flash (Fernsehserie)/Episodenliste
Diese Episodenliste enthält alle Episoden der US-amerikanischen Science-Fiction-Action-Fernsehserie The Flash, sortiert nach der US-amerikanischen Erstausstrahlung. Die Fernsehserie umfasst neun Staffeln mit 184 Episoden.

## Übersicht
| Staffel | Episodenanzahl | Erstausstrahlung USA | Erstausstrahlung USA | Deutschsprachige Erstausstrahlung | Deutschsprachige Erstausstrahlung |
| Staffel | Episodenanzahl | Staffelpremiere      | Staffelfinale        | Staffelpremiere                   | Staffelfinale                     |
| ------- | -------------- | -------------------- | -------------------- | --------------------------------- | --------------------------------- |
| 1       | 23             | 7. Oktober 2014      | 19. Mai 2015         | 29. Januar 2015                   | 20. August 2015                   |
| 2       | 23             | 6. Oktober 2015      | 24. Mai 2016         | 10. März 2016                     | 4. August 2016                    |
| 3       | 23             | 4. Oktober 2016      | 23. Mai 2017         | 13. April 2017                    | 24. August 2017                   |
| 4       | 23             | 10. Oktober 2017     | 22. Mai 2018         | 3. Mai 2018                       | 27. September 2018                |
| 5       | 22             | 9. Oktober 2018      | 14. Mai 2019         | 11. April 2019                    | 5. September 2019                 |
| 6       | 19             | 8. Oktober 2019      | 12. Mai 2020         | 30. März 2020                     | 28. September 2020                |
| 7       | 18             | 2. März 2021         | 20. Juli 2021        | 26. August 2021                   | 21. Oktober 2021                  |
| 8       | 20             | 16. November 2021    | 29. Juni 2022        | 1. September 2022                 | 3. November 2022                  |
| 9       | 13             | 8. Februar 2023      | 24. Mai 2023         | 6. Juli 2023                      | 28. September 2023                |

## Staffel 1
Die Erstausstrahlung der ersten Staffel war vom 7. Oktober 2014 bis zum 19. Mai 2015 auf dem US-amerikanischen Sender The CW zu sehen. Die deutschsprachige Erstausstrahlung sendete der deutsche Pay-TV-Sender ProSieben Fun vom 29. Januar bis zum 20. August 2015.
| Nr. (ges.) | Nr. (St.) | Deutscher Titel                | Originaltitel              | Erstausstrahlung USA | Deutschsprachige Erstausstrahlung (D) | Regie             | Drehbuch                                                                           | Zuschauer (USA) |
| --- | --------- | ------------------------------ | -------------------------- | -------------------- | ------------------------------------- | ----------------- | ---------------------------------------------------------------------------------- | --------------- |
| 1 | 1         | Blitzschlag                    | City of Heroes             | 7. Okt. 2014         | 29. Jan. 2015                         | David Nutter      | Andrew Kreisberg & Geoff Johns Idee: Greg Berlanti, Andrew Kreisberg & Geoff Johns | 4,83 Mio.       |
| Als elfjähriger Junge muss Barry Allen mit ansehen, wie seine Mutter Nora von einem mysteriösen, gelb leuchtenden Mann mit Blitzkräften getötet wird. Barrys Vater Henry wird wegen Mordes festgenommen und landet im Gefängnis. 14 Jahre später arbeitet Barry bei der Tatortermittlung der Polizei von Central City, wo er seinem Vorgesetzten Detective Joe West assistiert. Dessen Tochter Iris ist schon lange mit Barry befreundet. Schließlich wird in Central City ein neuer, von Dr. Harrison Wells entwickelter Teilchenbeschleuniger aktiviert, der allerdings aufgrund einer Fehlkonstruktion explodiert. Die dadurch entstandene Druckwelle aus dunkler Materie erzeugt ein Unwetter, das dazu führt, dass Barry in seinem Labor von einem Blitz getroffen wird und ins Koma fällt. Neun Monate später erwacht Barry in Gegenwart der S.T.A.R.-Labs-Kollegen Cisco Ramon und Caitlin Snow sowie des durch die Explosion im Rollstuhl sitzenden Dr. Wells. Er erkennt, dass er nun über die „Speed Force“ verfügt, eine Kraft, die ihn außerordentliche Geschwindigkeit aufnehmen lässt und übermenschliche Reflexe verleiht. Ein weiteres der von Dr. Wells als „Metawesen“ bezeichneten Personen, die durch den Unfall spezielle Fähigkeiten erhalten haben, ist der Bankräuber Clyde Mardon, der das Wetter manipulieren kann. Mithilfe eines von Cisco entwickelten Anzugs und Detective West gelingt es Barry, Mardon aufzuhalten. Barry setzt sich daraufhin zum Ziel, den wahren Mörder seiner Mutter zu finden, von dem er glaubt, dass dieser auch ein Metawesen ist, das schon vor der Explosion derartige Fähigkeiten besaß. In einem geheimen Raum von S.T.A.R. Labs entfernt sich Dr. Wells aus seinem Rollstuhl und liest einen Zeitungsartikel aus der Zukunft, der Barrys Schicksal als Flash beinhaltet. |           |                                |                            |                      |                                       |                   |                                                                                    |                 |
| 2 | 2         | Der schnellste Mensch der Welt | Fastest Man Alive          | 14. Okt. 2014        | 29. Jan. 2015                         | David Nutter      | Andrew Kreisberg & Geoff Johns Idee: Greg Berlanti & Andrew Kreisberg              | 4,27 Mio.       |
| Barry sorgt nun mit der Funkhilfe von Cisco für die Verbrechensbekämpfung in Central City und hilft Zivilisten in Notlagen. Dabei bemerkt Barry immer wieder, wie er kleinere Schwindelanfälle erleidet. Als bei Stagg Industries, einem Forschungsunternehmen für Organtransplantation, der Vorsitzende Simon Stagg eine Rede hält, bei der auch Barry und Iris anwesend sind, wird diese von einer Gruppe bewaffneter, maskierter Männer unterbrochen, die die Gäste ausrauben. Beim Versuch, sie zu verfolgen, kollabiert Barry allerdings. Bei der darauffolgenden Untersuchung stellt Caitlin fest, dass Barry aufgrund der Geschwindigkeit, die sein Körper aushalten muss, an einem zu niedrigen Blutzuckerspiegel leidet, was er mit einer erhöhten Zufuhr an Nahrungsenergie wieder ausgleichen muss. Schließlich findet das S.T.A.R.-Labs-Team heraus, dass es sich bei der Gruppe Verbrecher tatsächlich nur um eine Person, Danton Black, handelt, der ebenfalls ein Metawesen ist und die Fähigkeit besitzt, sich zu reproduzieren, also Klone von sich selbst zu erschaffen. Black will sich an Simon Stagg rächen, für den er einst gearbeitet hat, als dieser ihm seine Forschung, die er zur Rettung seiner Freundin entwickelt hatte, wegnahm, woraufhin seine Freundin verstarb. Barry, der sich nach vielen Rückschlägen seiner Tätigkeit als Beschützer der Menschen unsicher ist, wird von Joe aufgemuntert, Black aufzuhalten. Er erscheint bei Stagg Industries und kann Stagg vor Black bewahren, der sich schließlich umbringt, um seine Festnahme zu verhindern. Joe bietet Barry daraufhin Hilfe bei der Suche nach dem Mörder seiner Mutter an. Währenddessen offenbart Stagg, der Zeuge von Barrys Fähigkeiten wurde, Dr. Wells den Plan, Experimente mit Flash durchzuführen, woraufhin Wells ihn tötet, um Barry vor Staggs Versuchen zu bewahren. |           |                                |                            |                      |                                       |                   |                                                                                    |                 |
| 3 | 3         | Offene Rechnung                | Things You Can’t Outrun    | 21. Okt. 2014        | 5. Feb. 2015                          | Jesse Warn        | Alison Schapker & Grainne Godfree                                                  | 3,59 Mio.       |
| Nach der Ermordung einer gesamten Verbrecherfamilie in einem Restaurant durch Giftgas untersucht Barry den Tatort und kommt zu dem Entschluss, dass das Gas von einer Person ausging, die es kontrollierte. Während Barry zusammen mit Joe den Mörder sucht, beschließt das S.T.A.R.-Labs-Team um Dr. Wells, das Gelände des zerstörten Teilchenbeschleunigers unterhalb ihres Labors in ein Gefängnis für Metawesen umzuwandeln, um deren Fähigkeiten untersuchen und rückgängig machen zu können. Diese Idee stimmt Caitlin traurig, da ihr Verlobter Ronnie Raymond damals dafür gesorgt hat, dass die Teilchenbeschleunigerexplosion nicht verheerendere Auswirkungen hatte, was er jedoch mit seinem Leben bezahlte. Barry hat mittlerweile herausgefunden, dass es sich beim Täter um das Metawesen Kyle Nimbus handelt, der während der Explosion durch Giftgas exekutiert wurde, dies überlebt hat und nun die Fähigkeit besitzt, sich in selbiges Gas zu verwandeln. Er will sich an denjenigen rächen, die damals für seine Verhaftung verantwortlich waren, und nachdem er nun die Richterin getötet hat, ist sein nächstes Ziel Detective West, da dieser ihn damals verhaftete. Selbiger besucht derweil Barrys Vater im Gefängnis von Iron Heights und erklärt ihm, dass er vorhat, dessen Unschuld zu beweisen, um ihn aus dem Gefängnis zu holen. Schließlich greift Nimbus Joe an und vergiftet ihn, doch Barry erscheint als Flash rechtzeitig, um Joe ein Gegenmittel zu verabreichen und Nimbus zu bekämpfen. Barry lässt sich solange von ihm verfolgen, bis Nimbus sich nicht mehr in seiner Gasform halten kann. Nun fällt es Barry leicht, ihn aufzuhalten, woraufhin Nimbus in das Metawesen-Gefängnis eingesperrt wird. Schließlich wird offenbart, dass Dr. Wells während des Unfalls damals in seinem Geheimraum über eine Kamera beobachtet hat, wie Barry vom Blitz getroffen wurde. |           |                                |                            |                      |                                       |                   |                                                                                    |                 |
| 4 | 4         | Captain Cold                   | Going Rogue                | 28. Okt. 2014        | 12. Feb. 2015                         | Glen Winter       | Geoff Johns & Kai Yu Wu                                                            | 3,53 Mio.       |
| Barry stoppt einen Überfall auf einen Diamantentransport und kann einen der Räuber als Leonard Snart identifizieren. Felicity Smoak, Barrys frühere Bekannte aus Starling City, kommt zu Besuch, um ihren Freund nach 9 Monaten wiederzusehen. Dabei führt Barry sie in seine Arbeit bei S.T.A.R. Labs ein, wobei offenbart wird, dass Felicity um Barrys Geheimidentität als Flash weiß. Währenddessen ist es Snart gelungen, eine kryonische Waffe aus den S.T.A.R. Labs zu stehlen, die Barrys Bewegungsabläufe verlangsamt und mit der er diesen töten will. Die Waffe wurde heimlich von Cisco entwickelt, für den Fall, dass Barry außer Kontrolle gerät. Sowohl Dr. Wells, dem sehr viel an Barrys Sicherheit liegt, als auch Barry selbst sind wütend auf Cisco. Mit der Hilfe von Felicity können sie Ciscos Waffe und somit auch Snart in einem Museum lokalisieren, wo eine Ausstellung über den Diamanten stattfindet. Nachdem Snart beim ersten Mal noch an Barry scheitert, gelingt es ihm in der Nacht, den Diamanten an sich zu bringen. Als Barry erscheint, ist er gegen Snarts Frostwaffe machtlos und muss sich geschlagen geben. Jedoch kommen ihm Cisco und der Rest zu Hilfe und treiben Snart in die Flucht. Schließlich verabschiedet sich Felicity von Barry, um zu ihrem eigenen Team nach Starling zurückzukehren, wobei ihnen klar wird, warum sie nicht zusammen sein können. Snart überzeugt währenddessen seinen früheren Partner Mick von einem Vorhaben, das dafür sorgen soll, dass Flash aus Central City verschwindet. |           |                                |                            |                      |                                       |                   |                                                                                    |                 |
| 5 | 5         | Plastique                      | Plastique                  | 11. Nov. 2014        | 19. Feb. 2015                         | Dermott Downs     | Aaron Helbing, Todd Helbing & Brooke Eikmeier                                      | 3,46 Mio.       |
| In einem Hochhaus gibt es eine Explosion, woraufhin der Verdacht auf die beim Militär arbeitende Bombenspezialistin Bette Sans Souci fällt, da diese am Tatort gesichtet wurde. Barry sucht sie als Flash auf, doch diese bringt Barrys Anzug, von dem er sich gerade noch rechtzeitig entfernen kann, zum Explodieren. Das S.T.A.R.-Labs-Team findet heraus, dass Bette ein Metawesen ist, die sich während des Teilchenbeschleunigerunfalls von einer Schrapnell-Verletzung erholte, als sie die Druckwelle traf und sich das Schrapnell auf ihrer zellularen Ebene ausbreitete. Schließlich übernimmt das Militär unter dem Kommando von General Wade Eiling den Fall von der Polizei, der vor vielen Jahren zusammen mit Dr. Wells an Soldaten Versuche durchführte, um diese stärker werden zu lassen. Da er deshalb nun hinter Bette her ist, bringt Barry sie bei S.T.A.R. Labs unter, wo sie zu ihrem Leid erkennen muss, dass ihre explosive Kraft nicht rückgängig gemacht werden kann. Dr. Wells rät Bette, General Eiling zu töten, doch sie wird bei dem Versuch von Barry aufgehalten, wodurch Eiling Bettes Explosion überlebt. Als dieser Bette daraufhin erschießt, droht diese, ihre explosive Kraft vollständig zu entladen, woraufhin Barry ihren Körper, entfernt von der Stadt, im Wasser ablegt, wo die Explosion keine Auswirkungen hat. General Eiling besucht Dr. Wells bei S.T.A.R. Labs und bietet ihm die erneute Zusammenarbeit an, was Dr. Wells allerdings abschlägt, mit der Drohung an ihn, nie wieder zu S.T.A.R. Labs zu kommen. Schließlich wird die Kündigung der Zusammenarbeit zwischen Dr. Wells und Eiling vor fünf Jahren gezeigt. Nachdem Eiling Wells’ Labor verlässt, geht Wells zu einem Käfig, in dem sich der Gorilla Grodd befindet. |           |                                |                            |                      |                                       |                   |                                                                                    |                 |
| 6 | 6         | Mann aus Stahl                 | The Flash Is Born          | 18. Nov. 2014        | 26. Feb. 2015                         | Millicent Shelton | Jaime Paglia & Chris Rafferty                                                      | 3,73 Mio.       |
| Iris wird von Flash besucht, der sie bittet, damit aufzuhören, in ihrem Blog über ihn zu schreiben, da er meint, dass sie dies in Gefahr bringen könnte. Schließlich gelangt Barry zu einem Mann, den die Polizei verfolgt, als dieser seinen Körper zu Stahl werden lässt, um Barry niederzuschlagen, bevor dieser flieht. Bei S.T.A.R. Labs, wo Barry aus dem Kampf davongetragene Knochenbrüche auskuriert, stellen sie fest, dass es sich bei dem Metawesen um Tony Woodward handelt, einem Schläger, den Barry aus Schulzeiten kennt, welcher bei der Explosion des Teilchenbeschleunigers in einen Behälter geschmolzenen Schrotts gefallen ist und daraufhin die Fähigkeit erhielt, seinen Körper in Stahl zu verwandeln. Barry wird bei einem erneuten Zusammentreffen mit Woodward wieder zusammengeschlagen. Cisco erklärt Barry, dass er gegen Woodward nur eine Chance hat, wenn er ihn mit genügend Anlauf und im exakt richtigen Winkel schlägt, womit er dessen Stahlhaut durchdringen könnte. Schließlich entführt Woodward Iris und verlangt von ihr, dass sie in ihrem Blog von nun an über ihn statt über Flash schreibt. Barry erscheint und folgt Ciscos Anweisungen, wodurch er Woodward mit einem perfekten Schlag ausschalten kann. Woodward wird daraufhin in das Metawesen-Gefängnis gesperrt. Währenddessen forscht Detective West weiter im Mordfall von Nora Allen und befragt dazu Dr. Wells, wobei offenbart wird, dass dieser vor 14 Jahren nach dem Tod seiner Frau nach Central City gekommen ist und daraufhin mit dem Bau des Teilchenbeschleunigers begann. Iris nennt den Blitzmann in ihrem Blog nun das erste Mal „Flash“. Joe wird währenddessen von dem Metawesen besucht, das damals auch mit seinen blitzartigen Kräften Barrys Mutter getötet hat und wird von diesem gewarnt, nicht weiter nachzuforschen. |           |                                |                            |                      |                                       |                   |                                                                                    |                 |
| 7 | 7         | Unter Strom                    | Power Outage               | 25. Nov. 2014        | 5. März 2015                          | Larry Shaw        | Alison Schapker & Grainne Godfree                                                  | 3,47 Mio.       |
| Als die Elektrizitätszufuhr der Stadt abbricht, macht sich Barry auf den Weg zum Elektrizitätswerk, wo er sich Farooq Gibran gegenübergestellt sieht, einem Metawesen, welcher während des Unfalls vor 10 Monaten auf einem Strommast saß, was ihm die Fähigkeit verlieh, Strom erzeugen und absorbieren zu können. Im darauffolgenden Kampf wird Barry von Farooqs Blitzen so stark getroffen, dass er seine Fähigkeit verliert und fliehen muss. Dr. Wells untersucht in den S.T.A.R. Labs Barrys Problem und kommt zu dem Entschluss, dass sich seine Zellstruktur nicht geändert haben kann, sondern seine Metafähigkeit auf eine bestimmte Art und Weise unterdrückt wird und somit wieder reaktiviert werden muss. In seinem Geheimraum wirft Dr. Wells über sein hochintelligentes Computersystem einen Blick in die nun geänderte Zukunft, die zu Dr. Wells’ Missmut keinen Zeitungsartikel über Flash enthält. Schließlich verschafft sich Farooq gewaltsam Zutritt zu den S.T.A.R. Labs, um sich an Dr. Wells für den Tod zweier Freunde im Zuge der Explosion zu rächen. Der Versuch, Barrys Kraft zurückkehren zu lassen, gelingt trotz anfänglicher Probleme. Er kann den Stromstößen von Farooq solange standhalten, bis dieser durch die Verausgabung all seiner Energie stirbt. Nachher informiert Dr. Wells Barry darüber, dass er seine Leistung sogar noch übertroffen habe, nennt als Grund dafür in seinem Spezialraum in einem Tagebucheintrag die Verbindung zu den Personen, die Barry nahestehen, und sieht im Zeitungsartikel wieder die erwartet vorherbestimmte Zukunft. Barry besucht derweil als Flash Iris, die bei einer Geiselnahme für die Festnahme von William Tockman gesorgt hat, und versichert ihr, dass er nicht noch einmal zu spät kommen werde. Schließlich nimmt Dr. Wells eine Probe von Farooqs Leiche, um herauszufinden, wie er es geschafft hat, Barrys Kräfte zu blockieren. |           |                                |                            |                      |                                       |                   |                                                                                    |                 |
| 8 | 8         | Flash vs. Arrow                | Flash vs. Arrow            | 2. Dez. 2014         | 12. März 2015                         | Glen Winter       | Ben Sokolowski & Brooke Eikmeier Idee: Greg Berlanti & Andrew Kreisberg            | 4,34 Mio.       |
| In Central City wird eine Bank vom Metawesen Roy Bivolo ausgeraubt, indem dieser seine Fähigkeit nutzte, um die anwesenden Personen gegeneinander aufzuhetzen. Bei Barrys Versuch, Bivolo in seinem Unterschlupf gefangen zu nehmen, erscheint Arrow alias Oliver Queen, Barrys Freund aus Starling City, doch Bivolo kann fliehen. Der Grund hinter Olivers, Felicitys und Diggles Erscheinen ist ein eigener Mordfall in Starling City, dessen Spur sie nach Central City geführt hat. Oliver einigt sich darauf, Barry bei dessen Fall zu helfen, unter der Bedingung, seine Vorgehensweise zu trainieren, was Barry sichtlich missfällt. Als Barry daraufhin ein weiteres Mal versucht, Bivolo zu fassen, schafft es dieser, ihm in die Augen zu sehen und zu fliehen. Zurück bei S.T.A.R. Labs, wo Barry scheinbar keine Folgen davongetragen hat, finden Caitlin und Felicity heraus, dass die spezielle Augenfarbe, die Bivolo annehmen kann, Auswirkungen auf die Emotionen beim Menschen hat, woraufhin diese wütend werden. Nachdem Barrys Chef im Polizeirevier von ihm Ergebnisse fordert, Oliver weiterhin unzufrieden mit Barrys Trainingsdisziplin ist und er schließlich auch noch Iris, für die er Gefühle empfindet, mit ihrem Geliebten Eddie Thawne, Kollege von Detective West, sieht, greift er Eddie aus dem angestauten Zorn an. In den S.T.A.R. Labs wird festgestellt, dass Bivolos Kraft nun sehr verspätet auf Barry wirkt, verursacht durch dessen eigene Metafähigkeit. Oliver ist gezwungen, Barrys Wut in einem Kampf Einhalt zu gebieten. Nachdem dieser ausgeglichen verläuft, erscheinen Joe und Dr. Wells in einem Wagen und blenden Barry über Scheinwerfer mit bunten Farben, was dessen Wut neutralisiert. Oliver und Barry, der jetzt wieder bei Sinnen ist, gelingt es schließlich gemeinsam, Bivolo in das Metawesen-Gefängnis zu stecken. Letztendlich wendet sich Iris von Flash aufgrund seiner Aggressivität gegenüber Eddie ab. An einer Straße in Central City befindet sich derweil der verwahrloste und für tot gehaltene Ronnie Raymond, der die Metafähigkeit entwickelt hat, Feuer zu erzeugen. |           |                                |                            |                      |                                       |                   |                                                                                    |                 |
| 9 | 9         | Der Mann in Gelb               | The Man in the Yellow Suit | 9. Dez. 2014         | 19. März 2015                         | Ralph Hemecker    | Todd Helbing & Aaron Helbing                                                       | 4,66 Mio.       |
| Ein Mann in einem gelben Anzug und mit den gleichen Fähigkeiten wie Barry bricht beim führenden Forschungsunternehmen Mercury Labs, S.T.A.R. Labs’ ehemaligem Konkurrenten, ein, wobei es ihm nicht gelingt, den von Mercury entwickelten „Tachyonen-Prototyp“ zu stehlen. Bei S.T.A.R. Labs vermutet Dr. Wells, dass der Einbrecher das Gerät durch die Tachyonen, sich schneller als das Licht bewegende Teilchen, als Waffe benutzen will. Währenddessen entdeckt Caitlin, dass Ronnie noch am Leben ist und sucht ihn daraufhin mit der Hilfe von Cisco auf. Ronnie allerdings nennt sich „Firestorm“ und scheint sich an die beiden nicht mehr erinnern zu können. Schließlich erscheint der Mann im gelben Anzug vor Barrys Labor und nach einer kurzen Verfolgungsjagd identifiziert Barry ihn als den Mörder seiner Mutter. Mit verstellter Stimme erklärt dieser ihm, dass Barry ihm schon immer unterlegen gewesen sei, woraufhin er Barry im Kampf niederschlägt und flieht. Mit der Erkenntnis, dass sein Feind zu schnell für ihn ist, gesteht Barry Iris seine Liebe. Nach anfänglichen Zögerns überlässt Mercury-Leiterin Tina McGee dem S.T.A.R.-Labs-Team den Prototyp, das ihn als Köder für eine Falle benutzen will. Der Plan funktioniert und der Mann im gelben Anzug erscheint und er wird von einer von Dr. Wells, Caitlin und Cisco entwickelten Spezialkammer festgehalten. Nachdem er sich als das „Gegenteil“ von Flash („Reverse-Flash“) bezeichnet, schafft er es, Dr. Wells aus seinem Rollstuhl mit in die Zelle zu zerren und beginnt, vor Wut auf diesen einzuschlagen. Barry eilt zu Hilfe und es kommt zum Kampf, in dem er allerdings erneut keine Chance hat, als plötzlich Ronnie erscheint und Reverse-Flash mit seinen Feuerkräften in die Flucht schlägt. Mit der Bitte, ihn in Ruhe zu lassen, fliegt Ronnie mithilfe seiner Metafähigkeit in die Luft und verschwindet. Nachher betritt Dr. Wells seinen versteckten Raum und öffnet eine Geheimwand, hinter der er mit der Stimme des Reverse-Flash den Tachyonen-Prototyp auf der Brust des gelben Anzugs platziert.                                   |           |                                |                            |                      |                                       |                   |                                                                                    |                 |
| 10 | 10        | Heißkalte Vergeltung           | Revenge of the Rogues      | 20. Jan. 2015        | 26. März 2015                         | Nick Copus        | Geoff Johns & Kai Yu Wu                                                            | 3,87 Mio.       |
| Barry bekommt es erneut mit Leonard Snart, aufgrund seiner Eiswaffe „Captain Cold“ genannt, zu tun, der zusammen mit seinem Komplizen Mick Rory nach Central City zurückgekehrt ist, um Flash zu vernichten. Dr. Wells jedoch rät Barry, der seit seinem Kampf mit dem Mann in Gelb, dem „Reverse-Flash“, viel trainiert hat, um schneller zu werden und ihm gewachsen zu sein, Captain Cold der Polizei zu überlassen und sich stattdessen auf Reverse-Flash zu konzentrieren. Als Snart einen Flugplatz angreift, erscheint die Polizei, die dank von Cisco entwickelter, kälteresistenter Spezialschilde gegen Snarts Frostkanone gewappnet ist. Dieser erhält daraufhin jedoch Hilfe von Rory, der die Polizisten mit seiner Pistole attackiert, die ähnlich der Funktionsweise eines Flammenwerfers Feuer ausstößt. Damit können die beiden die Polizisten zwar zurückhalten, doch als sie vergeblich auf Flash warten, ergreifen sie die Flucht. Währenddessen verfolgt Caitlin weiter die Spur von Ronnie und entdeckt, dass es sich beim Namen „Firestorm“ um ein Forschungsprojekt im Bereich Transmutation handelt. Von einem ehemaligen Mitglied erfährt sie, dass der Leiter des Projektes, Dr. Martin Stein, eines Tages verschwand, nachdem er das Projekt ohne Genehmigung weiterführte. Um Flash anzulocken, entführen Snart und Rory Caitlin und kündigen über das Fernsehen einen Treffpunkt für den finalen Kampf an. Während dieser kurz darauf stattfindet, gelingt es Cisco und Detective West, die gefangene Caitlin zu finden und zu befreien. Mit der Hilfe von Eddie schafft es Barry im Kampf, die Strahlen von Snarts und Rorys Pistolen aufeinanderzulenken, wodurch sich das Eis und das Feuer gegenseitig neutralisieren, sie von der Wucht des Aufpralls weggeschleudert werden und die Polizei sie festnehmen kann. Die Waffen werden verwahrt und Snart und Rory werden ins Gefängnis überführt. Dabei erscheint allerdings Snarts Schwester, die die beiden aus dem Gefangenentransporter befreit. |           |                                |                            |                      |                                       |                   |                                                                                    |                 |
| 11 | 11        | Tödliche Frequenz              | The Sound and the Fury     | 27. Jan. 2015        | 2. Apr. 2015                          | John Showalter    | Alison Schapker & Brooke Eikmeier                                                  | 4,08 Mio.       |
| Nachdem Barry Mitglieder der kriminellen Royal Flush Gang erfolgreich der Polizei ausliefert, wird Dr. Wells in seinem luxuriösen Wohnsitz Opfer eines Angriffs, bei dem allerdings nur das Haus zu Schaden kommt. Dr. Wells erklärt Barry, dass der Angreifer über eine Schallwaffe verfügt und er ihn als seinen ehemaligen Schützling und hochintelligenten S.T.A.R.-Labs-Wissenschaftler Hartley Rathaway identifiziert hat. Dieser wolle sich an Wells rächen, da er seit dem Teilchenbeschleunigerunfall an einem Gehörschaden leidet. Als Rathaway schließlich das Unternehmen seiner Familie, Rathaway Industries, mit seinen Schallhandschuhen angreift, erscheint Barry, der ihn gefangen nehmen kann. Rathaway bringt Dr. Wells zu dem Geständnis, dass er sich damals bei der Aktivierung des Teilchenbeschleunigers des Risikos einer Explosion bewusst war, er die Gefahr dennoch in Aussicht auf den möglichen Erfolg eingegangen ist. Schließlich gelingt es Rathaway in Abwesenheit von Barry zu fliehen, woran ihn auch Dr. Wells, dessen Schnelligkeitskraft des Reverse-Flash versagt, nicht hindern kann. Als Rathaway daraufhin beginnt, auf der Straße Autos mit den Schallwellen zu zerstören, eilt Barry herbei, dem es gelingt, ihm die Handschuhe abzunehmen. Indem sich Rathaway allerdings während seines Ausbruchs Informationen über Barrys Körper und Anzug aus den S.T.A.R.-Labs-Computern geholt hat, kann er per Fernsteuerung über seine Handschuhe einen äußerst empfindlichen Ton auf die Frequenz von Barrys Funkgerät senden, was zur Folge hat, dass Barrys Organe beginnen abzusterben. In der Not programmiert Dr. Wells daraufhin einen Satelliten für das Radio der umgebenden Autos um, dessen Signal er auf die Handschuhe überträgt, die dadurch zerstört werden. Bei der erneuten Gefangennahme offenbart Rathaway Cisco, dass er ihn und Caitlin zu Ronnie führen kann. Dr. Wells benutzt in seinem Geheimraum derweil ein weiteres Mal den Tachyonen-Prototyp, um seine Geschwindigkeitskraft wiederherzustellen.                                                                                 |           |                                |                            |                      |                                       |                   |                                                                                    |                 |
| 12 | 12        | Teleportiert                   | Crazy for You              | 3. Feb. 2015         | 18. Juni 2015                         | Rob Hardy         | Aaron Helbing & Todd Helbing                                                       | 3,60 Mio.       |
| Das Metawesen Shawna Baez besitzt die Fähigkeit, sich teleportieren zu können und befreit damit ihren Freund Clay Parker aus dem Gefängnis. Zu Barrys Hilfe hört sich sein Vater Henry im Gefängnis um und findet heraus, dass Parker vor seiner Festnahme Schulden bei einer Gang hatte. Baez und Parker überfallen daraufhin einen Geldtransporter, um das nötige Geld für Parkers Boss zu beschaffen, als Barry erscheint und versucht sie aufzuhalten. Er hat allerdings keine Mittel gegen Baez’ Teleportationskraft und wird zusätzlich von Parker angeschossen, weshalb er die beiden mit dem Geld fliehen lassen muss. Cisco entlässt Hartley Rathaway derweil aus dem Gefängnis, damit dieser ihm das Geheimnis um Ronnie und Dr. Stein erklärt. Rathaway zeigt Cisco eine Aufnahme der Überwachungskameras des Teilchenbeschleunigers während der Explosion, wo zu sehen ist, wie Dr. Stein von einer Energiewelle erfasst wird und dabei scheinbar mit Ronnie fusioniert. Daraufhin greift Rathaway Cisco an, schlägt ihn nieder und flieht. Nachdem die Polizei mithilfe Henrys Informationen den Geldaustausch zwischen Parker und dem Ganganführer unterbrechen kann, wobei Parker und Baez jedoch fliehen, wird Henry im Gefängnis von einem Gangmitglied verprügelt. Als Barry den Angreifer dann persönlich ausfragt, offenbart dieser, dass ein weiterer Geldtransporter Ziel eines Überfalls ist. Barry macht sich umgehend auf den Weg und trifft schließlich auf Baez und Parker, die er in einem Tunnel abfangen kann. Mit dem Wissen, dass es Baez nicht möglich ist, bei Dunkelheit zu teleportieren, zerstört Barry die komplette Tunnelbeleuchtung, sodass Baez im Dunkeln keine Chance hat zu entkommen und von Barry gefangen genommen wird. Baez wird im Gefängnis für Metawesen in eine teleportationssichere Zelle eingesperrt. Schließlich trifft sich Barry für ein Date mit Linda Park, die er an einem gemeinsamen Abend mit Caitlin in einer Bar kennengelernt hat. In der Kanalisation von Central City werden derweil zwei Bauarbeiter von dem Gorilla Grodd getötet.                                          |           |                                |                            |                      |                                       |                   |                                                                                    |                 |
| 13 | 13        | Die lebende Bombe              | The Nuclear Man            | 10. Feb. 2015        | 18. Juni 2015                         | Glen Winter       | Andrew Kreisberg & Katherine Walczak                                               | 3,66 Mio.       |
| Nachdem Firestorm einen Wissenschaftler angreift, kommt man bei S.T.A.R. Labs zu dem Entschluss, dass Firestorm aus Ronnies Körper besteht, der von Dr. Martin Steins Verstand kontrolliert wird. Das Team begibt sich zu Dr. Steins Ehefrau, die bestätigt, dass sie schon mehrmals von Firestorm besucht wurde. Dr. Wells und Caitlin warten am Abend dann vor Steins Haus auf Firestorm, und als dieser erscheint, muss Barry sein Date mit Linda Park unterbrechen. Er eilt herbei, ist ihm jedoch unterlegen und kann ihn nur mit Caitlins Hilfe in die Flucht schlagen. Währenddessen besichtigen Detective West und Cisco den Tatort des Mordes an Nora Allen von vor 15 Jahren, wo sie dank eines Spiegels, in dessen Silbernitrat sich durch die Funken der Blitze von damals die gegenwärtigen Spiegelungen eingebrannt haben, die Szenerie nachstellen können. Dabei bemerken sie Blutspuren unter einer Wandtapete, die sich allerdings in einer unmöglichen Entfernung zu Nora befinden, sodass sie einem der beiden Metawesen, die scheinbar Barrys Mutter umgebracht haben, gehören müssen. Nachdem das Team Firestorm mit der Hilfe von Dr. Steins Frau zu S.T.A.R. Labs bringen kann, wird dieser dort untersucht. Dabei entdeckt Dr. Wells, dass sich Ronnies und Steins Atome innerhalb Ronnies Körper voneinander abstoßen, was allmählich genug Energie für eine Atomexplosion erzeugt. Mit dem Wissen um seinen Zustand flieht Firestorm, um zum Schutze der Stadt an einem abgelegenen Ort Selbstmord zu begehen. Cisco informiert unterdessen Joe darüber, dass eine der beiden Blutproben von Barry als Erwachsenen stammt. Nachdem Dr. Wells den Tachyonen-Prototyp zu einem Quantenspleißer umgebaut hat, der Ronnie und Dr. Stein trennen soll, bringt Barry Caitlin zu Firestorm außerhalb der Stadt, wo sie ihn mit dem Gerät ausstattet. Der Versuch misslingt jedoch und Firestorm detoniert in einer Atomexplosion, der Barry und Caitlin nur knapp entrinnen. Dies wiederum bleibt nicht unbemerkt vom Militär, wo General Wade Eiling veranlasst, Firestorm zu bergen.                                            |           |                                |                            |                      |                                       |                   |                                                                                    |                 |
| 14 | 14        | Fallout                        | Fallout                    | 17. Feb. 2015        | 25. Juni 2015                         | Steve Surjik      | Keto Shimizu & Ben Sokolowski                                                      | 4,01 Mio.       |
| Barry und Caitlin begeben sich zum Zentrum der Atomexplosion und finden Ronnie und Dr. Stein tatsächlich getrennt vor, woraufhin die beiden gesund zurückkehren. Joe zeigt Barry das visualisierte Bild vom Tatort, und da eines der beiden Metawesen gemäß der Blutuntersuchung offensichtlich Flash war, vermutet Dr. Wells, dass dieser sich des Zeitreisens bedient hat. Nachdem General Eiling herausgefunden hat, dass sich Firestorm wieder aufgeteilt hat, hat er es nun auf Ronnie abgesehen. Beim Versuch, diesen mithilfe einer Militäreinheit in einem Café gefangen zu nehmen, erscheint jedoch Barry, der Ronnie zur Flucht verhilft. Dr. Wells erklärt, dass es Eilings Ziel ist, Firestorms Kräfte für seine Soldaten nutzbar zu machen. Als Dr. Stein auftaucht und erzählt, dass er Ronnies Gefahr im Café gespürt hat, stellt das Team fest, dass Ronnie und Stein noch immer seelisch verbunden sind. Nach einem Besuch beim Militär entscheidet sich Dr. Wells dazu, Dr. Stein zu betäuben, um ihn an General Eiling auszuliefern. Das Team nutzt anschließend Ronnies gedankliche Verbundenheit zu Dr. Stein, um dessen Aufenthaltsort herauszufinden. Dieser wird währenddessen von Eiling gefoltert, um das Geheimnis um die transmutative Beschaffenheit von Firestorm preiszugeben. Barry und Ronnie gelangen zur versteckten Militärbasis und Barry kann Dr. Stein gerade rechtzeitig retten, bevor Eiling ihn erschießt. Als Barry daraufhin außer Gefecht gesetzt wird, sind Ronnie und Stein gezwungen, mithilfe des mitgebrachten Quantenspleißers erneut zu fusionieren, um die Soldaten zurückzuhalten. Barry und Firestorm können fliehen und kehren zu S.T.A.R. Labs zurück, wo es Ronnie und Stein gelingt, sich kontrolliert zu trennen. Die beiden entscheiden sich, Central City vorerst zu verlassen, um sich vor dem Militär in Sicherheit zu bringen. Barry beschließt, einen Weg zu finden, um in die Vergangenheit zu reisen und seine Mutter zu retten. Schließlich entführt Dr. Wells als Reverse-Flash General Eiling in die Kanalisation, wo dieser von Gorilla Grodd weggeschleift wird.            |           |                                |                            |                      |                                       |                   |                                                                                    |                 |
| 15 | 15        | Im Wettlauf mit der Zeit       | Out of Time                | 17. März 2015        | 2. Juli 2015                          | Thor Freudenthal  | Todd Helbing & Aaron Helbing                                                       | 3,69 Mio.       |
| Das Metawesen Mark Mardon, seit einem Flugzeugabsturz mit seinem Bruder Clyde vor einem Jahr fähig, das Wetter zu kontrollieren, will sich an Clydes Mörder, Detective West, rächen und tötet zunächst einen Gerichtsmediziner im Leichenschauhaus, wobei Barry zu spät kommt und nur noch dessen Leiche findet. Nach einem ersten gescheiterten Angriff auf Joe erscheint Mardon schließlich im Polizeirevier, doch als er Joe angreift, wirft sich der Polizeichef schützend in den Weg, wird schwer von Mardons Blitzen getroffen und fällt ins Koma. Barry eilt herbei und kann Mardon in die Flucht schlagen. Um Mardon ein für alle Mal aufzuhalten, will Joe sich ihm alleine stellen, doch als er auf ihn trifft, wird er von ihm gefangen genommen. Währenddessen überprüft Cisco in Abwesenheit von Dr. Wells die Eindämmungszelle, die damals als Falle für den Reverse-Flash diente, und entdeckt, dass das Sicherheitssystem durchgängig voll aktiv war und es somit für Dr. Wells unmöglich hätte sein müssen, mit in die Zelle zu gelangen. Iris erhält einen Anruf von Mardon, der sich mit dem gefesselten und verletzten Joe am Pier befindet, und sie anweist, ebenfalls dorthin zu kommen. Cisco entdeckt schließlich, dass es sich beim Reverse-Flash von damals um ein von Dr. Wells hergestelltes Hologramm handelt, als dieser plötzlich ohne Rollstuhl hinter ihm erscheint. Er erklärt Cisco, er ist tatsächlich der Reverse-Flash, sein wahrer Name sei Eobard Thawne und er stamme aus einer anderen Zeit, sitzt aber seit seinem Mord an Nora Allen, der eigentlich Barry zum Ziel hatte, in der Gegenwart fest. Anschließend tötet er Cisco. Andernorts bildet Mardon derweil eine riesige Tsunamiwelle, die langsam auf die Stadt zurollt. Um diese aufzuhalten, muss Barry vor Iris’ Augen so schnell vor der Küste auf und ab rennen, dass er eine schützende Wand aus Wind erzeugt. Er wird jedoch so schnell, dass seine Geschwindigkeit das Raum-Zeit-Gefüge übersteigt und er sich plötzlich in der Vergangenheit wiederfindet, nämlich auf dem Weg zum Leichenschauhaus.                                       |           |                                |                            |                      |                                       |                   |                                                                                    |                 |
| 16 | 16        | Zeit der Schurken              | Rogue Time                 | 24. März 2015        | 9. Juli 2015                          | John Behring      | Brooke Eikmeier & Kai Yu Wu Idee: Grainne Godfree                                  | 3,33 Mio.       |
| Barry vertraut Dr. Wells seinen Rückfall in der Zeit an, woraufhin dieser ihm rät, den vergangenen Tag noch einmal genauso zu verbringen, da er meint, dass eine Änderung im Zeitverlauf verheerende Folgen haben könnte. Barry hält sich jedoch nicht daran und nutzt die Chance, um Mark Mardon in seinem Unterschlupf gefangen zu nehmen, was Dr. Wells nicht gutheißt. Cisco wird am Abend in einer Bar von einer Frau verführt, die sich allerdings als Leonard Snarts Schwester Lisa herausstellt. Dieser und sein Partner Mick Rory sind zurückgekehrt und zwingen Cisco nun dazu, eine neue Eis- bzw. Feuerwaffe und zudem eine spezielle Waffe für Lisa zu konstruieren, die ihre Opfer mit flüssigem Gold überzieht und darunter erstarren lässt. Als Pressmittel benutzen sie hierfür Ciscos entführten Bruder Dante. Als das Verbrecher-Trio mit seinen neuen Waffen schließlich ein Casino angreift, erscheint Barry, doch nachdem er von Ciscos Gefangenschaft erfährt, muss er sie ziehen lassen. Unter der Drohung, seinen Bruder erfrieren zu lassen, offenbart Cisco Snart Flashs wahre Identität, woraufhin er im Gegenzug zusammen mit Dante freigelassen wird. Derweil findet das S.T.A.R.-Labs-Team heraus, dass es Snarts Plan war, mit einem Angriff auf das Casino eine Verlagerung des dortigen Geldes zu bewirken, um dann beim Transport zuzuschlagen. Dort ist schließlich auch Barry anwesend und kann das Trio soweit aufhalten, bis er und Snart sich gegenüberstehen. Um zu verhindern, dass Snart sein Geheimnis verrät, indem er ihn gefangen nimmt, fordert Barry nur von ihm, keine Unschuldigen mehr zu töten und seine Freunde in Ruhe zu lassen, und lässt ihn anschließend gehen. Ein Kollege von Iris beim Zeitungsverlag wird vom Reverse-Flash getötet, nachdem er herausgefunden hat, dass Dr. Wells Simon Stagg ermordet hat. Als das Verschwinden des Reporters in den Nachrichten bekannt gegeben wird, teilt Barry, der von dessen Nachforschungen über Dr. Wells wusste, Joe mit, dass er dessen Vermutung teilt, dass Dr. Wells etwas verheimlicht.                                               |           |                                |                            |                      |                                       |                   |                                                                                    |                 |
| 17 | 17        | Die Rückkehr des Tricksters    | Tricksters                 | 31. März 2015        | 16. Juli 2015                         | Ralph Hemecker    | Andrew Kreisberg                                                                   | 3,67 Mio.       |
| Ein junger Mann, der sich „Trickster“ nennt, wirft als Geschenkpäckchen getarnte Bomben über Central City ab. Detective West teilt dem S.T.A.R.-Labs-Team mit, dass es bereits in den 1990er Jahren einen Verbrecher namens Trickster gab – James Jesse – der seitdem im Gefängnis sitzt. Als Barry und Joe diesen befragen, zeigt der sich erzürnt über den Nachahmer. Über eine Videobotschaft kündigt der Trickster schließlich die Explosion einer riesigen Bombe an, verrät aber zuvor den Aufenthaltsort. Nach erfolgloser Suche muss Barry feststellen, dass die nicht existierende Bombe nur als Ablenkung für Jesses Befreiung aus dem Gefängnis diente. Die beiden nehmen dabei Barrys Vater als Geisel und die Polizei kann den jungen Trickster schließlich als Axel Walker identifizieren. Das Duo gelangt daraufhin auf eine Benefizveranstaltung und vergiftet dort die Getränke der Gäste. Als Barry erscheint, legt Walker ihm ein Armband an, das bei der Unterschreitung einer bestimmten Geschwindigkeit explodiert. Mithilfe von Dr. Wells’ genauen Anweisungen schafft es Barry, mit Höchstgeschwindigkeit einen Lastwagen zu durchdringen und das Armband an diesem abzustreifen. Er eilt zurück und verabreicht jedem der Gäste ein von Dr. Wells hergestelltes Gegengift. Jesse und Walker werden festgenommen und Barry eilt zu seinem Vater, um ihn zu befreien. Bevor dieser wieder ins Gefängnis zurückkehrt, offenbart Barry ihm und auch Eddie, dass er Flash ist. In Rückblicken erfährt man, wie der Reverse-Flash alias Eobard Thawne vor 15 Jahren, kurz nach dem Kampf mit Flash, von seinem Computersystem die Information erhält, dass seine Speed Force erschöpft ist und er fortan weder in der Zeit reisen, noch seine Geschwindigkeitskraft benutzen kann. Thawne lauert daraufhin Harrison Wells auf, da er weiß, dass dieser vorhat, im Jahr 2020 einen Teilchenbeschleuniger zu bauen. Um in seine Zeit zurückzukehren, benötigt Thawne diesen jedoch früher, woraufhin er mit einer speziellen Vorrichtung Wells’ Aussehen auf sich überträgt und dessen Identität übernimmt.                          |           |                                |                            |                      |                                       |                   |                                                                                    |                 |
| 18 | 18        | Mit vereinten Kräften          | All-Star Team-Up           | 14. Apr. 2015        | 23. Juli 2015                         | Kevin Tancharoen  | Grainne Godfree & Kai Yu Wu                                                        | 3,67 Mio.       |
| Während Barry einen Vorfall untersucht, bei dem eine Wissenschaftlerin von einem Schwarm Bienen getötet wurde, bekommt das S.T.A.R.-Labs-Team Besuch von Felicity und ihrem Freund Ray Palmer in dessen flugfähigen „Atom“-Anzug. Eddie hat Probleme in seiner Beziehung mit Iris, da diese merkt, dass er ihr etwas verheimlicht, er ihr jedoch Barrys Geheimnis nicht verraten kann. Schließlich gibt es einen weiteren Bienenangriff bei demselben Forschungsunternehmen wie zuvor, wobei Barry nicht verhindern kann, dass ein weiterer Wissenschaftler zu Tode gestochen wird, und selbst nur knapp dem Tod entrinnt. Das Team entdeckt, dass es sich bei den Bienen um winzige Roboter handelt und die Mordopfer ehemalige Mercury-Labs-Angestellte waren, woraufhin sie Tina McGee einen Besuch abstatten. Diese hält die ehemalige Mercury-Labs-Wissenschaftlerin Brie Larvan für die Drahtzieherin hinter den Angriffen, da McGee diese einst feuerte, nachdem sie die von ihr ursprünglich für die Landwirtschaft entwickelten Roboterbienen fürs Militär einsetzen wollte. Die beiden getöteten Wissenschaftler hatten sie damals an McGee verraten. Nach einem gemeinsamen Abendessen lokalisiert Felicity einen Schwarm Bienen, den Larvan gerade auf Mercury Labs zusteuert, womit sie sich an McGee rächen will, doch Ray benutzt seinen Anzug, um die Bienen weg- und schließlich in ein Gewässer zu locken, wo sie zerstört werden. Währenddessen macht sich Barry auf zu Larvans Unterschlupf, von wo aus sie die Bienen steuert, sieht sich dort aber einem weiteren Schwarm konfrontiert. Ihm kommt jedoch Felicity zu Hilfe, die sich in Larvans Computersystem hackt und die Bienen ausschaltet, woraufhin Larvan festgenommen wird. Nach langem Überlegen entschließt sich Barry, Cisco und Caitlin in seine Vermutung einzuweihen, Dr. Wells sei der Reverse-Flash. Da Cisco immer wieder Visionen davon hat, wie er in der alternativen Vergangenheit das Geheimnis um Dr. Wells lüftet und anschließend von ihm getötet wird, schließt er sich Barry an.                                                                   |           |                                |                            |                      |                                       |                   |                                                                                    |                 |
| 19 | 19        | Wer ist Harrison Wells?        | Who is Harrison Wells?     | 21. Apr. 2015        | 30. Juli 2015                         | Wendey Stanzler   | Ray Utarnachitt & Cortney Norris                                                   | 3,75 Mio.       |
| Während sich Detective West und Cisco nach Starling City zu dem Ort begeben, an dem Harrison Wells' Geliebte in dem von Eobard Thawne herbeigeführten Autounfall verstarb, bei dem unwissentlich Thawne auch Wells’ Identität übernahm und ihn tötete, ist Barry hinter dem raubenden Metawesen Hannibal Bates, einem Gestaltwandler, her. Barry und Eddie können Bates ausfindig machen, doch auf der darauffolgenden Flucht nimmt dieser Eddies Gestalt an und erschießt zwei Polizisten, was von der Kamera des Polizeiwagens aufgezeichnet wird. Während Eddie sich für das Video verantworten muss, taucht der Gestaltwandler mit Eddies Aussehen vor Barrys Haustür auf, schlägt ihn nieder und begibt sich in Barrys Gestalt zu S.T.A.R. Labs. Dort bemerkt Dr. Wells zwar den Trick und betäubt Bates mit einem Elektroschocker, doch nachdem die ebenfalls anwesende Iris darauf besteht, ihn zur Polizei zu bringen, kann er während der Fahrt erneut fliehen. Caitlin entwickelt daraufhin ein spezielles Serum, das Bates vom Verwandeln abhalten soll und lokalisiert ihn am Flughafen. Dort kommt es zum Kampf zwischen Barry und Bates, den Barry, nachdem er Bates das Serum injiziert, für sich entscheidet, woraufhin Bates im Teilchenbeschleunigergefängnis eingesperrt wird. Barry kann in dem Zuge die Staatsanwältin überzeugen, dass die Polizisten von einem Gestaltwandler getötet wurden, woraufhin diese zwar verwundert reagiert, Eddie aber freilässt. In Starling haben Detective West und Cisco mit der Hilfe von Captain Quentin Lance in der Zwischenzeit an der Unfallstelle eine vergrabene Leiche entdeckt, die sich nach einer Untersuchung als die des echten Harrison Wells herausstellt, woraufhin der Gruppe klar wird, dass es sich beim lebendigen Dr. Wells um eine komplett andere Person handelt. Anschließend entdecken Cisco, Barry und Caitlin bei einem Scan des Teilchenbeschleunigers den Geheimraum von Dr. Wells und damit auch den gelben Anzug des Reverse-Flash sowie den Zeitungsartikel über Flashs Verschwinden aus der Zukunft.                                                        |           |                                |                            |                      |                                       |                   |                                                                                    |                 |
| 20 | 20        | Die Falle                      | The Trap                   | 28. Apr. 2015        | 6. Aug. 2015                          | Steve Shill       | Alison Schapker & Brooke Eikmeier                                                  | 3,93 Mio.       |
| Nachdem Barry, Cisco und Caitlin in Dr. Wells' Geheimversteck den Namen der Autorin des Artikels erfahren, nämlich „Iris West-Allen“, aktiviert sich die künstliche Intelligenz, die ihnen mitteilt, dass sie von Barry geschaffen wurde und es von Anfang an Wells’ Plan war, Barry zu Flash werden zu lassen und zu töten. Bei einer darauffolgenden Besprechung mit Joe und Eddie erzählt Barry von dem Tag, den er durch seine Schnelligkeit rückgängig gemacht hat, und kommt zu dem Entschluss, dass Ciscos Träume von seiner Ermordung durch Dr. Wells in Wahrheit unterbewusste Erinnerungen von eben jenem Tag sind. In dem Zuge entwickeln Cisco und Caitlin eine spezielle Brille, die Cisco einen Klartraum erleben lässt, in dem er nochmals das Geheimnis um die Eindämmungszelle und Dr. Wells entdeckt. Nachdem Barry mehrere Menschen aus einem brennenden Hochhaus rettet, beschließt das Team, die von Cisco geschilderte Situation genauso darzustellen und aufzuzeichnen, um mit einem Geständnis von Wells für den Mord an Nora Allen Barrys Vater aus dem Gefängnis zu holen. Schließlich kommt es wie beabsichtigt und Dr. Wells sucht Cisco vor der Zelle auf, gesteht aber nicht ausdrücklich den Mord an Barrys Mutter. Cisco versucht sich hinter dem umfunktionierten Kraftfeld der Zelle in Sicherheit zu bringen, doch Wells durchdringt dieses und wird daraufhin, kurz bevor er Cisco töten kann, von Joe aus dessen Versteck heraus erschossen. Kurz darauf verwandelt sich die Leiche allerdings in die des Gestaltwandlers Hannibal Bates, womit sich offenbart, dass Wells das Team überlistet hat. Als dieser daraufhin mit dem Team Kontakt aufnimmt, um ihm seine Überlegenheit vorzuhalten, sucht Barry ihn in dem Geheimraum auf, wo er jedoch nur Videoaufnahmen von Kameras entdeckt, die Wells heimlich an sämtlichen Orten installiert hatte und somit schon längst über Barrys Verdacht Bescheid wusste. Dieser eilt daraufhin sofort zu Iris, die kurz vor einem Heiratsantrag von Eddie steht, und rettet sie, während Eddie jedoch vom Reverse-Flash entführt wird.                                |           |                                |                            |                      |                                       |                   |                                                                                    |                 |
| 21 | 21        | Grodd lebt!                    | Grodd Lives                | 5. Mai 2015          | 13. Aug. 2015                         | Dermott Downs     | Grainne Godfree & Kai Yu Wu                                                        | 3,62 Mio.       |
| Beim Versuch, Central Citys Goldkammer vor einem schwerbewaffneten Mann zu schützen, erleidet Barry einen traumatischen Nervenzusammenbruch, von dem der Angreifer jedoch ebenfalls betroffen ist, woraufhin er flieht. Als Barry in den S.T.A.R. Labs untersucht wird, erscheint Iris und sieht ihn in dessen Flash-Anzug, womit sie sein Geheimnis erfährt und sehr wütend wird, da ihr dies vorenthalten wurde. Bei einem Goldtransport wird der Lieferwagen erneut vom maskierten Mann angegriffen, den Barry diesmal allerdings rechtzeitig bewusstlos schlagen kann. Er offenbart sich als Wade Eiling, der sich in den S.T.A.R. Labs daraufhin in geistesabwesendem Zustand als „Grodd“ ausgibt. Cisco und Caitlin erklären Barry und Joe, dass es sich bei Grodd um einen Gorilla handelt, an dem Eiling einst Experimente mit Telepathie und Telekinese durchführte. Durch den Teilchenbeschleunigerunfall scheint Grodd diese Kräfte tatsächlich erlangt zu haben, wodurch er nun auf Wells’ Befehl hin Eilings Gedanken kontrolliert. Die Spur führt schließlich in die Kanalisation, wo Barry, Cisco und Joe Wells und damit auch Eddie finden wollen. Stattdessen aber taucht Grodd auf, der Barry telepathisch außer Gefecht setzt und Joe entführt, welcher daraufhin Zeuge von Grodds übernatürlicher Größe und Intelligenz wird. Nachdem Caitlin und Cisco Barry ein Telepathie abweisendes Headset bauen, begibt sich Barry ein weiteres Mal in die Kanalisation, um Joe zu befreien. Im Kampf mit Grodd wird das Headset aber entfernt, wodurch dieser Barry gedanklich auf die nahegelegenen U-Bahn-Gleise zwingen kann. Mithilfe von Iris’ Stimme kann Barry sich aus der psychischen Umklammerung lösen, lockt Grodd vor eine U-Bahn und befreit Joe anschließend. Das Team lässt den wieder genesenen Eiling gehen und vermutet, dass der Gorilla nur als Ablenkung von Wells dienen sollte. Während dieser derweil in Anwesenheit des gefangenen Eddie in seinem Unterschlupf eine Maschine fertigstellt, die ihn wieder zurück in seine Zeit bringen soll, springt Grodd über die Dächer von Central City.                  |           |                                |                            |                      |                                       |                   |                                                                                    |                 |
| 22 | 22        | Kampf der Giganten             | Rogue Air                  | 12. Mai 2015         | 20. Aug. 2015                         | Doug Aarniokoski  | Aaron Helbing & Todd Helbing                                                       | 3,65 Mio.       |
| Cisco entdeckt an Wells’ Rollstuhl einen hochentwickelten Antrieb, aus dem Wells bislang immer seine erhöhte Geschwindigkeit gegenüber Barry geschöpft hat. Als sich Bereiche des Teilchenbeschleunigers aktivieren, ahnt das Team, dass Wells dafür verantwortlich ist, der daraufhin flieht. Bei der Untersuchung des Teilchenbeschleunigers findet das Team Wells’ geheimen Unterschlupf und den völlig verwahrlosten Eddie. Dieser beendet seine Beziehung mit Iris, da er den Zeitungsartikel mit Iris’ Nachnamen gesehen hat und nun Barry für ihren zukünftigen Ehemann hält. Cisco stößt schließlich auf Wells’ Gerät und erkennt, dass es den Teilchenbeschleuniger stetig mit Energie versorgt, aber aus der Zukunft zu stammen scheint, weshalb er es nicht abschalten kann. Da die eingesperrten Metawesen bei der vollständigen Aktivierung sterben würden, will Barry sie zu der Gefängnisinsel Lian Yu verfrachten. Dafür bittet er Leonard Snart um Hilfe, die dieser ihm erst gewährt, nachdem Barry sämtliche Polizeiakten von ihm löscht. Die Metawesen Roy Bivolo, Mark Mardon, Shawna Baez, Kyle Nimbus und Jake Simmons werden schließlich in einem von Lisa Snart gefahrenen Tiefkühllastwagen, dessen Anhänger Cisco zur Unterdrückung der Metafähigkeiten mit Wells’ Rollstuhlantrieb ausgestattet hat, zu einem Flugplatz transportiert. Bei der Ankunft fällt der Antrieb jedoch aus, woraufhin Mardon seine Wetterfähigkeit nutzt, um das ankommende Flugzeug zum Absturz zu bringen und ein Kampf entfacht, den die Metawesen für sich entscheiden. Snart bewahrt Simmons zwar davor, Barry zu töten, doch offenbart diesem, dass er das Kühlsystem sabotiert hat, um die Metawesen freizulassen und in seiner Verbrechergruppierung, den „Rogues“, aufzunehmen. Zurück in den S.T.A.R. Labs ist der Teilchenbeschleuniger schließlich voll aufgeladen, woraufhin Wells an den Eingangstoren erscheint und Barry sich ihm in den Weg stellt. Es kommt zum Kampf, in dem Barry Wells mit der zusätzlichen Unterstützung von Firestorm und Arrow besiegt und kampfunfähig macht.                                          |           |                                |                            |                      |                                       |                   |                                                                                    |                 |
| 23 | 23        | Wurmloch                       | Fast Enough                | 19. Mai 2015         | 20. Aug. 2015                         | Dermott Downs     | Gabrielle Stanton & Andrew Kreisberg Idee: Greg Berlanti & Andrew Kreisberg        | 3,87 Mio.       |
| Der gefangene Wells offenbart Barry, dass er als Eobard Thawne in über hundert Jahren ein erbitterter Feind von Flash ist und ihn deshalb in der Vergangenheit als Kind töten wollte. Doch nachdem ihn der erwachsene Flash daran hinderte, ermordete Thawne dessen Mutter, um ihn seelisch so zu schädigen, dass er niemals zu Flash würde. Da aber Thawnes Speed Force aufgebraucht war, musste er Barry zu Flash werden lassen, damit dieser für ihn mit seiner Geschwindigkeit ein Wurmloch erschafft, mit dem er durch die Zeit reisen könne. Nun bietet Thawne Barry an, dieses Vorhaben zu vollenden, um so seine Mutter zu retten und Thawne in seine Zeit zurückkehren zu lassen. Dr. Stein warnt Barry davor, dass ein Eingriff in die Vergangenheit Barrys Leben von diesem Punkt an drastisch verändern würde. Zudem erklärt Thawne, dass Barry mit einem Wasserstoff-Teilchen kollidieren muss und danach das Wurmloch weniger als zwei Minuten offengehalten werden kann, bevor es instabil wird und ein Schwarzes Loch entsteht. Barry wagt den Versuch dennoch und es gelingt ihm, das Wurmloch zu erzeugen, woraufhin er sich in der Nacht vor 15 Jahren wiederfindet. Dort beobachtet er zunächst den Kampf zwischen dem Flash aus der Zukunft und dem Reverse-Flash, als Flash ihn sieht und ihm bedeutet, nicht einzugreifen. Barry befolgt diese Anweisung, und nachdem der Reverse-Flash Nora tödlich verwundet, nutzt Barry die Gelegenheit, um sich von ihr zu verabschieden. Barry kehrt zurück, zerstört Thawnes Zeitmaschinengefährt und greift diesen an, doch Thawne ist ihm überlegen. Kurz bevor er Barry töten kann, erschießt sich Eddie jedoch in dem Wissen, dass er ein Vorfahre von Thawne ist und dieser mit seinem Tod nie geboren wird, woraufhin Thawne sich auflöst. Kurz darauf bildet sich allerdings ein Schwarzes Loch, welches beginnt, Central City aus dem Boden zu reißen und in sich aufzusaugen. Um es mit der Kraft seiner Schnelligkeit zu stoppen, rennt Barry anschließend an einer Gebäudefassade entlang in den Himmel und verschwindet im Schwarzen Loch.                                 |           |                                |                            |                      |                                       |                   |                                                                                    |                 |

## Staffel 2
Die Erstausstrahlung der zweiten Staffel war vom 6. Oktober 2015 bis zum 24. Mai 2016 auf dem US-amerikanischen Sender The CW zu sehen. Die deutschsprachige Erstausstrahlung sendete der deutsche Pay-TV-Sender ProSieben Fun vom 10. März bis zum 4. August 2016.
| Nr. (ges.) | Nr. (St.) | Deutscher Titel             | Originaltitel                  | Erstausstrahlung USA | Deutschsprachige Erstausstrahlung (D) | Regie                | Drehbuch                                                                    | Zuschauer (USA) |
| --- | --------- | --------------------------- | ------------------------------ | -------------------- | ------------------------------------- | -------------------- | --------------------------------------------------------------------------- | --------------- |
| 24 | 1         | Der Retter von Central City | The Man Who Saved Central City | 6. Okt. 2015         | 10. März 2016                         | Ralph Hemecker       | Andrew Kreisberg & Gabrielle Stanton Idee: Greg Berlanti & Andrew Kreisberg | 3,58 Mio.       |
| Seitdem es Barry mithilfe von Firestorm gelungen ist, das Schwarze Loch zu schließen, wird Flash als Held in Central City gefeiert. Während Barry nachts die zerstörten Teile der Stadt wiederaufbaut, hat er sich von seinem Team abgewandt, aus Reue dafür, dass er Ronnie nicht vor der Singularität retten konnte, weshalb Cisco nun in der neuen Polizeiabteilung für Metawesen und Caitlin bei Mercury Labs arbeitet. Am „Flash Day“, wo Barry widerwillig eine Ehrenauszeichnung der Stadt entgegennimmt, wird er von einem Mann mit außergewöhnlicher Kraft und übermenschlicher Größe angegriffen, den er als den kürzlich getöteten Al Rothstein wiedererkennt und daraufhin in die Flucht schlägt. Nachdem ihm eine mysteriöse Videobotschaft von Eobard Thawne überbracht wird, die er sich zunächst nicht ansieht, bemerkt Barry die Anwesenheit von Cisco, Iris, Joe und Dr. Stein in den S.T.A.R. Labs, wo diese herausfinden, dass es sich bei dem „Atom-Smasher“ genannten Angreifer weder um den identisch aussehenden Rothstein noch um ein Metawesen handelt. Barry protestiert vergeblich gegen die Bemühungen seiner Freunde und nimmt es nach Atom-Smashers Lokalisierung alleine mit ihm auf, ist dessen radioaktiver Energie jedoch nicht gewachsen und kann nur knapp entkommen. Nach einem Gespräch mit Joe, das ihn erkennen lässt, dass er die Hilfe seiner Freunde braucht, entscheidet sich Barry, Thawnes Video anzuschauen. Es enthält ein Geständnis des Mordes an Nora Allen, womit Barrys Vater Henry aus dem Gefängnis freigelassen wird. Mit der Unterstützung seines Teams schafft es Barry daraufhin, Atom-Smasher in den Reaktor eines Kernkraftwerks zu locken, wo dieser der enormen Strahlung erliegt. Kurz bevor er stirbt, enthüllt er Barry den Namen seines Auftraggebers, „Zoom“. Nach seiner Heimkehr offenbart Henry Barry, dass er aus Central City wegzieht, um ihm als Flash nicht im Wege zu stehen. Im erneuerten S.T.A.R. Labs wird das Team schließlich von einem Mann namens Jay Garrick besucht, der sie darüber informiert, dass ihre Welt in Gefahr sei.                  |           |                             |                                |                      |                                       |                      |                                                                             |                 |
| 25 | 2         | Zwei Welten                 | Flash of Two Worlds            | 13. Okt. 2015        | 17. März 2016                         | Jesse Warn           | Aaron Helbing & Todd Helbing                                                | 3,49 Mio.       |
| Jay Garrick erklärt dem Team, dass er aus einer Parallelwelt stammt, in der er Flash war und seinen Erzfeind Zoom, ebenfalls ein Speedster, bekämpfte, als er durch das Schwarze Loch plötzlich ohne Kräfte in dieser Welt gelandet ist. Nachdem er erfahren hat, dass Zoom Atom-Smasher aus seiner von Dr. Stein als „Erde-2“ bezeichneten Heimatwelt hierher geschickt hat, um Barry zu töten, wollte er das Team warnen, doch Barry traut Garrick zunächst nicht und sperrt ihn ein. Bei der Löschung eines Gebäudebrandes wird Barry von einem Metawesen aus Sand attackiert, das er allerdings abwehren und in die Flucht schlagen kann. Garrick weist das Team darauf hin, dass es sich um ein Metawesen namens Sand Demon von Erde-2 handelt, das scheinbar auch von Zoom mit der Ermordung von Barry beauftragt wurde. Mit der Hilfe der Polizistin Patty Spivot, die sich vergeblich um einen Platz in der Sondereinheit für Metawesen bemüht, gelingt es Detective West, Eddie Slick – Sand Demons bürgerlicher Name – festzunehmen. Dieser erweist sich jedoch als unschuldig, da von Erde-1 stammend, woraufhin der wahre Sand Demon angreift und Patty entführt. Während Barry sich vom erfahrenen Garrick das Abfeuern von Blitzen beibringen lässt, sieht Cisco durch seine immer stärker werdende Metafähigkeit in einer Vision Pattys Aufenthaltsort. Dort angekommen kann Barry Patty mit der Ablenkung von Garrick befreien, bevor er Sand Demon mit einem Blitz trifft, der diesen zu Glas erstarren und zerbrechen lässt. Detective West nimmt Patty anschließend doch in die Abteilung für Metawesen auf und Cisco vertraut seine neu entdeckte Fähigkeit allein Dr. Stein an. Als die beiden dem Team daraufhin die Ergebnisse eines elektrografischen Scans der Stadt vorstellen, der 52 Portale zwischen Erde-1 und Erde-2 in Central City lokalisiert hat, bricht Dr. Stein zusammen. Ein Einblick in das Central City von Erde-2 zeigt schließlich ein erfolgreiches S.T.A.R. Labs inmitten eines funktionstüchtigen Teilchenbeschleunigers unter der Leitung von Dr. Wells.                                 |           |                             |                                |                      |                                       |                      |                                                                             |                 |
| 26 | 3         | Familie der Schurken        | Family of Rogues               | 20. Okt. 2015        | 24. März 2016                         | John Showalter       | Julian Meiojas & Katherine Walczak                                          | 3,47 Mio.       |
| Nachdem Lisa Snart das Team um Hilfe bei der Suche nach ihrem verschwundenen Bruder Leonard bittet und Barry diesen wohlauf in Gegenwart seines Vaters Lewis bei einem Überfall vorfindet, zeigt sich Lisa verwundert, da Leonard eine tiefe Abneigung gegen seinen gewalttätigen Vater hegt. Die forensische Untersuchung der Leiche eines Partners von Lewis Snart, deren Kopf weggesprengt wurde, lässt Barry darauf schließen, dass Lewis auch Lisa mit einer Bombe versehen hat, um so Leonard zur Kooperation zu zwingen. Der überraschende Besuch seiner entfremdeten Ehefrau Francine veranlasst Joe derweil dazu, Iris die Wahrheit über ihre Mutter zu erzählen, da er diese hat glauben lassen, ihre Mutter wäre tot, um deren Drogenabhängigkeit und anschließende Abwesenheit in Iris’ Kindheit zu verschweigen. Um Lisa und Leonard von ihrem Vater zu befreien, unterwandert Barry Lewis’ Team, indem er den Platz des getöteten Technikers einnimmt. Als Barry die beiden daraufhin bei einem Raubzug begleitet, auf dem Lewis auf ihn schießt und Barry dank seiner schnellen Reflexe seinen Tod vortäuscht, stellt er sich ihnen als Flash in den Weg. Da Leonard zögert, Flash mit seiner Eispistole anzugreifen, droht Lewis, Lisa per Fernzünder zu töten, welche währenddessen allerdings durch Cisco von der Bombe befreit wird. Barry versichert Leonard die Unversehrtheit Lisas, woraufhin dieser seinen Vater mit seiner Kältewaffe tötet. Während Leonard anschließend ins Gefängnis wandert, drückt Lisa Cisco ihre Dankbarkeit aus und verabschiedet sich. In der Zwischenzeit ist es Garrick gelungen, eines der Portale, das sich innerhalb des Teilchenbeschleunigers befindet, zugänglich zu machen, doch auf Bitten des Teams entscheidet er sich, vorerst auf Erde-1 zu bleiben. Dr. Stein, der seinen Kollaps scheinbar unbeschadet überstanden hat, erleidet kurz darauf einen Anfall, bei dem sich sein Körper kurzzeitig in blauen Flammen entzündet und er erneut bewusstlos wird. In Abwesenheit des Teams gelangt schließlich Harrison Wells von Erde-2 durch das Portal.                    |           |                             |                                |                      |                                       |                      |                                                                             |                 |
| 27 | 4         | Ein würdiger Nachfolger     | The Fury of Firestorm          | 27. Okt. 2015        | 31. März 2016                         | Stefan Pleszczynski  | Kai Yu Wu & Joe Peracchio                                                   | 3,43 Mio.       |
| Bei der Untersuchung von Dr. Stein stellt sich heraus, dass dessen Zustand lebensbedrohlich ist, da seinen Firestorm-Molekülen der stabilisierende Gegenpart eines Verschmelzungspartners fehlt. Auf der Suche nach einem geeigneten Partner wird das Team bei Henry Hewitt und Jefferson Jackson fündig, die beim Teilchenbeschleunigerunfall auf dieselbe Weise wie Dr. Stein beeinflusst wurden. Während Hewitt als Wissenschaftler das Angebot hoffnungsvoll annimmt, zeigt sich der junge Jackson zunächst abgeneigt. Der Verschmelzungsversuch mithilfe des Quantenspleißers zwischen Stein und Hewitt schlägt jedoch fehl, woraufhin Hewitt wütend die S.T.A.R.-Labs-Einrichtung verlässt. In der Zwischenzeit trifft sich Iris mit ihrer Mutter, allerdings nur um ihre Enttäuschung zu zeigen und sie zu bitten, sie und Joe in Ruhe zu lassen. Bevor Francine geht, teilt sie Joe mit, dass sie an einer tödlichen Krankheit leidet und deshalb vor ihrem baldigen Tod einmal ihre Tochter sehen wollte. Derweil bricht Harrison Wells von Erde-2 bei Mercury Labs ein und wird dabei von Tina McGee gesehen, die Detective West von dem Vorfall berichtet. Als Caitlin Jackson aufsucht, um ihm nochmals in Aussicht zu stellen, Superkräfte zu erlangen, erscheint der rachsüchtige Hewitt, dessen Metafähigkeiten durch den Spleißer aktiviert wurden, und greift sie an. Die beiden fliehen zu S.T.A.R. Labs, wo Jackson sich angesichts des immer schwächer werdenden Stein bereit erklärt, mit diesem zu Firestorm zu fusionieren. Der Versuch gelingt und gemeinsam mit Barry besiegen sie Hewitt, der in seinem Rausch unterdessen einen Sportplatz voller Sportler angegriffen hat. Iris trifft sich noch ein letztes Mal mit Francine, um ihre Entdeckung preiszugeben, dass diese einen Sohn besitzt, und verabschiedet sich endgültig. Dr. Stein und Jackson verlassen daraufhin das Team, um außerhalb von Central City ihre Kräfte zu trainieren. In der Nacht wird Barry auf offener Straße von einem mehrere Meter großen, humanoiden Hai angegriffen und muss von Wells gerettet werden.                     |           |                             |                                |                      |                                       |                      |                                                                             |                 |
| 28 | 5         | Licht in der Dunkelheit     | The Darkness and the Light     | 3. Nov. 2015         | 7. Apr. 2016                          | Steve Shill          | Ben Sokolowski & Grainne Godfree                                            | 3,87 Mio.       |
| In den S.T.A.R. Labs stellt sich Wells dem Team vor und erklärt sein Erscheinen damit, dass er Barry im Kampf gegen Zoom helfen will. Garrick verabscheut Wells, der von Cisco zur besseren Unterscheidung „Harry“ genannt wird, wegen der Erschaffung von Zoom und unterstellt ihm, den wahren Grund für seine Ankunft zu verheimlichen. Nachdem sich Barry mit Patty Spivot auf ein Date verabredet, bekommt er es mit Doctor Light zu tun, einem weiblichen, von Zoom geschickten Metawesen, das über die Fähigkeit verfügt, Energie aus Sternenlicht zu schöpfen. Bei einem Banküberfall erkennt Barry diese als Erde-2-Pendant zu Linda Park wieder und wird durch ihre Kraft so stark geblendet, dass er vorübergehend blind ist. Während Barry am Abend unter Schwierigkeiten mit Patty ausgeht, diese aber zu einem Kuss überreden kann, greift Doctor Light Linda Park beim Zeitungsverlag an und tötet den Chefredakteur, bevor sie in die Flucht geschlagen wird. Bei S.T.A.R. Labs spitzt sich der Streit zwischen Harry, der Garrick der Flucht vor Zoom bezichtigt, und Garrick schließlich zu und endet in einer Prügelei, die der mittlerweile wieder vollständig sehende Barry schlichten muss. Anschließend offenbart Harry vor dem gesamten Team Ciscos Metafähigkeit, die er mit einer selbst entwickelten Uhr feststellen konnte, und bringt ihn dazu, seine Kraft zu nutzen, um in einer Vision Doctor Light am Bahnhof zu sehen. Barry begibt sich dorthin und kann Doctor Light mithilfe der Anweisungen von Harry besiegen und ins Teilchenbeschleunigergefängnis einsperren. Als Barry sein Vorhaben äußert, Zoom aufzuhalten, indem man ihn auf Erde-1 lockt, und sich auch nicht von Garrick davon abbringen lässt, der nicht bereit ist, die Welt dieser Gefahr auszusetzen, verlässt letzterer das Team. Im Café lernt Cisco daraufhin die neu zugezogene Kendra Saunders kennen und gibt sich vor Barry und Caitlin angesichts seiner offengelegten Metafähigkeit den Spitznamen „Vibe“. Wie sich schließlich zeigt, befindet sich Harrys Tochter auf Erde-2 in Zooms Gefangenschaft.                    |           |                             |                                |                      |                                       |                      |                                                                             |                 |
| 29 | 6         | Zoom                        | Enter Zoom                     | 10. Nov. 2015        | 14. Apr. 2016                         | JJ Makaro            | Gabrielle Stanton & Brooke Eikmeier                                         | 3,63 Mio.       |
| Bei ihrem Verhör erzählt Doctor Light Barry von dem misslungenen Vorhaben, ihre Doppelgängerin, Linda, zu töten, um es gegenüber Zoom so aussehen zu lassen, als wäre sie selbst gestorben, und sich damit seiner Gewalt zu entziehen. Light gelingt daraufhin die Flucht, indem sie sich mithilfe ihrer Kraft unsichtbar macht, wofür sie aber ihren Anzug zurücklassen muss. Dies bringt Barry auf die Idee, mit Linda als Doctor Light verkleidet einen Kampf gegen Flash und dessen anschließenden Tod vorzutäuschen, um Zoom herbeizurufen. Linda willigt ein und beginnt sogleich das Training mit von Cisco entwickelten Handschuhen, die Doctor Lights Kräfte imitieren. Nachdem Lindas Ungeschicklichkeit allerdings Unmut beim Team hervorruft, offenbart Barry ihr seine geheime Identität als Flash, um sie für den bevorstehenden Einsatz zu ermutigen. Am Abend kommt es dann zum Showkampf zwischen Flash und Linda, in dessen Ende letztere Flashs Brustemblem entfernt und als Zeichen durch das Portal schickt. Mit einem von Harry hergestellten Serum zur Verlangsamung bewaffnet liegen Harry und Joe auf der Lauer in Erwartung von Zooms Erscheinen, doch dieses bleibt aus und das Team muss sich enttäuscht zurückziehen. Da Zoom die Falle jedoch geahnt zu haben scheint, schlägt er kurz darauf zu und lässt Linda vom Dach der S.T.A.R. Labs fallen. Barry kann sie auffangen, doch im Duell hat er keine Chance gegen Zooms Schnelligkeit und wird von ihm schwer verletzt. Zoom präsentiert den besiegten Flash dem Zeitungsverlag und der Polizei und kehrt zu S.T.A.R. Labs zurück, um Wells den Kampf anzusagen, muss aber fliehen, als Cisco ihn aus dem Hinterhalt mit dem Langsamkeitsserum trifft. Mit Barry im Koma konfrontiert Cisco Harry mit einer Vision, in der er dessen von Zoom gefangen gehaltene Tochter Jesse gesehen hat, und Harry gibt frustriert zu, dass er diese mit der Hilfe von Erde-1-Flash retten wollte, nun aber dabei gescheitert sei. Kurze Zeit später wacht Barry wieder auf und stellt fest, dass er seine Beine nicht bewegen kann.                               |           |                             |                                |                      |                                       |                      |                                                                             |                 |
| 30 | 7         | Grodds Rückkehr             | Gorilla Warfare                | 17. Nov. 2015        | 21. Apr. 2016                         | Dermott Downs        | Aaron Helbing & Todd Helbing                                                | 3,46 Mio.       |
| Dank seiner übernatürlichen Regeneration gewöhnt sich Barry allmählich wieder ans Laufen, da ihm seine Niederlage gegen Zoom jedoch psychisch stark zusetzt, holt Iris zur Aufmunterung Henry nach Central City. Derweil taucht auch der telepathisch begabte Gorilla Grodd wieder auf und tötet zwei Wissenschaftler, um Mittel zur Intelligenzsteigerung zu stehlen, die er zur Erschaffung weiterer Gorillas nutzen will. Zu diesem Zweck entführt er Caitlin in seinen Unterschlupf, den Harry kurz darauf mithilfe eines Algorithmus von Grodds Bewegungsmuster lokalisieren kann und im Anzug des Reverse-Flash aufsucht, um Grodd als sein „Vater“ gegenüberzutreten und so die Befehlsgewalt über ihn zu gewinnen. Obwohl Grodd ihn angreift, kann Harry den Gorilla mit seinen eindringlichen Worten derart verunsichern, dass er es schafft, ihn mit einer Überdosis seines Medikaments außer Gefecht zu setzen und mit Caitlin zu fliehen. Bei S.T.A.R. Labs erklärt Harry, dass jedes Portal in Central City zu einem anderen, festgelegten Ort auf Erde-2 führt und er vorhat, Grodd zu einem Gorillareservat auf Erde-2 zu schicken. Mit Caitlin als Köder kann Barry Grodd zu dem vorgesehenen Portal locken, wo Caitlin den kampfeslustigen Grodd überzeugen muss, von Barry abzulassen und sich zu ihr zu begeben. Im letzten Moment, bevor Harry das Portal aktiviert, befördert Barry Caitlin aus dem Radius, sodass Grodd vom Sog erfasst wird, sich aber noch am Übergang wehrt. Mit Henrys mentaler Unterstützung über Funk erlangt Barry seine Geschwindigkeit zurück und stößt Grodd mit einem entscheidenden Schlag durch das Portal zu einem von Gorillas regierten Dschungelgebiet auf Erde-2. Barry dankt seinem Vater und bringt ihn wieder nach Hause und Cisco sieht Kendra Saunders bei einem Date in einer Vision als Engel. |           |                             |                                |                      |                                       |                      |                                                                             |                 |
| 31 | 8         | Legenden der Gegenwart      | Legends of Today               | 1. Dez. 2015         | 28. Apr. 2016                         | Ralph Hemecker       | Aaron Helbing & Todd Helbing Idee: Greg Berlanti & Andrew Kreisberg         | 3,94 Mio.       |
| Ein mit zahlreichen Messern ausgestatteter Mann greift Kendra bei einem Date mit Cisco an und muss von Flash in die Flucht geschlagen werden, dessen wahre Identität Cisco Kendra daraufhin unwillkürlich preisgibt. Der antike Ursprung der vom Angreifer benutzen Waffen führt Barry dazu, Oliver Queen (Green Arrow) in Star City um Hilfe zu bitten, der Kendra in seinem Versteck Zuflucht gewährt und sein Team bei einem Abend in seiner Wohnung mit den Gästen aus Central City bekannt macht. Dabei erscheint erneut der Messerkämpfer, den Barry und Oliver aber von Kendra fernhalten können und Olivers Halbschwester Thea vom Balkon stößt, woraufhin er verschwunden ist. Nachdem sie von Malcolm Merlyn, dem Oberhaupt der Liga der Assassinen, erfahren, dass es sich bei dem mysteriösen Unbekannten um den Unsterblichen Vandal Savage handelt, wird Kendra von einem fliegenden Mann in Vogelrüstung entführt, der sie auffordert, sich an ihre wahre Herkunft als altägyptische Priesterin zu erinnern, bevor er von Barry und Oliver gefasst wird. Bei der Befragung stellt er sich als Kendras Seelenverwandter, Carter Hall, vor und erklärt, dass sie zusammen seit Jahrtausenden regelmäßig von Savage getötet werden, der dadurch Macht erlangt, nur um jedes Mal wiedergeboren zu werden. Harry wird bei der Entwicklung einer leistungssteigernden Substanz für Speedster von der Polizistin Patty niedergeschossen, weshalb Caitlin Garrick herbeiholt, der sich das Mittel widerwillig injiziert, um durch den vorübergehenden Besitz der Speed Force die Patrone zu entfernen und damit Harrys Leben zu retten. Während Kendra auf Carters Drängen von einem Hochhaus springt, woraufhin sich ihre Flügel entfalten und sie von Cisco den Namen „Hawkgirl“ erhält, treffen Barry und Oliver in Central City auf Savage, der mit dem zwischenzeitlich erbeuteten Stab des Horus eine Explosion erzeugt, in Folge derer er nicht aufzufinden ist. Am nächsten Tag sieht Oliver im Café eine junge Frau mit ihrem Sohn und erinnert sich an sie aus einer seit vielen Jahren vergangenen Beziehung.         |           |                             |                                |                      |                                       |                      |                                                                             |                 |
| 32 | 9         | Trio Infernal               | Running to Stand Still         | 8. Dez. 2015         | 5. Mai 2016                           | Kevin Tancharoen     | Andrew Kreisberg                                                            | 3,55 Mio.       |
| In seinem Vorhaben, Flash umzubringen, befreit Mark Mardon Leonard Snart und James Jesse aus dem Gefängnis, doch Snart lehnt die Zusammenarbeit ab und warnt Barry vor Mardon. Nach langem Hadern erzählt Iris Barry und ihrem Vater von Wally West, Joes Sohn, den Francine einige Monate nach ihrem Verschwinden zur Welt brachte, ohne Joe darüber zu berichten. Durch eine Fernsehansprache, in der Jesse seine Rückkehr als Trickster verkündet, kann Cisco diesen in einer verlassenen Spielzeugfabrik lokalisieren, wo Barry sich und die ebenfalls anwesende Patty vor von Jesse platzierten Spielzeugbomben retten muss und daraufhin von Pattys Rachegelüsten hinsichtlich der Ermordung ihres Vaters durch Mardon erfährt. Indem Jesse als Weihnachtsmann verkleidet zahlreiche als Geschenke getarnte Bomben an Kinder verteilt hat, zwingt Mardon Flash dazu, sich von ihm töten zu lassen, welchem dieser in Anbetracht der in Gefahr schwebenden Familien nichts entgegenzusetzen hat. Während Barry Mardons Attacken wehrlos über sich ergehen lässt, befestigen Harry und Cisco den Sprengkörper aus einem der Haushalte an einer Drohne und lassen ihn durch ein Portal fliegen, was dafür sorgt, dass alle restlichen Bomben magnetisch angezogen werden und ebenfalls durch das Portal gelangen. Nachdem Barry, von der Entschärfung der Bomben informiert, Mardon und Jesse mit einem Überraschungsangriff festsetzt, eilt Patty herbei und versieht ihn mit einer Beinfessel, um Mardon ungehindert erschießen zu können. Barry redet jedoch so lange besänftigend auf Patty ein, dass sie Einsicht zeigt und es bei der Verhaftung belässt. Im Anschluss feiern Barry und seine Freunde zusammen Weihnachten, als es an der Tür klopft und Joe seinem Sohn Wally gegenübersteht. Nach mehreren Besuchen gestattet Zoom Harry schließlich einen kurzen Moment mit seiner Tochter und bringt ihn so dazu, ihm im Austausch gegen sie seine Hilfe dabei zuzusichern, Flash schneller werden zu lassen, um ihm letztendlich seine Geschwindigkeit zu nehmen.                                                         |           |                             |                                |                      |                                       |                      |                                                                             |                 |
| 33 | 10        | Die Macht der Langsamkeit   | Potential Energy               | 19. Jan. 2016        | 12. Mai 2016                          | Rob Hardy            | Bryan Q. Miller                                                             | 3,41 Mio.       |
| Auf der Suche nach einem Weg, Zooms Überlegenheit zu mindern, plant Cisco, die Kräfte des durch Diebstähle auffällig gewordenen Metawesens „Turtle“ gegen ihn einzusetzen, welches sein Umfeld verlangsamen kann, indem es ihm jegliche kinetische Energie entzieht und für sich beansprucht. Nach einem ersten Aufeinandertreffen mit Turtle im Polizeirevier, von wo dieser einen Diamanten stiehlt, beschließt Barry, diesem auf einer Kunstausstellung mit einem wertvollen Gemälde eine Falle zu stellen, wo er außerdem seiner Freundin Patty sein Alter Ego Flash offenbaren will. Dazu kommt es jedoch nicht, da Turtle auftaucht und Barry ihn als Flash davon abhalten muss, das Gemälde zu stehlen, wobei er Patty vor einem herabfallenden Kronleuchter bewahrt. Dies interpretiert der psychisch labile Turtle als Verbindung zwischen den beiden und entführt Patty daraufhin, um sie neben seiner selbst getöteten Frau auszustellen. Über deren letzte Arbeitsstelle kann Cisco Turtles Unterschlupf lokalisieren und nach mehreren gescheiterten Anläufen bringt Barry genügend Energie zusammen, um Turtles Kraftfeld der Langsamkeit zu durchdringen und ihn auszuschalten. Joe bemüht sich derweil, Wally näher kennenzulernen, woran dieser allerdings nicht interessiert ist, da er seinem Vater die Abwesenheit in seiner Kindheit vorwirft. Wie Joe später erfährt, ist Wally auch nur für ein illegales Autorennen nach Central City gekommen, mit dem er die medizinische Behandlung seiner im Sterben liegenden Mutter finanzieren will. Während Caitlin durch eine DNA-Analyse bei Garrick eine durch dessen fehlende Geschwindigkeit verursachte Krankheit entdeckt, schafft es Joe, den unversöhnlichen Wally zu einem spontanen Abendessen bei sich zuhause zu überreden. Patty trennt sich schließlich von Barry, um ein Studium in der Forensik zu beginnen, und in dem Drang seine Tochter zu retten, entnimmt Harry Turtle im Metawesen-Gefängnis auf tödliche Weise Gehirnmasse. Anschließend zeigt sich, wie Eobard Thawne aus der Zukunft in Central City landet.                                 |           |                             |                                |                      |                                       |                      |                                                                             |                 |
| 34 | 11        | Gefahr aus der Zukunft      | The Reverse-Flash Returns      | 26. Jan. 2016        | 19. Mai 2016                          | Michael Allowitz     | Aaron Helbing & Todd Helbing                                                | 3,71 Mio.       |
| Als Harry entdeckt, dass Adrenalin als Auslöser für Ciscos Metafähigkeit dient, erschreckt er diesen testweise im Anzug des Reverse-Flash, was bei diesem tatsächlich eine Vision des selbigen hervorruft. Nachdem der Reverse-Flash Tina McGee entführt, beschreibt Harry dem Team Eobard Thawnes widersprüchliche Existenz als „Zeitachsenüberrest“ dessen noch intakter Zeitlinie, in der ihm die Ereignisse rund um die Ermordung von Barrys Mutter und die Übernahme von Dr. Wells’ Identität noch bevorstehen. Indem Harry Ciscos Spezialbrille verbessert, kann dieser seine Kraft nun kontrollieren und sieht in einer Vision, wie McGee Thawne ein Tachyonen-Portal für eine Reise in die Zukunft konstruiert und anschließend von ihm getötet wird. Durch die rechtzeitige Lokalisierung des Portals kann Barry dies verhindern, das Portal zerstören und den Reverse-Flash nach einem siegreichen Rennen gefangen nehmen. Dies hat bei Cisco allerdings einen Anfall zur Folge, verursacht durch seine Kraft, die ihn die schädlichen Auswirkungen von Thawnes Gefangenschaft auf den Zeitverlauf spüren lässt. Um die Zeitlinie wieder geradezurücken und Cisco zu retten, erzeugt Barry daraufhin mit Thawne im Teilchenbeschleuniger ein Wurmloch, durch das dieser wieder in seine Gegenwart gelangt. Durch Recherche einiger Polizeiakten ist Patty unterdessen zu dem Schluss gekommen, dass es sich bei Flash um Barry handeln muss, und stellt ihm in Aussicht, bei ihm zu bleiben, wenn er dies ihr gegenüber zugibt, was er zu ihrem eigenen Schutz aber nicht tut. In ihrem Bestreben, Garricks Krankheit zu heilen, plant Caitlin einen Zellaustausch zwischen ihm und seiner Erde-1-Version, doch Garrick hält sie zurück, da er bereits herausgefunden hat, dass die entsprechende Person, Hunter Zolomon, nicht die notwendigen Metakräfte besitzt. Wally und Iris besuchen zusammen ihre Mutter am Sterbebett und auf dem Weg in ihre neue Stadt ruft Patty Barry wegen eines Notfalls an, was sich als Trick erweist, um Barry als Flash anzulocken und damit ihren Verdacht zu bestätigen.                 |           |                             |                                |                      |                                       |                      |                                                                             |                 |
| 35 | 12        | Rausch der Geschwindigkeit  | Fast Lane                      | 2. Feb. 2016         | 26. Mai 2016                          | Rachel Talalay       | Kai Yu Wu & Joe Peracchio Idee: Brooke Eikmeier                             | 3,66 Mio.       |
| Barry bekommt es mit dem Metawesen Joey Monteleone zu tun, welcher aus flüssigem Teer besteht und in einem Akt der Rache bereits einen von drei Gangstern umgebracht hat, die ihn während des Teilchenbeschleunigerunfalls vor zwei Jahren in einen Container voll geschmolzenen Teers gestoßen haben. In Sorge um Wallys Sicherheit versucht Iris derweil ihn von den Straßenrennen abzubringen, was an dessen Geschwindigkeitsfanatismus und dem fehlenden Verantwortungsbewusstsein ihres Vaters scheitert, der Wally um jeden Preis als Freund gewinnen will. Durch die Hilfe von Barry, der ihn mit alten Aufzeichnungen von Dr. Wells versorgt, entwickelt Harry ein Gerät, das sich bei einem Test als in der Lage erweist, die Portale zu Erde-2 per Implosion zu zerstören. Um Joe die Gefährlichkeit der Straßenrennen vor Augen zu führen und ihn an seine Pflicht als Polizisten zu erinnern, nimmt Iris ihn mit zu einem Rennen von Wally, bei dem auch Monteleone, von Cisco „Tar Pit“ genannt, anwesend ist, der es auf den Veranstalter abgesehen hat. Als Tar Pit den Asphalt der Fahrbahn zum Beben bringt, ruft Iris Barry um Hilfe, welcher Wally aus seinem sich überschlagenden Auto rettet, aber nicht schnell genug ist, um Iris vor einem Glassplitter zu bewahren, der sie in der Schulter trifft. Während Joe sich seiner Rolle als Vater von Wally bewusst wird und ihn ermahnt, seiner Schwester im Krankenhaus zur Seite zu stehen, stellt Barrys ungewöhnlicher Geschwindigkeitsabfall beim letzten Einsatz der Speed Force das S.T.A.R.-Labs-Team vor Rätsel. Wie Harry schließlich zugibt, hat er heimlich eine Vorrichtung an Barrys Anzug angebracht, die einen Teil seiner Speed Force abschöpft, welchen er Zoom im Gegenzug für seine Tochter übergeben muss. Das Team ist derart wütend, dass es Harry in das S.T.A.R.-Labs-Gefängnis sperrt, doch nachdem Barry und Joe gemeinsam Tar Pit besiegen und Barry Harrys Handeln noch einmal überdenkt, vollzieht er dessen Tat nach und entschließt sich, mit ihm zu Erde-2 zu reisen, um seine Tochter zu befreien.                                |           |                             |                                |                      |                                       |                      |                                                                             |                 |
| 36 | 13        | Willkommen auf Erde Zwei    | Welcome to Earth-2             | 9. Feb. 2016         | 2. Juni 2016                          | Millicent Shelton    | Katherine Walczak Idee: Greg Berlanti & Andrew Kreisberg                    | 3,96 Mio.       |
| Mit dem von Harry konstruierten Gerät bringt Barry alle restlichen Portale in Central City bis auf das eine im Teilchenbeschleuniger zum Implodieren, welches Barry, Cisco und Harry im Folgenden für ihren Übertritt nach Erde-2 nutzen. Vor Caitlins, Joes und Garricks Augen geht das Portal dabei jedoch kaputt, wodurch die ahnungslosen Barry und Cisco vorerst in der Parallelwelt festsitzen. Nachdem das Trio dort feststellt, dass Ciscos Visionsbrille nicht funktioniert, kidnappt Barry kurzerhand seine Erde-2-Version, ebenfalls ein Forensiker, um dessen Platz einzunehmen und bei der Polizei mehr über Zoom in Erfahrung zu bringen. Wie Barry erkennen muss, bewahrheitet sich Garricks Warnung, sämtliche ihm bekannte Personen in einer anderen Rolle vorzufinden: Iris als Polizistin und Barrys Ehefrau, Floyd Lawton alias Deadshot als deren Partner und Joe als Jazz-Sänger, der Barry nicht leiden kann. Caitlin und Ronnie erweisen sich als böse Metawesen Killer Frost und Deathstorm und greifen Barry, Iris und Joe in einer Bar an, wobei Joe tödlich verwundet wird und an den Folgen stirbt. Auf Erde-1 injiziert sich Garrick derweil auf Joes Drängen das Speedster-Serum „Velocity-7“, um das Unruhe stiftende Metawesen Adam Fells aufzuhalten. Nach einem aufgrund der kurzen Wirkungsdauer misslungenen Kampf gibt Garrick gegenüber Caitlin zu, dass er von diesem Serum bereits früher Gebrauch gemacht hat, was letztlich auch seine Krankheit verursacht hat. Dank eines Informanten spüren Cisco, Iris und Lawton auf Erde-2 schließlich Killer Frost und Deathstorm in ihrem Versteck auf, wo sich dann auch Ciscos böser Doppelgänger „Reverb“ zeigt, der dieselbe Metafähigkeit wie Cisco besitzt und diese als Waffe einsetzen kann. Barry eilt zu Hilfe, ist Deathstorm und Reverb im Kampf allerdings unterlegen und muss sich ihnen geschlagen geben. Als die beiden Killer Frosts Warnung zum Trotz den am Boden liegenden Flash immer weiter angreifen, erscheint der erzürnte Zoom, welcher Flash unverletzt angefordert hat, tötet Deathstorm und Reverb und nimmt Barry mit. |           |                             |                                |                      |                                       |                      |                                                                             |                 |
| 37 | 14        | Flucht von Erde Zwei        | Escape from Earth-2            | 16. Feb. 2016        | 9. Juni 2016                          | JJ Makaro            | David Kob Idee: Todd Helbing & Aaron Helbing                                | 3,87 Mio.       |
| Während Barry in Zooms Verlies zusammen mit Jesse und einem wegen einer Metallmaske unkenntlichen und stummen Mann gefangen gehalten wird, lassen Harry und Cisco auf der Flucht vor Zoom den eingesperrten Erde-2-Barry frei und erklären ihm und Iris-2 die Situation. Um Zooms Unterschlupf ausfindig zu machen, suchen die vier mithilfe eines von Barry-2 erstellten Algorithmus Killer Frost auf, die nach anfänglicher Gegenwehr von Cisco daran erinnert wird, dass Zoom ihren Geliebten, Deathstorm, umgebracht hat, und sich dann doch bereit erklärt, ihnen zu helfen. Auf Erde-1 nutzt der aufgrund seiner Erdbebenkräfte „Geomancer“ genannte Adam Fells unterdessen weiter die Abwesenheit von Flash, um seiner Zerstörungswut nachzukommen, weshalb Caitlin für Garrick „Velocity-9“ entwickelt, mit dem er einige Menschen aus einem wegen Geomancer einstürzenden Hochhaus rettet. Inmitten Garricks notwendiger Erholungsphase erscheint Geomancer allerdings auf der Suche nach Flash in den S.T.A.R. Labs, wo Caitlin und Iris ihn aber mithilfe einer elektronischen Fessel fassen können und im Anschluss Detective West übergeben. In Zooms Versteck angekommen findet die Gruppe die drei Gefangenen, von denen sie Jesse aufgrund ihrer spärlich gesicherten Zelle leicht befreien können. Barry dagegen muss sich aus seiner massiven Glaszelle „herausvibrieren“, was er nach einigen erfolglosen Anläufen mit den ermutigenden Worten von Barry-2 schafft. Einen Moment später taucht jedoch Zoom auf und nimmt Jesse in die Mangel, wird aber von Killer Frost daran gehindert, sie zu töten, wodurch diese dem Team die Möglichkeit zur Flucht gibt. Nachdem Barry dem Mann mit der Maske verspricht zurückzukommen, flieht die Gruppe und Barry, Cisco, Harry und Jesse gelangen durch das von Garrick reparierte Portal auf Erde-1, auf das dieser anschließend eine Implosionsbombe wirft. Kurz bevor sich das Portal jedoch endgültig schließt, reckt Zoom seine Hand hindurch und zieht Garrick mit einem Griff durch dessen Brust auf die andere Seite.                                             |           |                             |                                |                      |                                       |                      |                                                                             |                 |
| 38 | 15        | King Shark                  | King Shark                     | 23. Feb. 2016        | 16. Juni 2016                         | Hanelle M. Culpepper | Benjamin Raab & Deric A. Hughes                                             | 3,80 Mio.       |
| Trotz des Schocks über Garricks offensichtlichen Tod erhält durch die Schließung des letzten Portals allmählich wieder Alltag Einzug beim Team, auch wenn Harry und Jesse sich zunächst an ihr neues Leben auf Erde-1 gewöhnen müssen. Während Wally beim Kennenlernen von Barry seine Abneigung gegen ihn offenbart, die auf dem Gefühl gründet, Barry würde aufgrund seiner Makellosigkeit von Joe und Iris bevorzugt werden, informieren Olivers Partner John Diggle und dessen Ehefrau Lyla Michaels, neue Direktorin der Geheimorganisation A.R.G.U.S., Barry über die Flucht von King Shark, dem übergroßen Mensch-Hai-Mischwesen, aus A.R.G.U.S.’ Gewahrsam. Da King Shark, bürgerlich Shay Lamden, ebenfalls von Zoom geschickt wurde, suchen Cisco und Caitlin die Frau dessen verstorbenen Erde-1-Pendants auf, eine Meeresbiologin, die ihnen einen Teil ihrer Forschung überlässt. Nachdem King Shark Barry im Haus der Wests wittert und dieser ihn als Flash darauf hinweist, dass es kein Portal mehr gibt, um auf Erde-2 zurückzukehren, verschwindet King Shark und sinnt auf Rache. Cisco konfrontiert Caitlin unterdessen mit ihrer Verschlossenheit und seiner Angst, sie verwandle sich zu Killer Frost, was diese aber schlicht mit ihrer Trauer über Garricks Tod begründet, für den sie zuletzt Gefühle entwickelt hatte. Mithilfe von Lamdens Forschungsunterlagen entdeckt das Team, dass Haie elektrische Felder wahrnehmen und King Shark so auch Barry finden konnte, woraufhin sie am Hafen einen Köder platzieren. Als King Shark diesen allerdings zerstört, lockt Barry ihn aufs offene Meer und kreist ihn mit blitzschneller Geschwindigkeit ein, sodass er ihn mit einem Elektrostoß außer Gefecht setzen kann und King Shark anschließend gefangen genommen wird. Mit dem Dank an Barry verabschieden sich Diggle und Lyla und vor versammelter Mannschaft kündigt Barry an, Zoom beim nächsten Aufeinandertreffen zu besiegen. Dieser bringt derweil Garricks Leiche in sein Versteck und nimmt seine Maske ab, unter der er identisch zu Garrick aussieht.                                       |           |                             |                                |                      |                                       |                      |                                                                             |                 |
| 39 | 16        | Überdosis                   | Trajectory                     | 22. März 2016        | 23. Juni 2016                         | Glen Winter          | Lauren Certo & Lilah Vandenburgh                                            | 3,00 Mio.       |
| Bei einem nächtlichen Clubbesuch werden Barry und seine Freunde Opfer eines Überfalls durch einen neuen Speedster, hinter dem Caitlin daraufhin einen Zusammenhang mit Velocity-9 vermutet, dessen Existenz sie Barry aufgrund des Risikos einer Zelldegeneration bislang verschwiegen hatte. Nach einem weiteren Zusammenstoß zwischen Barry und dem maskierten Speedster statten Caitlin und Joe der Mercury-Labs-Wissenschaftlerin Eliza Harmon einen Besuch ab, die Caitlin bei der Zusammenstellung von V-9 half, nun aber ihr Unwissen über den Speedster beteuert. Als dieser kurz darauf allerdings in den S.T.A.R. Labs auftaucht und Barry in eine Zelle sperrt, entpuppt er sich doch als die vom Serum negativ beeinflusste Eliza, welche sich selbst „Trajectory“ nennt und Caitlin und Harry zur Herstellung von weiterem V-9 zwingt. Zur Absicherung verabreicht Eliza dieses zunächst Jesse und verschwindet dann, woraufhin Jesse einen krampfartigen Anfall erleidet und medizinisch versorgt werden muss. Im Krankenbett wirft sie ihrem Vater dann vor, für ihren Schutz jegliches moralisches Bewusstsein zu verlieren und sogar Menschen zu töten. Nachdem Eliza schließlich mutwillig eine Brücke zum Einsturz bringt, kann Barry sie stoppen und zur Rede stellen, wobei er versucht, ihr klarzumachen, dass das V-9 ihren Verstand verdirbt und zu bösen Taten antreibt. Dies hält Eliza jedoch nicht davon ab, sich eine weitere Dosis zu injizieren, was aber dazu führt, dass sich ihr Energieblitz beim Rennen blau färbt und sich ihr Körper nach kurzer Zeit auflöst. Während Jesse ihren Vater und das Team für einige Zeit verlässt, um eigene Erfahrungen zu sammeln, gibt Barry die Beobachtung von Elizas blauem Blitz Grund zur Annahme, dass auch Zooms Blitz nur wegen der Benutzung von V-9 blau ist und er demnach Barrys Geschwindigkeit zur Heilung benötigt. Da dies starke Ähnlichkeiten zu Garrick aufweist, führt Cisco anschließend durch die Berührung von dessen Helm eine Vision herbei, die den Verdacht bestätigt, dass es sich bei Zoom um Garrick handelt.                       |           |                             |                                |                      |                                       |                      |                                                                             |                 |
| 40 | 17        | Zeitphantom                 | Flash Back                     | 29. März 2016        | 30. Juni 2016                         | Alice Troughton      | Aaron Helbing & Todd Helbing                                                | 3,39 Mio.       |
| Da Barry nicht weiß, wie er Zoom bzw. Garrick in seiner Geschwindigkeit ebenbürtig werden kann, entschließt er sich, ein Jahr in die Vergangenheit zu reisen, um Eobard Thawne in der Gestalt von Harrison Wells um Rat zu fragen. Obwohl Harry ihn vor den unvorhersehbaren Folgen eines Eingriffes in die Vergangenheit warnt, wagt Barry den Sprung mithilfe des Teilchenbeschleunigers und landet bei seinem ersten Aufeinandertreffen mit Hartley Rathaway. Nachdem er sein früheres Ich unbemerkt mit einem Betäubungsmittel außer Gefecht setzt und Rathaway besiegt, kommt ihm bei seinem Bemühen, sich vor seinen Freunden nichts anmerken zu lassen, im Polizeirevier eine gespensterhafte Gestalt in die Quere, die insbesondere Wells skeptisch macht. In einem ungesehenen Moment schlägt dieser Barry daraufhin K.o. und fragt ihn in seinem Geheimraum aus, wobei Barry Wells offenbart, dass er aus der Zukunft kommt, ihm statt Zoom aber eine Singularität als Grund dafür nennt, schneller werden zu müssen. Mit dem Versprechen an Wells, seine wahre Identität nicht zu verraten, erfährt Barry von ihm, dass es sich bei dem Geisterwesen um ein Zeitphantom handelt, welches Jagd auf diejenigen macht, die den Zeitverlauf stören, und derweil von Cisco, Caitlin und dem gefangenen Rathaway aus den S.T.A.R. Labs vertrieben werden muss. Das plötzliche Auftauchen des gegenwärtigen Barry zwingt den aus der Zukunft stammenden anschließend zu einer Erklärung, nach der Wells ihm im Geheimen eine Formel über Tachyonen-Verstärkung übergibt, die dieser auch als Reverse-Flash zur Geschwindigkeitserhöhung nutzt. Mit der Anweisung an Cisco und Caitlin, innerhalb des kommenden Jahres eine Waffe gegen das Zeitphantom zu entwickeln, kehrt Barry in seine Zeit zurück, wo Ciscos Waffe allerdings fehlschlägt und das Zeitphantom droht, Barry zu töten. Davor wird er jedoch durch Rathaway bewahrt, der sich durch die Beeinflussung der Vergangenheit zum Guten gewandt hat und das Zeitphantom mit seinen Schallhandschuhen vernichtet.                                                        |           |                             |                                |                      |                                       |                      |                                                                             |                 |
| 41 | 18        | Zoom schlägt zurück         | Versus Zoom                    | 19. Apr. 2016        | 7. Juli 2016                          | Stefan Pleszczynski  | Joe Peracchio & David Kob                                                   | 3,03 Mio.       |
| Mit einem anhand von Wells’ Formel gebauten Tachyonen-Verstärker kann das Team Barrys Geschwindigkeit um ein Vielfaches erhöhen und gedenkt nun, Ciscos Fähigkeiten einzusetzen, um mithilfe interdimensionaler Energie ein Portal zu Erde-2 zu öffnen, ähnlich wie es auch sein Erde-2-Doppelgänger Reverb konnte. Von Joe dazu überredet hilft Harry den anderen und kalibriert Ciscos Vibe-Brille so um, dass es diesem tatsächlich gelingt, das Portal zu öffnen, was er nach wenigen Sekunden aber abbricht, mit der Begründung an Barry, Angst davor zu haben, durch die Benutzung seiner Kräfte so böse zu werden wie Reverb. Eine beiläufige Bemerkung von Caitlin zu Garricks Erde-1-Version, Hunter Zolomon, macht Harry schließlich nachdenklich, da er Zolomon von Erde-2 als Serienmörder kennt, der in seiner Kindheit mit ansehen musste, wie sein Vater seine Mutter erschoss. Harry vermutet, dass es sich bei Jay Garrick in Wahrheit um Zolomon handelt und die Elektroschocktherapie, mit der er nach seiner Festnahme in der Nervenheilanstalt behandelt wurde, ihm in der Nacht des Teilchenbeschleunigerunfalls die Speedster-Kräfte verlieh. Von Barry motiviert erklärt sich Cisco bereit, noch einmal das Portal zu öffnen, aus dem ihnen daraufhin Zoom gegenübertritt, den Barry nach einem Wettlauf in den Teilchenbeschleuniger locken kann und mit Bildern seiner Eltern als Ablenkung besiegt. Barry reißt Zoom die Maske vom Kopf und darunter zeigt sich Zolomon, der bestätigt, dass er „Jay Garrick“ nur erfunden hat, und von Harry aufgrund des stark veränderten Aussehens nicht erkannt wurde. Anschließend kann Zolomon sich überraschend befreien und entführt Wally aus Barrys Zuhause, für den er daraufhin im Austausch Barrys Speed Force fordert. Barry willigt ein und lässt sich vor Zolomon in den S.T.A.R. Labs seine gesamte Geschwindigkeit entnehmen, die dieser sich dann umgehend injiziert. In der Euphorie seiner verbesserten Kräfte droht Zolomon Barry zu töten, doch Caitlins Flehen, ihn am Leben zu lassen, führt dazu, dass er stattdessen sie entführt.               |           |                             |                                |                      |                                       |                      |                                                                             |                 |
| 42 | 19        | Held ohne Kräfte            | Back to Normal                 | 26. Apr. 2016        | 14. Juli 2016                         | John F. Showalter    | Brooke Roberts & Katherine Walczak                                          | 3,39 Mio.       |
| Während Barry sich daran gewöhnen muss, alltägliche Aktivitäten in normaler Geschwindigkeit zu erledigen, sucht Harry seine Tochter auf, die ihn aber aus Furcht vor seiner Unberechenbarkeit abweist. Auf dem Weg zurück wird Harry im Auto von einem Mann gestoppt und in dessen Versteck entführt, wo er von ihm fordert, dessen Metakraft, enorme Stärke, rückgängig zu machen, da diese ihn gleichzeitig extrem schnell altern lässt. Nachdem Barry Jesse über den Vorfall informiert und diese zum Team dazustößt, identifizieren sie den Täter über Fingerabdrücke als den 18-jährigen Griffin Grey und stellen fest, dass dieser wesentlich älter aussieht, als er ist. In seinem Unterschlupf auf Erde-2 gesteht Zolomon Caitlin derweil seine Liebe und lässt sie in seiner Abwesenheit frei herumlaufen, was Caitlin nutzt, um mit der eingesperrten Killer Frost die Vereinbarung zu treffen, sich gegenseitig bei der Flucht zu helfen. Als sie Killer Frost befreit, greift diese sie jedoch an, woraufhin Zoom erscheint und Killer Frost tötet. In einem scheinheiligen Versuch, ein Gegenmittel für Greys unheilbare Metakraft herzustellen, lässt Harry diesen Chemikalien stehlen, wobei ihm Barry, Cisco und Joe auflauern, die zwar nichts gegen Greys Kräfte ausrichten können, dafür aber Zeuge von dessen rapidem Alterungsprozess werden. Das Team kann Harry schließlich über seine Metawesen-Uhr in einem verlassenen Freizeitpark orten, wo Barry Grey so lange in einen Kampf verwickelt, bis dieser durch die Benutzung seiner Kräfte vor Altersschwäche zusammenbricht und anschließend wieder sein jugendliches Aussehen zurückerhält. Mit seinem Versprechen, nicht mehr zu töten, verzeiht Jesse ihrem Vater und die beiden kehren wieder zu S.T.A.R. Labs zurück. Joe erfüllt Wally den Wunsch von einem Treffen mit Flash, bei dem Wally diesem für seine Rettung dankt. Zoom beschließt, Erde-1 zu erobern, wie er es auch bei seiner Erde getan hat, und Harry offenbart Barry sein Vorhaben, diesem mithilfe einer weiteren Teilchenbeschleunigerexplosion seine Speed Force zurückzugeben.      |           |                             |                                |                      |                                       |                      |                                                                             |                 |
| 43 | 20        | Hologramm                   | Rupture                        | 3. Mai 2016          | 21. Juli 2016                         | Armen V. Kevorkian   | Kai Yu Wu & Lauren Certo                                                    | 3,34 Mio.       |
| Mit einem Hologramm von Flash, das Cisco mithilfe von Barrys Bewegungen auf die Straßen projiziert, jagt das Team weiter Kriminelle, auch wenn Harry diese Vorgehensweise auf lange Sicht hin für wirkungslos hält und nochmals seinen Vorschlag äußert, Barry mittels des Teilchenbeschleunigers seine Kräfte zurückzugeben. Während der Rest des Teams dies für zu gefährlich hält und Barry seinen Vater für Rat in die S.T.A.R. Labs holt, erreicht Zoom Erde-1 und übernimmt als ersten Schritt seines Eroberungszuges die Kontrolle über das Polizeirevier, aus dem er sämtliche Beamten vertreibt. Als sich Cisco nach einer Vision von seinem Bruder mit diesem trifft, um sich nach dessen Wohl zu erkundigen, werden sie auf der Straße von Dantes Erde-2-Doppelgänger „Rupture“ mit dessen Laserwaffe angegriffen und müssen fliehen. Zooms Anweisung an seinen Handlanger Rupture, die im Café versammelten Polizisten als Machtdemonstration zu töten, hört die im Polizeirevier festgehaltene Caitlin mit, woraufhin sie an ein nahegelegenes Handy gelangt, mit dem sie dem S.T.A.R.-Labs-Team Bescheid gibt. Da Barry noch vor dem Einsatz des von Harry mittlerweile reparierten Teilchenbeschleunigers zögert, greift er erneut auf das Hologramm zurück und lockt Rupture damit in einen Hinterhalt, in dem die Polizei diesen festnehmen kann. Voller Wut über Ruptures Versagen begibt sich Zoom selbst zum Café und tötet jeden einzelnen Polizisten sowie auch Rupture, aus Liebe zu Caitlin verschont er allerdings Joe und den aus Verzweiflung anstürmenden Barry. Angesichts dieser Tragödie entscheidet sich Barry nun doch für Harrys Methode und lässt sich im Beschleuniger festbinden, den Harry daraufhin so aktiviert, dass eine Explosion außerhalb der Anlage verhindert wird. Indem Cisco vom Dach aus mit Mardons Wetterstab einen Blitz erzeugt und diesen in den Teilchenbeschleuniger leitet, entlädt sich die gesamte dunkle Materie durch Barry hindurch; die Energie erweist sich jedoch als zu stark und sorgt dafür, dass Barrys Körper vollständig aufgelöst wird.                       |           |                             |                                |                      |                                       |                      |                                                                             |                 |
| 44 | 21        | In der Speed Force          | The Runaway Dinosaur           | 10. Mai 2016         | 28. Juli 2016                         | Kevin Smith          | Zack Stentz                                                                 | 3,52 Mio.       |
| Geschockt von Barrys Verschwinden muss das Team zudem feststellen, dass Wally und Jesse in den S.T.A.R. Labs von der Energiewelle getroffen wurden und letztere dabei ins Koma gefallen ist. Barry findet sich derweil in der Speed Force wieder, die sich ihm als seine eigene Nachbarschaft darstellt und in Form ihm nahestehender Personen zu ihm spricht. Durch die dunkle Materie des Teilchenbeschleunigers wurde nebenbei auch der verstorbene Tony Woodward alias „Girder“ wiederbelebt, allerdings als Zombie, der aus dem Leichenschauhaus der S.T.A.R. Labs ausbricht und auf der Straße zu randalieren beginnt. Während sich Joe und Iris um Girder kümmern, schafft es Harry, Barry in der Speed Force zu lokalisieren, indem er Ciscos Gehirnwellen während einer Vision von Barry scannt. Cisco kann Barry zwar sehen, doch da dieser gerade auf dem Weg ist, seine Geschwindigkeit wiederzuerlangen, weigert er sich vorerst zurückzukehren. Anhand der von Girder hinterlassenen Spur der Zerstörung erahnen Joe und Iris, dass er es auf letztere abgesehen hat, und können ihn daraufhin in die S.T.A.R. Labs locken, wo sich das Team im Kontrollraum des Teilchenbeschleunigers verbarrikadieren muss. Barry erscheint die Speed Force schließlich als seine Mutter, der gegenüber er zugibt, sich nie mit ihrem Tod abgefunden zu haben. Indem sie ihm Mut zuspricht und ihren Stolz hinsichtlich dessen, was er mit seinen Kräften bewirkt, äußert, schöpft Barry genug Selbstvertrauen, um die Kraft der Speed Force einzufangen und in einer weiteren Vision Ciscos wieder in die reale Welt zu gelangen. Wiedervereint mit dem Team muss sich Barry sogleich Girder stellen, den er solange umkreist und elektromagnetisch auflädt, bis der Energiefluss dunkler Materie in ihm unterbrochen wird und sein Körper wieder in den toten Zustand übergeht. Mithilfe der Speed Force kann Barry Jesse anschließend aus dem Koma erwecken. Unterdessen gestattet Zolomon Caitlin, zu gehen und sich damit für eine Seite zu entscheiden; außerdem zeigt sich, dass Zoom über eine Armee von Metawesen verfügt.    |           |                             |                                |                      |                                       |                      |                                                                             |                 |
| 45 | 22        | Unbesiegbar                 | Invincible                     | 17. Mai 2016         | 4. Aug. 2016                          | Jesse Warn           | Brooke Roberts & David Kob Idee: Greg Berlanti & Andrew Kreisberg           | 3,37 Mio.       |
| Während Zoom die Stadt mit dem Angriff seiner Metawesen-Armee in einen bürgerkriegsähnlichen Zustand versetzt, kehrt Caitlin traumatisiert von ihrer Gefangenschaft zu S.T.A.R. Labs zurück. Nachdem Barry Tina McGee aus dem plötzlich einstürzenden Mercury-Labs-Gebäude rettet und dabei erfährt, dass diese um Flashs Identität weiß, stellt Henry seinen Sohn wegen dessen ungebremsten Optimismus, den das Team angesichts der heiklen Lage für unangebracht hält, zur Rede. Barry erklärt, dass ihm die Erfahrung in der Speed Force jegliches Gefühl der Angst genommen hat, und begibt sich, unbeirrt von den Zweifeln, zum nächsten Einsatz, bei dem er auf die Verursacherin des Gebäudeeinsturzes trifft, die Erde-2-Doppelgängerin von Laurel Lance, die sich aufgrund ihrer Fähigkeit, hochempfindliche Schreie zu erzeugen, „Black Siren“ nennt. Diese setzt Barry so stark zu, dass ihm die unerwartete Hilfe von Wally sehr gelegen kommt, der Black Siren mit seinem Auto umfährt und Barry aus der Gefahrenzone schafft. In den S.T.A.R. Labs ist es Cisco und Harry derweil gelungen, eine überdimensionale, technisierte Stimmgabel zu erschaffen, die in der Lage ist, Erde-2-Menschen mithilfe eines Klanges zu betäuben, der auf derselben Frequenz wie sie schwingt. Da Barry zur Verstärkung der Wirkung mit seiner Geschwindigkeit eine Art Schallwand um die Stadt aufbauen muss, kann er nicht zu Black Siren eilen, die gerade im Begriff ist, ein weiteres Gebäude zum Einsturz zu bringen. Auf Ciscos Idee hin lenken er und Caitlin sie als Reverb und Killer Frost verkleidet daraufhin solange ab, bis Harry die Stimmgabel aktiviert, welche Black Siren und all die anderen Erde-2-Metawesen bewusstlos werden lässt. Zoom kann gerade noch durch ein Portal auf Erde-2 fliehen und da einer der beiden für Harry und Jesse konstruierten Schutzkopfhörer nicht funktioniert, bricht auch Harry zusammen. Ein gemeinschaftliches Abendessen der gesamten Gruppe wird schließlich jäh unterbrochen, als Zoom Henry entführt und nach der Verfolgung durch Barry vor dessen Augen tötet.             |           |                             |                                |                      |                                       |                      |                                                                             |                 |
| 46 | 23        | Rennen des Schicksals       | The Race of His Life           | 24. Mai 2016         | 4. Aug. 2016                          | Antonio Negret       | Aaron Helbing & Todd Helbing                                                | 3,35 Mio.       |
| Nachdem Barry sich voller Zorn auf Zoom stürzt, wird dieser unerwartet von einem zweiten Zoom getötet, der den ersten als Zeitrelikt, eine Art Dopplung der eigenen Person in der Zeit, beschreibt und flüchtet. Nach Henrys Beerdigung wird Barry erneut von Zoom aufgesucht und zu einem Rennen aufgefordert, um endgültig festzustellen, wer der Schnellste ist. Das Team vermutet dahinter Zooms Vorhaben, dabei den gestohlenen Magnetar von Mercury Labs für die Erzeugung eines Impulses zu nutzen, der stark genug wäre, das Multiversum zu zerstören. Da das Team im Gegensatz zu Barry ein Rennen für zu gefährlich hält, sperrt es Barry ein und entwickelt den Plan, Zoom auf Erde-2 zu befördern und die Portale danach für immer zu schließen. Dafür lenkt Caitlin Zoom mit einem Annäherungsversuch ab, während Harry ihn unter Beschuss nimmt und Cisco ein Portal erschafft, in das Joe Zoom hineinstößt. Dabei wird Joe jedoch mit durch das Portal gesogen und auf Erde-2 von Zoom gefangen genommen, der ihm in seinem Unterschlupf offenbart, dass es sich bei dem Mann mit der Maske um den echten Jay Garrick einer Parallelwelt handelt. Von Wally befreit lässt sich Barry nun nicht mehr von dem Rennen abhalten, welches kurze Zeit später am Standort des Magnetars innerhalb eines Beschleunigerrings stattfindet. Im Wettlauf mit Zoom gelingt es Barry, ein Zeitrelikt zu erschaffen, das mit seiner Geschwindigkeit dem Impuls entgegenwirkt und die Aufladung des Magnetars stoppt. Barry kann Zoom einfangen und zu Boden werfen, überlässt ihn anschließend aber den Zeitphantomen, die Zoom wegen dessen Zeitmanipulation aufgespürt haben und mit durch ein Portal zerren. Joe und Garrick werden befreit, letzterer auch von seiner Maske, unter der er sich als identisch zu Henry entpuppt. Harry und Jesse verabschieden sich vom Team und kehren zusammen mit Garrick auf Erde-2 zurück. Am Abend gestehen sich Barry und Iris dann ihre Liebe, bevor Barry einen Zeitsprung in das Jahr 2000 hinlegt und seine Mutter vor dem Reverse-Flash rettet.                                          |           |                             |                                |                      |                                       |                      |                                                                             |                 |

## Staffel 3
Die Erstausstrahlung der dritten Staffel war vom 4. Oktober 2016 bis zum 23. Mai 2017 auf dem US-amerikanischen Sender The CW zu sehen. Die deutschsprachige Erstausstrahlung sendete der deutsche Pay-TV-Sender ProSieben Fun vom 13. April bis zum 24. August 2017.
| Nr. (ges.) | Nr. (St.) | Deutscher Titel               | Originaltitel                      | Erstausstrahlung USA | Deutschsprachige Erstausstrahlung (D) | Regie               | Drehbuch                                                                 | Zuschauer (USA) |
| --- | --------- | ----------------------------- | ---------------------------------- | -------------------- | ------------------------------------- | ------------------- | ------------------------------------------------------------------------ | --------------- |
| 47 | 1         | Flashpoint                    | Flashpoint                         | 4. Okt. 2016         | 13. Apr. 2017                         | Jesse Warn          | Andrew Kreisberg & Brooke Roberts Idee: Greg Berlanti & Andrew Kreisberg | 3,17 Mio.       |
| Durch die Rettung seiner Mutter und auch seines Vaters hat Barry ungewollte Veränderungen in der Gegenwart hervorgerufen: Central City wird von einem anderen Flash, genannt „Kid Flash“, vor dem Speedster Rival beschützt und Iris kennt Barry nicht. Nachdem er es dennoch schafft, sich mit Iris für ein Date zu verabreden, wird Barry vom besiegten Thawne, den er in einer Lagerhalle gefangen hält, vor den Auswirkungen dieser neu geschaffenen Realität, die Thawne „Flashpoint“ nennt, gewarnt. Barrys Treffen mit Iris wird daraufhin von einem Kampf zwischen Kid Flash und Rival unterbrochen, den Iris zum Anlass nimmt, um sich spontan zu verabschieden. Barry rennt zum Ort des Geschehens und sieht, wie Kid Flash von einem Gebäude in einen Müllcontainer fällt, wobei sich ihm dieser als Wally offenbart. Jener führt Barry anschließend in seinen Unterschlupf, wo dieser Iris begegnet, die Wally bei der Verbrechensbekämpfung hilft. Um Rival aufzuhalten, suchen sie Cisco auf, in dieser Zeitlinie Milliardär und Leiter von „Ramon Industries“. Als in Barry zum zweiten Mal schlagartig Erinnerungen hochkommen, stellt er Thawne zur Rede, der ihm erklärt, dass die Erinnerungen an sein altes Leben langsam verschwinden. Als Reaktion darauf bringt Barry Wally und Iris mit seiner Geschwindigkeit zu Cisco und erzählt ihnen von Flashpoint. Nach der Lokalisierung Rivals begeben sich Barry und Wally aber zunächst zu diesem, der sich ihnen als Edward Clariss zu erkennen gibt und Wally nach dessen übermütigen Angriff mit einem Stahlrohr durchbohrt. Barry gelingt es zwar, Rival zu besiegen, doch angesichts Wallys lebensbedrohlichen Zustands beschließt er, die alte Zeitlinie wiederherzustellen. Zusammen mit Thawne reist er in die Vergangenheit und lässt ihn seine Mutter töten, bevor sie wieder in der Gegenwart landen. Dort betritt Barry Joes Haus, muss bei der Frage nach der abwesenden Iris aber von Wally erfahren, dass diese und Joe nicht miteinander reden. Woanders wird Clariss in der Nacht von einer unsichtbaren Macht geweckt, die das Wort „Alchemy“ in seinen Spiegel ritzt.                                   |           |                               |                                    |                      |                                       |                     |                                                                          |                 |
| 48 | 2         | Eine neue Wirklichkeit        | Paradox                            | 11. Okt. 2016        | 13. Apr. 2017                         | Ralph Hemecker      | Aaron Helbing & Todd Helbing                                             | 2,80 Mio.       |
| Da Barrys Zeitsprung erneut unvorhergesehene Änderungen bewirkt hat, sucht er Felicity in Star City auf und erzählt ihr davon. So hat Iris Joe das Verschweigen der Existenz ihrer Mutter nicht verziehen und Cisco ist nach dem Tod seines Bruders nicht mehr so heiter und aufgeschlossen wie vorher. Außerdem hat Barry nun einen Kollegen in der Forensik, Julian Albert, der ihn allerdings nicht mag. Zusammen untersuchen die beiden menschliche Hauthüllen, die zuletzt vermehrt in der Stadt aufgefunden wurden. Um dem Team den verlorengegangenen Zusammenhalt wieder zurückzugeben, arrangiert Barry ein Abendessen, das aber nicht so harmonisch verläuft, wie erhofft. Die Meldung eines Speedsters lässt Barry auf Edward Clariss alias Rival treffen, dem in der Zwischenzeit die Kräfte aus der alternativen Zeitlinie von einer mysteriösen Person namens „Alchemy“ übertragen wurden. Der Zweikampf endet in der Flucht Clariss’ und in den S.T.A.R. Labs ergibt der DNA-Test einer der Hauthüllen, dass diese zu Clariss gehört. Barry beschließt daraufhin, noch einmal die Zeitlinie zu ändern, wird dabei aber von Jay Garrick gestoppt, der wie Henry aussieht. Dieser ermahnt Barry, dass jede Manipulation der Zeit zu ungewollten Konsequenzen führen wird und er sich deshalb daran gewöhnen sollte, mit seinen Fehlern zu leben. Somit entscheidet sich Barry, das Team über Flashpoint aufzuklären, worauf Cisco ihm jedoch vorwirft, für die Rettung seines Bruders nicht in die Vergangenheit zu reisen. Barry findet Clariss schließlich am selben Ort wie in der alternativen Zeitlinie, wird dabei aber von dem maskierten Alchemy mit einem mystischen Stein attackiert. Als Clariss droht, Barry zu töten, kommt ihm Cisco mit selbst gebauten Handschuhen zu Hilfe, die seine Metakraft als Waffe bündeln und Barry helfen, Clariss aufzuhalten. Während sich zeigt, dass Caitlin in dieser Zeitlinie heimlich Eiskräfte besitzt, vergewissert sich Barry bei Iris, dass sie sich mit Joe versöhnt hat, und küsst sie anschließend. Clariss wird derweil im Iron-Heights-Gefängnis von einem Monster getötet.                                           |           |                               |                                    |                      |                                       |                     |                                                                          |                 |
| 49 | 3         | Magenta                       | Magenta                            | 18. Okt. 2016        | 20. Apr. 2017                         | Armen V. Kevorkian  | Judalina Neira & David Kob                                               | 2,67 Mio.       |
| Inmitten eines Dates werden Barry und Iris von Cisco in die S.T.A.R. Labs gerufen, da sich dort ein Portal geöffnet hat, aus dem dem Team Harry und Jesse entgegentreten. Letztere hat durch ihren Zusammenstoß mit dunkler Materie Speedster-Kräfte entwickelt, was in Wally Enttäuschung darüber hervorruft, selbst keine Fähigkeiten erhalten zu haben. Bei der Polizei untersuchen Barry und Joe einen Fall, bei dem ein Mann in seinem Wohnzimmer von einer Laterne getroffen und verletzt wurde und dessen Pflegetochter, Frankie Kane, angibt, sich trotz ihrer Anwesenheit an nichts erinnern zu können. Die Untersuchung ihrer DNA durch Julian bringt ein Material zum Vorschein, das auch in den Hauthüllen vorhanden war, woraufhin er sie beschuldigt, die Tat als Metawesen begangen zu haben. Dies versetzt Frankie so sehr in Stress, dass sie sich plötzlich „Magenta“ nennt und ihre Kraft, Metall zu kontrollieren, benutzt, um sich in die Flucht zu schlagen. In den S.T.A.R. Labs führt das Team dieses Verhalten zum einen auf Frankies doppelte Persönlichkeit zurück, zum anderen auf Alchemy, der ihr wie zuvor Rival die Kräfte aus Flashpoint verliehen hat. Als Wally auf Nachfrage von Jesse erfährt, dass ihre Kräfte durch ein Triggererlebnis ausgelöst wurden, will er selbiges bei sich herbeiführen und springt vor ein Auto, muss jedoch von Jesse gerettet werden. Um sich an ihrem gewalttätigen Pflegevater zu rächen, hebt Frankie ein Schiff aus dem Hafen und droht, dieses auf das Krankenhaus fallen zu lassen, in dem dieser liegt. Mit seiner Geschwindigkeit erzeugt Barry genug Auftrieb, um das Schiff vom Gebäude fernzuhalten, und nachdem Jesse dies für ihn übernimmt, kann Barry Frankie überreden, von ihrem Plan abzulassen. Während Barry Frankie anschließend im Vertrauen auf ihre gute Seite gehen lässt, akzeptiert Harry nach anfänglicher Sorge Jesses Kräfte und übergibt ihr ihr einen eigenen Anzug. Im Polizeirevier betrachten Barry, Joe und Julian schließlich Aufnahmen von Clariss’ Gefängniszelle, die zeigen, wie dieser von einer weißen Lichtkugel getötet wird.                                                 |           |                               |                                    |                      |                                       |                     |                                                                          |                 |
| 50 | 4         | Spiegelwelten                 | The New Rogues                     | 25. Okt. 2016        | 20. Apr. 2017                         | Stefan Pleszczynski | Benjamin Raab & Deric A. Hughes                                          | 2,80 Mio.       |
| Da Harrys Ankündigung, bald mit Jesse auf Erde-2 zurückzukehren, bei Cisco und Caitlin Unmut hervorruft, schicken sie auf seinen Vorschlag, den Harrison Wells einer anderen Erde mit ins Team zu holen, mit einem selbst konstruierten Satelliten eine Nachricht durch das von Cisco geöffnete Portal ins Multiversum. Währenddessen muss sich das Team um den Bankräuber Sam Scudder kümmern, einem Metawesen, das in spiegelnde Oberflächen eintauchen und durch diese wandern kann. Bei der erfolglosen Befragung von Scudders im Gefängnis sitzender Freundin Rosalind Dillon muss Joe mit ansehen, wie Scudder in den Glasscheiben erscheint und Dillon durch diese befreit. Die Meldung eines Banküberfalls führt Barry und Jesse anschließend zu den beiden, die sie über die Fensterscheiben mehrerer Hochhäuser verfolgen, bis Dillon ihre Metakraft, Schwindelgefühle auszulösen, bei Jesse einsetzt und diese von einem Gebäude fällt. Barry kann sie zwar auffangen, doch Scudder nutzt dies, um ihn in eine Glasscheibe zu drücken und darin einzusperren. In den S.T.A.R. Labs versucht das Team daraufhin, die Scheibe mit extremer Kälte zu destabilisieren, damit Barry sich herausvibrieren kann. Da sich die Temperatur jedoch als nicht gering genug erweist, nutzt Caitlin in Abwesenheit der anderen ihre Kräfte, um die Scheibe heimlich noch stärker einzufrieren. So kann Barry sich befreien und umgehend mit Jesse zu Scudders und Dillons Unterschlupf eilen, wo Jesse Dillons Kraft standhalten und sie bewusstlos schlagen kann. Barry lockt Scudder mithilfe eines Hologramms in einen Kreis aus Spiegeln, aus dem dieser nicht ausbrechen kann, wodurch Barry ihn festnehmen kann. Nach einigen Antworten auf die von Harry ausgesendete Nachricht entscheidet sich das Team für den Harrison Wells von Erde-19, der sich bei seiner Ankunft als H. R. Wells vorstellt. Nachdem Harry und Jesse sich verabschieden und durch das Portal auf Erde-2 verschwinden, muss Caitlin bei sich zuhause feststellen, dass ihre Eiskräfte beginnen, einen äußerlichen Wandel hin zu Killer Frost zu bewirken.                                                          |           |                               |                                    |                      |                                       |                     |                                                                          |                 |
| 51 | 5         | Monster                       | Monster                            | 1. Nov. 2016         | 27. Apr. 2017                         | C. Kim Miles        | Zack Stentz                                                              | 2,77 Mio.       |
| Mit viel Engagement versucht H. R., sich ins Team einzubringen, worauf Cisco zunächst aber mit Skepsis reagiert. In der Stadt sorgt derweil ein mehrere Meter großes, echsenartiges Monster für Chaos und beschädigt Trafowerke, bevor es plötzlich verschwindet. Caitlin sucht unterdessen ihre Mutter, eine renommierte Wissenschaftlerin, auf und vertraut ihr ihre Kräfte an, obwohl die beiden kein gutes Verhältnis haben. Deshalb erhält Caitlin von ihr auch nicht die erhoffte Zuwendung und muss zudem davon abgehalten werden, mit ihren Kräften einen böswilligen Wissenschaftler zu töten. Bei seiner Arbeit spricht Barry Julian darauf an, dass dieser neben ihm auch Metawesen verabscheut, woraufhin Julian ihm erklärt, dass er es nicht verstehen kann, warum diese ihre Kräfte nicht für etwas Gutes einsetzen. Nachdem Cisco und Barry auffällt, dass H. R. in Wahrheit keine hilfreichen Beiträge liefert, sondern es nur so aussehen lässt, finden sie in dessen Sachen eine Sprachaufzeichnung, aus der hervorgeht, dass H. R. über seine Erlebnisse auf Erde-1 ein Buch schreiben will. Als anschließend das Monster wieder auftaucht, versucht Barry, es mit einem Seil zu Fall zu bringen, wobei es sich als Hologramm entpuppt. Barry informiert die Polizei darüber und lokalisiert Julian in einem Hochhaus, wo dieser in der Zwischenzeit den Verantwortlichen für das Hologramm aufgespürt hat, der jedoch zu fliehen versucht. Als Flash bewahrt Barry Julian davor, den Jugendlichen zu erschießen, und fängt ihn ein, wofür Julian sich im Anschluss bedankt. Im Gespräch mit Joe wird klar, dass es sich bei dem Jugendlichen um ein Opfer von Mobbing handelt, welches sich in der Verbreitung von Angst mächtig fühlen wollte. In den S.T.A.R. Labs wirft Cisco H. R. schließlich vor, ein Betrüger zu sein, und dieser gibt zu, kein Wissenschaftler, sondern lediglich ein „Ideengeber“ zu sein. Während Barry Julian in seinem Streben, sich mit diesem zu versöhnen, zum gemeinsamen Trinkengehen überreden kann, erhält Caitlin von ihrer Mutter eine Nachricht mit der Warnung, ihre Kräfte nicht einzusetzen.                                    |           |                               |                                    |                      |                                       |                     |                                                                          |                 |
| 52 | 6         | Schattenwesen                 | Shade                              | 15. Nov. 2016        | 27. Apr. 2017                         | JJ Makaro           | Emily Silver & David Kob                                                 | 3,01 Mio.       |
| Als Wally voller Hoffnung erzählt, dass er in letzter Zeit davon träumt, als Speedster Kid Flash die Stadt zu beschützen, äußern Barry, Joe und Iris ihre Bedenken, da sie befürchten, dass Alchemy auch ihm die Fähigkeiten aus Flashpoint übertragen will. Nach dem Mord an einem Geschäftsmann identifiziert das Team den Täter als ein Metawesen mit der Kraft, sich durch Vibrieren in Schatten zu verwandeln, dem es den Namen „Shade“ gibt. Caitlin vertraut Cisco derweil ihre Metakräfte an und bittet ihn, in ihre Zukunft zu sehen, woraufhin sich ihm der Anblick eines Kampfes zwischen ihm und Killer Frost bietet. Nachdem Wally in Folge einer Vision aus Flashpoint zusammenbricht, entscheidet das Team auf seine Zustimmung, ihn vorerst in eine Zelle des Teilchenbeschleunigers zu sperren, um ihn vor Alchemy fernzuhalten. Bei einer Filmnacht, die das Team besucht, taucht Shade auf, den Cisco aber durch das Blenden mit mehreren Lichtern so schwächen kann, dass Barry ihm von Cisco entwickelte Handschellen anlegen kann, welche Metakräfte blockieren. In den S.T.A.R. Labs musste Iris unterdessen einen Fluchtversuch von Wally unterbinden, der mittlerweile die Stimme Alchemys hört. Cisco kann sich schließlich nicht mehr zurückhalten und verrät dem Team Caitlins Kräfte, was diese zunächst nicht gutheißt. Wally erklärt sich daraufhin bereit, als Köder für Alchemy zu dienen, damit Barry und Joe diesen mit der Unterstützung einer SWAT-Einheit ergreifen können. Von Alchemys Stimme geleitet findet Wally dessen Versteck, wo Barry Alchemy und dessen Anhänger mit seinem Erscheinen überrascht, allerdings von Alchemy mit dessen Stein zurückgedrängt wird. Joe gelingt es zwar, Alchemy mit einem Schuss aus dem Hinterhalt zu stoppen, doch taucht anschließend die weiße Lichtkugel auf, welche Alchemy befreit und die SWAT-Einsatzkräfte tötet. Während Wally den Stein aufhebt und dadurch von einem Steinkokon umhüllt wird, nimmt das weiße Licht Barry in die Mangel und offenbart sich ihm als ein metallisches Wesen, das sich „Savitar, Gott der Geschwindigkeit“ nennt.                                                     |           |                               |                                    |                      |                                       |                     |                                                                          |                 |
| 53 | 7         | Killer Frost                  | Killer Frost                       | 22. Nov. 2016        | 4. Mai 2017                           | Kevin Smith         | Andrew Kreisberg & Brooke Roberts Idee: Judalina Neira                   | 2,95 Mio.       |
| Als Savitar beginnt, Barry mit extrem hoher Geschwindigkeit durch die Stadt zu zerren, kommt Caitlin Barry durch ein von Cisco erschaffenes Portal zu Hilfe und schlägt Savitar mit ihren Eiskräften in die Flucht, auch wenn diesen außer Barry niemand sehen kann. In den S.T.A.R. Labs untersucht das Team den Steinkokon und stellt fest, dass Wally darin zwar am Leben, aber nicht bei Bewusstsein ist. Da Joe es gelungen ist, einen von Alchemys Anhängern festzunehmen, fragt er diesen nun auf dem Polizeirevier aus. Caitlin unterbricht Joe dabei und schickt ihn mit der fälschlichen Nachricht, Wally sei aufgewacht, davon, nur um im Anschluss als Killer Frost vom Festgenommenen eine Auskunft über Alchemys Aufenthaltsort zu verlangen. Aufgrund heranrückender Polizisten muss Caitlin fliehen, wobei sie Julian als Geisel nimmt, welchen sie anschließend dazu zwingt, die Adressen zweier Gefolgsleute Alchemys herauszufinden. Das Team erfährt von Caitlins Verwandlung zu Killer Frost und kann sie in ihrem Versteck lokalisieren, wo Barry versucht, sie zur Besinnung zu bringen. Caitlin verletzt Barry jedoch am Bein und flieht, woraufhin das Team beschließt, die von Julian gefundenen Adressen zu überwachen. Bei Cisco taucht Caitlin auf, die er mit der Hilfe des herbeieilenden Barry besiegen kann. Aus Sorge um Wally schneidet Joe den Steinkokon auf, was dazu führt, dass Wally aus diesem mit seinen neu erhaltenen Speedster-Kräften ausbricht, die allerdings noch nicht mit der Biochemie seines Körpers übereinstimmen. Um dies zu beheben, muss Barry auf das Wissen der eingesperrten Caitlin zurückgreifen, wofür er diese freilässt mit der Aufforderung, ihn zu töten. Nachdem Caitlin sich dazu nicht überwinden kann, erlangt sie wieder die Kontrolle über sich und entwickelt ein Serum für Wally, mit dem sich dessen Zustand normalisiert. Barry sucht daraufhin Julian auf und bittet ihn, Caitlin nicht zu verraten, muss dafür aber dessen Bedingung erfüllen, seinen Job als Forensiker zu kündigen. Wie sich schließlich zeigt, steckt Julian hinter Alchemy und dient in dieser Rolle Savitar.                            |           |                               |                                    |                      |                                       |                     |                                                                          |                 |
| 54 | 8         | Invasion!                     | Invasion!                          | 29. Nov. 2016        | 10. Mai 2017                          | Dermott Downs       | Aaron Helbing & Todd Helbing Idee: Greg Berlanti & Andrew Kreisberg      | 4,15 Mio.       |
| Obwohl Wally das Team bei seinen Geschwindigkeitstests beeindruckt, bittet Iris ihn, seine Kräfte zu seinem Schutz nicht einzusetzen. Nach dem Absturz eines unbekannten Objektes in Central City entpuppt sich dieses Barry bei der Betrachtung als ein Raumschiff, aus dem zahlreiche Außerirdische aussteigen. Da dieser Vorfall im Folgenden von der Regierung verschleiert wird, offenbart A.R.G.U.S.-Direktorin Lyla Michaels dem Team, dass es sich bei den Aliens um eine bereits bekannte Spezies, genannt „Dominators“, handelt. Zur Unterstützung holt Barry das Green-Arrow-Team, die zeitreisende Legends-Crew, bestehend aus Sara Lance, Mick Rory, Martin Stein, Jefferson Jackson und Ray Palmer, sowie die befreundete Superheldin Kara Danvers alias „Supergirl“ von Erde-38 nach Central City. Nach dem Kennenlernen informieren Dr. Stein und Jackson Barry über eine kürzlich entdeckte Audiobotschaft von Barry aus dem Jahr 2056, in der er Rip Hunter, den verschollenen Anführer der Legends, vor sich und den Auswirkungen seiner Zeitsprünge warnt. Cisco findet schließlich die Audiobotschaft und stellt Barry vor der gesamten Gruppe zur Rede, woraufhin dieser gesteht, durch seine Zeitreisen das Leben mehrerer Anwesender beeinflusst zu haben. Nachdem einige darauf mit Unverständnis und Enttäuschung reagieren, entscheidet Barry sich, der Gruppe vorerst fernzubleiben, wobei Oliver sich ihm aus Solidarität anschließt. Somit führt Kara das Team auf der Mission zur Rettung des von den Dominators entführten US-Präsidenten zum Versteck der Aliens, wo diese allerdings den Präsidenten töten und das Team mithilfe einer extraterrestrischen Vorrichtung willenlos machen. Als sie sie daraufhin zwingen, die Stadt anzugreifen, müssen sich Barry und Oliver ihnen in den Weg stellen, wobei sich Kara aber als zu stark erweist. Barry schafft es jedoch, diese anzulocken und durch die Vorrichtung fliegen zu lassen, wodurch jene zerstört und die Gedankenkontrolle beendet wird. Anschließend werden Sara, Diggle, Thea, Ray und Oliver von einem Strahl weggebeamt.                                                                   |           |                               |                                    |                      |                                       |                     |                                                                          |                 |
| 55 | 9         | Der Stein der Weisen          | The Present                        | 6. Dez. 2016         | 18. Mai 2017                          | Rachel Talalay      | Lauren Certo Idee: Aaron Helbing & Todd Helbing                          | 3,14 Mio.       |
| Bei Recherchen zum von Alchemy benutzten Stein stößt das Team im Internet auf eine von Julian verfasste Abhandlung, aus der hervorgeht, dass der Stein aus Indien stammt und in der Lage ist, Metawesen zu erschaffen. Von Julian erfährt Barry, dass der Stein „Stein der Weisen“ genannt wird und er bereits nach ihm gesucht hat. Um mehr über Savitar zu erfahren, holt Barry Garrick von Erde-3, welcher ihm erzählt, dass Savitar als der allererste Speedster gilt. Als Alchemy in der Stadt seinen Stein einsetzt und Barry und Garrick diesem gegenübertreten, taucht Savitar auf, der Garrick im Zweikampf verletzt. Barry schlägt Alchemy K.o. und verstaut den Stein in einer Schatulle, was zum Verschwinden Savitars führt. Nachdem sich Alchemy unter seiner Maske als Julian entpuppt, stellt sich in den S.T.A.R. Labs im Gespräch mit Barry, der ihm seine Identität als Flash offenbart, heraus, dass Julian in seinem Auftreten als Alchemy von Savitar kontrolliert wird. Bei der Untersuchung der Schatulle erscheint vor Cisco derweil sein verstorbener Bruder, auf dessen Bitte er die Schatulle öffnet. Der dadurch freigelassene Savitar greift Barry an und droht, ihn und den zu Hilfe eilenden Wally zu töten, was Caitlin aber verhindern kann, indem sie Cisco dazu überredet, die Schatulle wieder zu schließen. Um mit Savitar Kontakt aufzunehmen, verbindet das Team die Schatulle mit Julians Gehirnwellen und erlaubt Savitar somit, wieder von diesem Besitz zu ergreifen. Dabei erklärt er, dass er aus der Zukunft stammt und Barry ihm dort alles genommen habe. Auf Garricks Vorschlag erschaffen er und Barry anschließend einen Zugang zur Speed Force und entsorgen die Schatulle darin, wobei Barry jedoch so schnell wird, dass er in der Zukunft landet und sieht, wie Savitar Iris tötet. Garrick holt ihn zurück und beruhigt ihn damit, dass die Zukunft noch nicht feststehe. Im Haus der Wests feiert das Team schließlich Weihnachten und Wally bekommt einen Speedster-Anzug geschenkt. Auf Einladung des Teams erscheint auch Julian, der Barry über die Rückgängigmachung seiner Kündigung informiert.                              |           |                               |                                    |                      |                                       |                     |                                                                          |                 |
| 56 | 10        | Zukunftsvisionen              | Borrowing Problems from the Future | 24. Jan. 2017        | 25. Mai 2017                          | Millicent Shelton   | Grainne Godfree & David Kob                                              | 2,68 Mio.       |
| Barry zieht mit Iris in eine neue Wohnung, doch seine Freude darüber wird zunächst durch Albträume von Iris’ Tod getrübt. Auf die Meldung eines Einbruchs bei einem Juwelier hin trifft Barry dort auf den Dieb Jared Morillo, den er aus der Zukunft wiedererkennt, wo er die Nachricht von Morillos Festnahme durch Flash sah. Mit einer komplexen Waffe setzt Morillo Barry außer Gefecht und flieht. Im Zuge ihrer Bitte, ihr dabei zu helfen, ihre Metakräfte loszuwerden, bietet Caitlin Julian einen Platz im S.T.A.R.-Labs-Team an, den dieser später annimmt. Bei einem weiteren Überfall von „Plunder“, wie das Team Morillo mittlerweile nennt, erhält Barry die Hilfe von Wally, der Plunder besiegen kann, nachdem Barry aus Angst vor der Erfüllung der Zukunft zögert. Am Abend findet die Eröffnung eines von H. R. im Teilchenbeschleuniger eingerichteten S.T.A.R.-Labs-Museums statt, zu der allerdings keine Besucher erscheinen. Barry offenbart Iris schließlich, dass er in der Zukunft ihren Tod gesehen hat, und vertraut dies dann auch dem Team an. H. R. erklärt, dass die Zukunft aus aufeinander aufbauenden Ereignissen bestehe, deren jeweilige Änderung zu einem anderen Ergebnis führen könnte. Mit seiner Vibe-Fähigkeit lässt Cisco sich und Barry daraufhin in die Zukunft sehen, wobei sie entdecken, wie H. R. Iris’ Ermordung von einem Hausdach aus mit einer Waffe beobachtet. Außerdem lesen sie in einem Newsticker mehrere Nachrichten, die sich das Team notiert. Nach Plunders Ausbruch aus dem Gefängnis und dem Überfall auf das Central City Museum bittet Barry Wally, Plunder zu fangen, um die Nachricht aus der Zukunft nicht wahr werden zu lassen. Wally gelingt dies und wird als Kid Flash in den Medien gefeiert. Dank der Nachhilfe von Cisco kommen schließlich doch Besucher in H. R.s Museum und Barry und Iris feiern mit dem Team eine Einweihungsparty in ihrer neuen Wohnung. Dabei übergeben Julian und Cisco Caitlin eine Kette, die, von Solarenergie angetrieben, ihre Metakräfte unterdrückt. Andernorts erreicht eine Frau durch ein Portal Erde-1, auf der Suche nach H. R.                                         |           |                               |                                    |                      |                                       |                     |                                                                          |                 |
| 57 | 11        | Die Kopfgeldjägerin           | Dead or Alive                      | 31. Jan. 2017        | 1. Juni 2017                          | Harry Jierjian      | Zack Stentz Idee: Benjamin Raab & Deric A. Hughes                        | 3,06 Mio.       |
| Barry und Wally stoppen gemeinsam Kriminelle, die mit neuen, technologisch weit fortgeschrittenen Waffen die Stadt unsicher machen. Nachdem sie auf der Suche nach H. R. bei Nacht in ein Café einbricht, erscheint eine Frau namens „Gypsy“ durch ein Portal in den S.T.A.R. Labs, wo sie die gleichen Fähigkeiten wie Cisco offenbart. Sie fordert vom Team die Auslieferung H. R.s und gibt ihm eine Stunde Zeit, seine Abreise vorzubereiten. Wie H. R. anschließend dem Team erklärt, ist das Reisen durch Portale seit einem vergangenen Krieg auf Erde-19 verboten und wird mit dem Tod bestraft, weshalb Gypsy damit beauftragt wurde, ihn zurückzubringen. Um H. R. davor zu bewahren, fordert Cisco Gypsy nach Ablauf der Stunde zu einem auf Erde-19 gültigen Gerichtskampf heraus, worauf diese sich für den nächsten Tag mit ihm verabredet. Da Barry und H. R. wenig Hoffnung auf einen Sieg Ciscos haben, versuchen sie, Gypsy in der Stadt eine Falle zu stellen, was jedoch darin endet, dass diese H. R. vorsorglich in Gewahrsam nimmt. Bei seinem Training für das Duell erhält Cisco von Julian den Hinweis auf eine Schwachstelle Gypsys während ihres Angriffs. Trotz Barrys Bitte, davon abzulassen, sucht Iris mit Wally derweil in Aussicht auf einen guten Zeitungsartikel das Versteck eines Waffenhändlers auf, in dem Iris von diesem bedroht wird, bevor Wally ihn ausschalten kann. Von Barry auf ihren Leichtsinn angesprochen offenbart Iris, dass sie in Anbetracht ihres möglichen Todes mit ihrer journalistischen Arbeit etwas hinterlassen will. Am Abend kommt es dann zum Kampf zwischen Cisco und Gypsy, in dem letztere wie erwartet überlegen ist. Dank Julians Tipp gelingt es Cisco allerdings, Gypsy zu Boden zu werfen und damit das Duell zu gewinnen. Gypsy erklärt sich bereit, ihren Vorgesetzten auf Erde-19 zu erzählen, sie habe H. R. getötet, auch wenn das für ihn bedeutet, dass er nicht mehr auf Erde-19 zurückkehren kann. Als Barry schließlich auffällt, wie sehr Wally sich in seiner Geschwindigkeit verbessert, schlägt er vor, dass er an seiner Stelle Iris vor Savitar retten soll.                                     |           |                               |                                    |                      |                                       |                     |                                                                          |                 |
| 58 | 12        | Tödliche Berührung            | Untouchable                        | 7. Feb. 2017         | 8. Juni 2017                          | Rob Hardy           | Brooke Roberts & Judalina Neira                                          | 2,91 Mio.       |
| Um Wallys Geschwindigkeit zu trainieren, liefert sich Barry mit ihm ein Wettrennen durch die Stadt, welches er dank seiner Fähigkeit, durch Objekte zu „phasen“, gewinnt. Innerhalb kurzer Zeit werden anschließend zwei Leichen gefunden, die trotz ihres nicht lange zurückliegenden Todes bereits stark verwest sind. Barry bringt die zweite Leiche in die S.T.A.R. Labs, wo Julian und Caitlin an deren Hand die DNA einer anderen Person, Clive Yorkin, und darin das Material der Hauthüllen entdecken. Im Beisein von Barry, Wally und Iris wird Joe im Café von Yorkin angegriffen, der dabei seine Metakraft offenbart, durch Berührung sofortigen Verfall hervorzurufen. Indem Wally mit seinen Armen einen Luftwirbel erzeugt, kann er Yorkin in die Flucht schlagen. Die Sorge um ihren Vater bringt Iris dazu, ihm zu verraten, dass Barry in der Zukunft ihren Tod gesehen hat, worauf dieser mit Entsetzen reagiert. Als Iris daraufhin allein in ihrer Wohnung von Yorkin aufgesucht wird und ihr Handy-Notsignal aktiviert, kann der herbeieilende Wally nicht verhindern, dass Yorkin Iris berührt. Wally bringt sie zu S.T.A.R. Labs, wo Caitlin, vom Team ermutigt, ihre Kältekräfte einsetzt, um Iris’ Verwesung vorübergehend zu stoppen. Da laut Barry die beiden vorherigen Opfer in Flashpoint Polizisten waren, „vibet“ Cisco sich mit Barrys Konzentration nach Flashpoint, wo er sieht, wie Yorkin von mehreren Polizisten, angeführt von Laura Stone, verhaftet wird. Joe, der Stone kennt, findet diese am Bahnhof und will sie warnen, wofür er mit ihr in einen Zug steigt. Nachdem dieser losfährt und Yorkin über der Strecke eine Brücke einstürzen lässt, begibt Barry sich auf den Zug und schafft es, diesen durch die Trümmer zu phasen. Auf den Hinweis Barrys phaset Wally sich durch Yorkin und streift von einer Wunde sein Blut in ihm ab, welches durch den erhöhten Heilungsfaktor die Verwesungskraft Yorkins unterdrückt. Auf dieselbe Weise kann in den S.T.A.R. Labs auch Iris’ Verwesung geheilt werden. Dort erscheint vor Wally schließlich durch ein Portal Jesse Wells, die ihm erzählt, dass Gorilla Grodd ihren Vater entführt hat. |           |                               |                                    |                      |                                       |                     |                                                                          |                 |
| 59 | 13        | Angriff auf Gorilla City      | Attack on Gorilla City             | 21. Feb. 2017        | 15. Juni 2017                         | Dermott Downs       | Aaron Helbing & David Kob Idee: Andrew Kreisberg                         | 2,78 Mio.       |
| Jesse erzählt dem Team, dass ihr Vater beim Besuch von Gorilla City, einer von Gorillas bevölkerten Dschungelstadt auf Erde-2, in Gefangenschaft geraten ist. Da eine der notierten Nachrichten aus der Zukunft von einem Gorillaangriff handelt, befürchtet Barry, dass Grodd einen solchen plant und dafür die Hilfe von Harry benötigt. Auf der Rettungsmission für Harry wird Barry von Cisco, Caitlin und Julian begleitet, während Jesse auf Erde-1 bleibt, um mit Wally die Stadt zu beschützen. Auf Erde-2 angekommen nähern sich die vier an Gorilla City an, werden dabei aber entdeckt und mit Pfeilen betäubt. Nachdem sie in einer Zelle aufwachen, erklärt Grodd ihnen durch den telepathisch gesteuerten Harry, dass Solovar, der Herrscher von Gorilla City, einen Angriff auf Erde-1 plane. Damit Grodd diesen stürzen kann, fordert Barry Solovar zu einem Zweikampf in der angrenzenden Arena heraus. In diesem erweist sich Solovar zunächst als zu stark für Barry, der ihn dann allerdings mit seiner Geschwindigkeit besiegen kann. Als Barry jedoch zurück in die Zelle gesperrt wird, wird dem Team klar, dass Grodd sie hereingelegt hat, da er von Anfang an selbst Erde-1 angreifen wollte und nun die Macht über Gorilla City besitzt. Bevor Grodd Cisco aber für die Erschaffung eines Portals nutzen kann, beschließt das Team, Grodd zu täuschen. Dafür versetzt Caitlin Barry mit ihren Kältekräften in einen todesähnlichen Zustand und überzeugt Grodd davon, dass Barry aufgrund einer Verletzung zusammengebrochen sei. Nachdem Grodd ihn aus der Zelle entfernt, kommt Barry wieder zu Bewusstsein und kann die anderen, darunter auch Harry, befreien. Die Gruppe kehrt nach Erde-1 zurück, wo Jesse ihren Vater freudig in Empfang nimmt. Selbige offenbart Wally daraufhin, dass sie seinetwegen gerne auf Erde-1 bleiben würde, und die beiden küssen sich. Da Caitlin bemerkt hat, dass Julian aus Sorge um sie mitgereist ist, erklärt sie sich bereit, mit ihm essen zu gehen. Auf Erde-2 hat Grodd unterdessen eine Armee mobilisiert, die er durch von Gypsy erschaffene Portale nach Erde-1 führen will.                                      |           |                               |                                    |                      |                                       |                     |                                                                          |                 |
| 60 | 14        | Angriff auf Central City      | Attack on Central City             | 28. Feb. 2017        | 22. Juni 2017                         | Dermott Downs       | Benjamin Raab & Deric A. Hughes Idee: Todd Helbing                       | 2,87 Mio.       |
| Gypsy taucht in den S.T.A.R. Labs auf und greift das Team an, bis Harry sie mit seiner Waffe außer Gefecht setzt. In ihrer Zelle erklärt Gypsy, dass sie sich nur daran erinnern kann, sich in einem Dschungel auf Erde-2 aufgehalten zu haben. Dem Team wird damit klar, dass Grodd sie telepathisch unter seine Kontrolle genommen hat und über ihre Portale mit einer Armee nach Erde-1 gelangt ist. Indem Harry die Reichweite von Ciscos Vibe-Brille erhöht, schafft dieser es, den Angriffspunkt von Grodds Armee in der Zukunft zu sehen. Als Barry und Joe dort mit der Polizei Stellung beziehen, übernimmt Grodd die Kontrolle über Joe, und Barry muss verhindern, dass dieser sich erschießt. Nachdem der Angriff nicht erfolgt, offenbart Joe in den S.T.A.R. Labs, dass er während der Kontrolle durch Grodd auch gleichzeitig Einblicke in dessen Gedanken erlangt hat. Um Joes Erinnerung daran wiederherzustellen, konstruieren Harry und Cisco einen Helm zur transkraniellen Magnetstimulation, der es Joe ermöglicht, aus seinem Gedächtnis das Porträt eines Mannes zu zeichnen. In einer Datenbank findet sich eine Übereinstimmung mit einem Militärgeneral, der Zugriff zu Atomwaffen hat, von denen er eine unter Grodds Kontrolle bereits gestartet hat. Barry eilt zum entsprechenden Stützpunkt und probiert mithilfe seiner Schnelligkeit solange Codes zum Abschalten aus, bis er den richtigen gefunden hat. Während Barry, Wally und Jesse sich anschließend der scheinbar übermächtigen Gorillaarmee Grodds entgegenstellen, bittet Cisco zum wiederholten Male Gypsy um Hilfe, woraufhin diese Solovar durch ein Portal nach Erde-1 bringt. Indem Solovar Grodd in einen Zweikampf zwingt und diesen gewinnt, erlangt er die Befehlsgewalt über die Armee und führt sie zurück nach Erde-2. Grodd wird bei A.R.G.U.S. untergebracht und Gypsy verabschiedet sich mit einem Kuss von Cisco. Nach anfänglichem Zögern zeigt sich Harry einverstanden, dass Jesse auf Erde-1 bleibt, und kehrt auf Erde-2 zurück. Barry macht Iris schließlich einen Heiratsantrag und Wally sieht in der Stadt Savitar.                                                       |           |                               |                                    |                      |                                       |                     |                                                                          |                 |
| 61 | 15        | Der Zorn des Savitar          | The Wrath of Savitar               | 7. März 2017         | 29. Juni 2017                         | Alexandra La Roche  | Andrew Kreisberg & Andrew Wilder                                         | 2,52 Mio.       |
| Barry und Iris geben vor dem Team ihre Verlobung bekannt, wozu sie beglückwünscht werden, auch wenn Joe verwundert darüber ist, dass Barry dies nicht mit ihm abgesprochen hat. Während eines Einsatzes bei einem Gebäudebrand wird Wally vor Barrys Augen erneut vom nur für ihn sichtbaren Savitar konfrontiert, weshalb er dem Team nicht mehr verheimlichen kann, dass dieser ihn in Visionen heimsucht. Auf Barrys Bitte lässt Julian widerwillig über Ciscos Gehirnwellenapparat Savitar durch sich sprechen, wobei dieser in Frage stellt, ob das Team den Stein der Weisen wirklich entsorgt habe. Danach spürt Barry einen Anhänger Savitars an einer Verehrungsstätte auf und nimmt ihm eine Schatulle ab, die allerdings leer ist. Um für seinen Kampf gegen Savitar bestens vorbereitet zu sein, überredet Wally Cisco, ihn in die Zukunft zu Iris’ Ermordung zu viben, wo er entdeckt, dass Iris keinen Verlobungsring trägt. Als Wally Barry daraufhin unterstellt, Iris den Heiratsantrag nur gemacht zu haben, um eine Änderung in der Zukunft herbeizuführen, gibt dieser es zu, was Iris sehr enttäuscht. Caitlin gesteht derweil, ein Stück des Steins der Weisen behalten zu haben, in der Hoffnung, damit einen Weg zu finden, ihre Kräfte loszuwerden. Nachdem Julian sich bereit erklärt, zur Lokalisierung Savitars noch einmal als Medium zu fungieren, kann Cisco dessen Aufenthaltsort nur auf Central City beschränken. Infolge einer weiteren Vision Savitars beschließt Wally, auch das übrige Stück des Steins in der Speed Force zu entsorgen und erschafft einen Zugang zu ihr. Wie das Team parallel jedoch erkennt, ist Savitar in der Speed Force gefangen und benötigt für den Austritt den kompletten Stein, dessen fehlendes Stück Wally ihm gerade unfreiwillig beschert. Barry eilt zu ihm, kann aber nicht mehr verhindern, dass Savitar die Speed Force verlässt und Wally hineinzieht. Im anschließenden Kampf gegen Savitar wird Barry von diesem mit einer Klinge an der Schulter verletzt und muss in den S.T.A.R. Labs behandelt werden, wo er schließlich sieht, dass Iris ihren Verlobungsring abgenommen hat.                              |           |                               |                                    |                      |                                       |                     |                                                                          |                 |
| 62 | 16        | Alles oder nichts             | Into the Speed Force               | 14. März 2017        | 6. Juli 2017                          | Gregory Smith       | Brooke Roberts & Judalina Neira                                          | 2,39 Mio.       |
| Zur Rettung Wallys betritt Barry die Speed Force, wofür Cisco ihm mit seiner Vibe-Fähigkeit ein Portal öffnet. Diese erscheint Barry zunächst in Form von Eddie Thawne auf dem Polizeirevier, der ihm vorwirft, die Vergangenheit verändert und Flashpoint erschaffen zu haben. Von einem Zeitphantom gejagt flüchtet sich Barry in einen Aufzug, der ihn in die S.T.A.R. Labs befördert. Dort trifft er auf Caitlin, die ein Baby hält, und Ronnie, der Barry erklärt, dass sich Wally wie auch andere zuvor für ihn geopfert haben und er dies akzeptieren müsse. Wie Barry erkennt, verlangt die Speed Force von ihm, dass gemäß der Zukunft er gegen Savitar kämpft und nicht Wally. Da Barry sich aber weigert, Wally zurückzulassen, wird er anschließend vom zombieähnlichen Zoom angegriffen, der ihn zu Boden wirft und beginnt, ihm die Lebensenergie zu nehmen. Nachdem Barry ihn mit einer von Cisco eingebauten Sicherheitsvorrichtung in seinem Emblem vernichten kann, findet er sich im Krankenhaus wieder, wo Leonard Snart ihm erklärt, dass Wally hier immer wieder den Tod seiner Mutter durchlebt. Als Barry ankündigt, Wallys Platz einzunehmen, damit dieser Savitar aufhalten kann, wird er von Snart attackiert und erhält die unerwartete Hilfe von Jay Garrick, den Cisco zur Unterstützung in die Speed Force geschickt hat. Zusammen besiegen sie Snart, woraufhin Garrick unter Barrys Protest Wallys Platz einnimmt, sodass die anderen beiden die Speed Force wieder verlassen können. Über die Klinge, die Barry verletzt hat, hat Jesse derweil Savitar gefunden und ihn in einen Kampf verwickelt. Dabei ist es ihr gelungen, ihn mit der Klinge unter seiner metallischen Rüstung zu verletzen, womit dem Team eine Schwachstelle Savitars offengelegt wurde. Da Savitar allerdings erwähnt hat, Pläne für Jesse zu haben, entscheidet sich diese, vorerst auf Erde-3 zu reisen und dort Garrick als Flash zu ersetzen. Barry beschließt, gemäß der Forderung der Speed Force selbst gegen Savitar zu kämpfen, und offenbart Iris, dass er sie zwar noch liebt, aber angesichts der Umstände ein wenig Abstand von ihr braucht.                           |           |                               |                                    |                      |                                       |                     |                                                                          |                 |
| 63 | 17        | Die Macht der Liebe           | Duet                               | 21. März 2017        | 13. Juli 2017                         | Dermott Downs       | Aaron Helbing & Todd Helbing Idee: Greg Berlanti & Andrew Kreisberg      | 2,71 Mio.       |
| Durch ein Portal erreichen Supergirls Freunde J’onn J’onzz und Mon-El die S.T.A.R. Labs und bitten das Team um Hilfe, da Kara von einem Außerirdischen namens „Music Meister“ betäubt wurde. Als eben jener in den S.T.A.R. Labs erscheint, offenbart er Barry, dass er ihnen einen Lektion erteilen wolle, und betäubt ihn mit einem Blick in die Augen. In der Traumwelt, in der sich Barry und Kara wiederfinden, sind die beiden Sänger in einem Club und ihnen bekannte Personen besitzen andere Rollen, darunter Malcolm Merlyn die des Clubbesitzers Cutter Moran. Nachdem Music Meister ihnen erklärt, dass sich die Traumwelt wegen Barrys und Karas Vorliebe für Musicals als ein eben solches darstellt, werden die beiden entführt und zum Gangsterboss Digsy Foss (Joe) gebracht, der ihnen aufträgt, seine vermisste Tochter Millie (Iris) zu finden. Dies gelingt den beiden mit der Hilfe des Kellners Pablo (Cisco), doch wie sich herausstellt, führt Millie eine geheime Liebesbeziehung mit Tommy (Mon-El), Cutters Sohn. Barry und Kara überreden Millie und Tommy, ihren Vätern ihre Beziehung anzuvertrauen, was aufgrund deren Rivalität allerdings dazu führt, dass diese beschließen, gegeneinander Krieg zu führen. Barry und Kara kehren in den Club zurück, wo sie auf Cutters Anweisung ein neues Stück, einen Song über die Freundschaft, kreieren und anschließend aufführen. Als hinter dem Club eine Schießerei zwischen Digsys und Cutters Gefolgsleuten entsteht, versuchen Barry und Kara zu schlichten und werden angeschossen. Da sich dies auf ihre echten Körper auswirkt, folgen Iris und Mon-El Music Meisters Hinweis, die beiden mit ihrer Liebe zu retten, und küssen sie, woraufhin Barry und Kara wieder aufwachen. Music Meister, den Cisco, Wally und J’onn in der Zwischenzeit gefangen genommen haben, befreit sich aus seiner Zelle und erklärt dem Team, dass er lediglich Barry und Kara wieder an die Liebe heranführen wollte, bevor er verschwindet. Kara, Mon-El und J’onn verabschieden sich vom Team und in ihrer Wohnung macht Barry Iris noch einmal einen Heiratsantrag.                                                      |           |                               |                                    |                      |                                       |                     |                                                                          |                 |
| 64 | 18        | Abra Kadabra                  | Abra Kadabra                       | 28. März 2017        | 20. Juli 2017                         | Nina Lopez-Corrado  | Brooke Roberts & David Kob Idee: Andrew Kreisberg                        | 2,39 Mio.       |
| Nach dem Fund zweier in einem Behälter bei Stagg Industries ertrunkener Wachmänner gibt es einen Einbruch bei Kord Industries, wo Barry als Flash auf einen Mann trifft, der offenbart, dass er von ihm und Savitar weiß. Die auftauchende Gypsy schlägt ihn in die Flucht und erklärt dem Team anschließend, dass der Mann sich „Abra Kadabra“ nennt, aus dem 64. Jahrhundert stammt und Nanotechnologie verwendet, die er wie Zaubertricks aussehen lässt. Mit einem Hologramm lockt Kadabra Barry, Wally, Cisco und Gypsy daraufhin in die Mercury Labs, sodass er ungehindert in die S.T.A.R. Labs eindringen kann, wo Barry ihn durch seine schnelle Rückkehr jedoch festnehmen kann. Da Kadabra wegen mehrerer auf Erde-19 verübter Morde, darunter auch an Gypsys Partner, die Todesstrafe droht, bietet er Barry an, Savitars echten Namen zu verraten, wenn er ihn im Gegenzug nicht an Gypsy ausliefert. Während Barry zögert, will Joe auf das Angebot eingehen und befreit Kadabra aus seiner Zelle, den Gypsy durch ihr aggressives Einschreiten aber davon abhält, etwas preiszugeben. Stattdessen sucht Kadabra Harrison Wells’ Geheimraum auf, aus dem er eine Energiekugel mitnimmt, und entkommt mit dem Wurf einer Granate. Bei deren Explosion bohrt sich ein Stahlrohr in Caitlins Bauch, dessen Splitter Julian anschließend mit der Anleitung Caitlins über einen Spiegel entfernen muss. Nachdem Gypsy herausfindet, dass Kadabra mit den von Stagg, Kord und Wells beschafften Komponenten eine Zeitmaschine baut, um in seine Zeit zurückzukehren, entdeckt das Team in der Stadt ein von Kadabra erschaffenes Wurmloch, an dem sie ihn aufhalten können. Barry lässt Gypsy mit Kadabra gehen und entschließt sich, selbst in die Zukunft zu reisen, um Hinweise darauf zu finden, wie er Savitar besiegen kann. Als Caitlin schließlich einen Schock und in der Folge einen Herzstillstand erleidet, reißt Julian ihr notgedrungen die Kette ab, die ihre Kräfte unterdrückt. Wie erhofft, heilt Caitlin sich mithilfe ihrer Kältekräfte, doch gleichzeitig verwandelt sie sich auch in Killer Frost.                                                              |           |                               |                                    |                      |                                       |                     |                                                                          |                 |
| 65 | 19        | Die Geister der Zukunft       | The Once and Future Flash          | 25. Apr. 2017        | 27. Juli 2017                         | Tom Cavanagh        | Carina Adly MacKenzie                                                    | 2,67 Mio.       |
| Killer Frost greift das Team an und wird vom herbeieilenden Barry in die Flucht geschlagen. Danach setzt Barry sein Vorhaben in die Tat um und erschafft mit Wallys Hilfe im Teilchenbeschleuniger ein Wurmloch, durch das er in das Jahr 2024 gelangt. Dort muss er sich zunächst Sam Scudder und Rosalind Dillon zur Wehr setzen, bevor er auf Cisco trifft, der ihm erklärt, dass das Team nach Iris’ Tod auseinandergebrochen ist. Auf Barrys Bitte führt Cisco ihn durch die verlassenen S.T.A.R. Labs zu Barrys älterem Ich, das sich in bedrückter Stimmung zeigt und ihm keine Hoffnung darauf macht, Iris’ Tod verhindern zu können. Nachdem Barrys Versuch, nach 2017 zurückzukehren, fehlschlägt, bringt Cisco ihn zur im Gefängnis sitzenden Killer Frost, die ihm die Hände abgetrennt hat. Diese offenbart Barry, dass sie sich mit Savitar verbündet hat und dessen wahre Identität kennt. Als nächstes muss Barry erfahren, dass Wally im Kampf mit Savitar die Wirbelsäule gebrochen wurde und er seitdem katatonisch im Rollstuhl sitzt. Joe weigert sich, mit Barry zu sprechen, da dieser sich nach Iris’ Tod von ihm entfernt hat. Nach einem weiteren entmutigenden Gespräch mit seinem zukünftigen Ich erkennt Barry, dass Cisco seine Rückkehr bewusst verhindert hat, damit Barry das Team wieder zusammenführt. Selbiges tut Barry dann auch, indem er H. R., Julian und Joe in die S.T.A.R. Labs holt und sie ermutigt, ihn beim anschließenden Kampf gegen Scudder und Dillon zu unterstützen. Als Barry dabei in Schwierigkeiten gerät, kommt ihm sein älteres Ich zu Hilfe, mit dem er die beiden besiegen kann. Der ältere Barry zeigt sich daraufhin bereit, wieder mit dem Team Verbrechen zu bekämpfen, und verrät seinem früheren Ich, dass er Savitar mit der Hilfe einer Frau namens Tracy Brand in der Speed Force eingesperrt hat. Dazu übergibt er ihm einen Datenträger mit Informationen. Barry verabschiedet sich und kehrt in das Jahr 2017 zurück, wo er dem Team seine Erkenntnisse mitteilt. Andernorts begegnet Killer Frost Savitar, der, um ihr Vertrauen zu gewinnen, vor ihr seine Metallrüstung ablegt.                                  |           |                               |                                    |                      |                                       |                     |                                                                          |                 |
| 66 | 20        | Ich weiß wer du bist          | I Know Who You Are                 | 2. Mai 2017          | 3. Aug. 2017                          | Hanelle Culpepper   | Bronwen Clark & Joshua V. Gilbert                                        | 2,69 Mio.       |
| Bei der Recherche zu Tracy Brand findet das Team (ohne den auf Erde-3 verweilenden Wally) heraus, dass diese aktuell Physik an der Central City University studiert, wo sie mit ihren Theorien zur Speed Force bislang aber keinen Erfolg hat. Bei einem Besuch des Teams wird sie von Killer Frost angegriffen, die Barry in die Flucht schlagen muss. Nachdem Tracy auf Polizeischutz verzichtet, erfolgt bei einem Treffen mit H. R. in einem Café ein zweiter Angriff durch Killer Frost, den auch diesmal Barry wieder abwehren muss. Danach erklärt sich Tracy bereit, mit in die S.T.A.R. Labs zu kommen, wo das Team sie darin einweiht, dass sie in der Zukunft eine weltweit angesehene Physikerin sein wird und eine Falle bauen wird, um Savitar in der Speed Force einzusperren. Davon unter Druck gesetzt, verlässt Tracy die S.T.A.R. Labs und muss von H. R. dazu ermutigt werden, sich der Herausforderung zu stellen. Joe geht seit einiger Zeit mit seiner Arbeitskollegin Cecile aus, die an einem Abend bei ihm allerdings von Killer Frost entführt wird, welche im Gegenzug die Auslieferung Tracys fordert. Das Team begleitet Joe zum angegebenen Treffpunkt, wo Barry und Cisco Killer Frost außer Gefecht setzen können, was Cisco nutzt, um ihr Blut abzunehmen. Das Team befreit Cecile, bevor Savitar erscheint und Killer Frost mitnimmt. In den S.T.A.R. Labs beginnt Tracy daraufhin, eine Idee für das Einsperren Savitars in der Speed Force zu entwickeln, während H. R. versucht, ihr seine Zuneigung zu ihr zu vermitteln. Joe und Cecile gestehen sich schließlich ihre Liebe, woraufhin Joe ihr die Identitäten von Flash und Kid Flash anvertraut. Als er Barry, Iris und Wally davon berichtet und dabei die Wichtigkeit der Liebe betont, muss Barry an Iris’ möglichen Tod denken und all die Momente, in denen Savitar sein umfassendes Wissen über die Teammitglieder und die Zukunft zur Schau gestellt hat. Mit der Erkenntnis darüber, wer sich hinter Savitar verbirgt, ruft Barry diesen an einem abgelegenen Ort herbei, wo jener seine Rüstung ablegt und sich als eine zukünftige, bösartige Version Barrys entpuppt.                   |           |                               |                                    |                      |                                       |                     |                                                                          |                 |
| 67 | 21        | Verlorene Erinnerungen        | Cause and Effect                   | 9. Mai 2017          | 10. Aug. 2017                         | David McWhirter     | Judalina Neira & Lauren Certo                                            | 2,71 Mio.       |
| Der zukünftige Barry erklärt dem gegenwärtigen, dass er ein von Barry in der Zukunft erschaffenes Zeitrelikt aus dem Kampf gegen Savitar ist, welches vom Team verstoßen wurde. Nachdem sie sich im Kampf trennen, kehrt Barry in die S.T.A.R. Labs zurück und berichtet dem Team von dem Aufeinandertreffen. Dies bringt Cisco auf die Idee, Barrys Erinnerungsfähigkeit einzuschränken, um Savitar die Erinnerungen von Barrys weiterem Vorgehen zu nehmen. Barry willigt ein, doch das dafür angewandte elektromagnetische Verfahren bewirkt eine gänzliche Amnesie, weshalb er das Team noch einmal kennenlernen muss. Später schafft es Barry zudem nicht, als Zeuge bei einer Anhörung eine Aussage gegen den Verbrecher Heat Monger zu treffen, wodurch der Richter die Aufnahme des Prozesses ablehnt. Die Amnesie wirkt sich auch auf Savitar aus, sodass er Killer Frost nicht wiedererkennt und Wally rückwirkend seine Kräfte verliert. Killer Frost sucht daraufhin die S.T.A.R. Labs auf, um dabei zu helfen, Barry sein Gedächtnis zurückzugeben. Dieser entdeckt derweil seine Speedster-Kräfte neu und muss diese sogleich einsetzen, als Heat Monger ein Bürogebäude in Brand setzt. Da Barry vor Ort allerdings nicht weiß, wie er mit seinen Kräften den Brand löschen kann, aktiviert Cisco ein von Killer Frost entwickeltes Gerät, welches Barrys Gehirn über seinen Anzug elektrisch stimuliert und somit sein Gedächtnis zurückbringt. Um dieses aber zugänglich zu machen, bedarf es noch einer intensiven Erinnerung, die ihm Iris von ihrer ersten Begegnung liefert. Dadurch erhält auch Wally seine Kräfte zurück, mit dem Barry anschließend das Feuer löschen und Heat Monger festnehmen kann. Danach schlägt Killer Frost das Angebot des Teams aus, ihr zu helfen, und verlässt die S.T.A.R. Labs. Tracy stellt dem Team schließlich ihre im Beisein von H. R. entwickelte „Speed-Force-Bazooka“ vor, die Savitar in der Speed Force einsperren soll, jedoch riesige Mengen Energie benötigt. Eine außerirdische Energiequelle wird daraufhin in einem Raum gezeigt, in dem sich auch King Shark aufhält.                                                   |           |                               |                                    |                      |                                       |                     |                                                                          |                 |
| 68 | 22        | Bis dass der Tod uns scheidet | Infantino Street                   | 16. Mai 2017         | 17. Aug. 2017                         | Michael A. Allowitz | Grainne Godfree Idee: Andrew Kreisberg                                   | 2,48 Mio.       |
| Auf der Suche nach einer Energiequelle für die Speed-Force-Bazooka wird Cisco 24 Stunden vor Iris’ Tod bei A.R.G.U.S. fündig. Nachdem dessen Direktorin Lyla sich jedoch weigert, dem Team die von den Dominators stammende Energiequelle auszuhändigen, beschließt Barry, in das gegen Metakräfte geschützte A.R.G.U.S.-Gebäude einzubrechen, wofür er Leonard Snart von einer Legends-Mission mit ins Team holt. Auf Barrys Bitte bringen Joe und Wally derweil Iris an einen entfernten Ort, Erde-2, ohne Barry zu sagen, wohin. Um Barry und Snart Zutritt zum A.R.G.U.S.-Gebäude zu verschaffen, tarnt Cisco Barry mit einem Hologramm als Lyla, mit Snart als vermeintlichem Gefangenen. Der Plan gelingt und im Keller finden die beiden den Raum mit der Energiequelle, der allerdings hinter einer massiven Tür von King Shark bewacht wird. Snart schafft es, die Tür zu entriegeln, und verströmt mit seiner Frostkanone Kälte im Raum, durch die King Shark bewusstlos wird. Als Barry anschließend die Energiequelle entnimmt, löst dies einen Alarm aus und Barry muss Snart vor dem wiedererwachten King Shark retten, bevor sich die Tür hinter ihnen schließt. Vor dieser erwartet sie Lyla, die es sich anders überlegt hat und Barry die Energiequelle überlässt, woraufhin dieser Snart in seine Zeit zurückbringt. In den S.T.A.R. Labs fragt Barry schließlich nach Iris’ Aufenthaltsort, den H. R. ihm nennt, doch wie sich herausstellt, handelt es sich bei Barry um Savitar. Dieser gelangt nach Erde-2, wo Wally, Joe und Harry nicht verhindern können, dass Savitar Iris entführt. Während Barry die Bazooka mit der Energiequelle ausstattet, begibt sich Cisco nach einer Vision von Killer Frost auf die Suche nach ihr und findet sie in einem Waldstück, wo sie gegeneinander kämpfen. Barry sucht den Ort von Iris’ Ermordung aus der Zukunft auf, wo kurz darauf auch Savitar mit Iris erscheint. Mit der Bazooka greift Barry Savitar an, der diese jedoch mit dem Stein der Weisen abwehren kann. Danach kann Barry nichts weiteres ausrichten und muss mit ansehen, wie Savitar Iris mit seiner Klinge durchbohrt.                                     |           |                               |                                    |                      |                                       |                     |                                                                          |                 |
| 69 | 23        | Ziellinie                     | Finish Line                        | 23. Mai 2017         | 24. Aug. 2017                         | David McWhirter     | Aaron Helbing & Todd Helbing                                             | 3,04 Mio.       |
| Nachdem Savitar den Tatort mit der Speed-Force-Bazooka verlässt, entpuppt sich die von ihm getötete Person als H. R., der sich mit einem Hologramm als Iris getarnt hat, welche er zuvor befreit hatte. Dem Team wird bewusst, dass Savitar durch Iris’ Überleben nun nicht mehr von Barry erschaffen wird und somit bald aus der Zeit verschwindet. Savitar nimmt derweil Cisco gefangen, den er unter Androhung von Caitlins Tod anweist, die Bazooka so umzubauen, dass sie ihn durch ein Portal über die gesamte Zeit verteilen kann. Barry ruft schließlich Savitar herbei und bietet ihm an, friedlich weiterzuleben, doch als er ihm in den S.T.A.R. Labs nicht erklären kann, wie genau, erzeugt dieser mit dem Stein der Weisen eine Speed-Force-Explosion, die den Teilchenbeschleuniger zerstört. Zurück in seinem Versteck sieht Savitar, dass Cisco den Umbau der Bazooka abgeschlossen hat, und befiehlt Killer Frost, ihn zu töten, was die plötzlich auftauchende Gypsy verhindern kann. Während Gypsy mit Cisco zum Team zurückkehrt, öffnet Savitar ein Portal, aus dem ihm zunächst der Zombie-Speedster entgegenkommt, den er mit der Hilfe von Killer Frost vernichtet. Anschließend lässt er sich von ihr mit der Bazooka beschießen, die Cisco insgeheim jedoch so umgebaut hat, dass Jay Garrick durch sie aus der Speed Force entkommen kann. Das restliche Team erscheint ebenfalls und es entsteht ein Kampf mit Savitar, bei dem sich Killer Frost auf die Seite des Teams schlägt. Am Ende gelingt es Barry, Savitar aus seiner Metallrüstung heraus- und sich selbst hineinzuphasen und die Rüstung zu sprengen. Einen Überraschungsangriff Savitars stoppt Iris mit einem Pistolenschuss, woraufhin dieser sich auflöst. Cisco überlässt Killer Frost ein von ihrer Mutter entwickeltes Gegenmittel für ihre Metakräfte, das sie später aber auf H. R.s Beerdigung wieder zurückgibt. Als anschließend wegen Garricks Austritt aus der Speed Force ein Blitzgewitter über Central City hereinbricht, entscheidet sich Barry, selbst den Platz einzunehmen, und betritt von einer Erscheinung seiner Mutter begleitet die Speed Force.                          |           |                               |                                    |                      |                                       |                     |                                                                          |                 |

## Staffel 4
Die Erstausstrahlung der vierten Staffel war vom 10. Oktober 2017 bis zum 22. Mai 2018 auf dem US-amerikanischen Sender The CW zu sehen. Die deutschsprachige Erstausstrahlung sendete der deutsche Pay-TV-Sender ProSieben Fun vom 3. Mai bis zum 27. September 2018.
| Nr. (ges.) | Nr. (St.) | Deutscher Titel                           | Originaltitel                | Erstausstrahlung USA | Deutschsprachige Erstausstrahlung (D) | Regie                | Drehbuch                                              | Zuschauer (USA) |
| --- | --------- | ----------------------------------------- | ---------------------------- | -------------------- | ------------------------------------- | -------------------- | ----------------------------------------------------- | --------------- |
| 70 | 1         | Flash kehrt zurück                        | The Flash Reborn             | 10. Okt. 2017        | 3. Mai 2018                           | Glen Winter          | Todd Helbing & Eric Wallace Idee: Andrew Kreisberg    | 2,84 Mio.       |
| Nach Barrys Verschwinden haben Cisco und Wally unter der Führung von Iris und mit der Hilfe von Joe die Verbrechensbekämpfung in Central City übernommen. Eines Abends sorgt ein mit elektronischen Flügeln ausgestatteter, maskierter Samurai in der Stadt für Unruhe und verlangt nach Flash. Er droht damit, andernfalls am nächsten Tag die Stadt zu zerstören, und erzeugt zur Warnung mit seinem Schwert eine massive Druckwelle. Cisco offenbart dem Team, dass er seit Barrys Abgang daran geforscht hat, die Speed Force ohne die Anwesenheit eines Speedsters zu stabilisieren. Mit der Hilfe von Caitlin, die einen Job als Barkeeperin angenommen hat, führt er einen Versuch durch, bei dem sie eine mit Barrys DNA aufgeladene Quark-Kugel mit der Speed-Force-Bazooka beschießen, in der Hoffnung, dass die Kugel Barrys Platz in der Speed Force einnimmt und Barry durch das entstehende Portal entkommen kann. Nachdem Barry zunächst nicht erscheint, erfahren sie später durch einen Anruf von Cecile, dass Barry in einer entfernten Stadt gefunden und nach Central City ins Polizeirevier gebracht wurde. Das Team sucht Barry auf, der sich in einem geistig verwirrten Zustand zeigt, was Caitlin in den S.T.A.R. Labs auf eine Schizophasie zurückführt. Als der Samurai wieder in der Stadt auftaucht, lässt Iris sich freiwillig von ihm mitnehmen, um Flash anzulocken. Indem Joe verzweifelt auf Barry einredet, schafft er es, ihn zur Besinnung zu bringen, sodass Barry die Verfolgung des Samurais aufnimmt. Es gelingt ihm, den Samurai aufzuhalten und Iris zu retten, woraufhin sich der Samurai unter der Maske als Roboter entpuppt. In den S.T.A.R. Labs erklärt Barry, dass er keine Erinnerung an die Zeit nach seinem Eintritt in die Speed Force hat. Als Caitlin daran gehindert wird, ihren Job in der Bar zu kündigen, wendet sie ihre Eiskräfte an und verwandelt sich kurzzeitig in Killer Frost. An einem geheimen Ort stellt ein in einem High-Tech-Sessel sitzender, hochintelligenter Mann, an dessen Kopf Kabel angeschlossen sind, zufrieden fest, dass der Samurai seinen Zweck erfüllt hat, Flash zurückzuholen.                        |           |                                           |                              |                      |                                       |                      |                                                       |                 |
| 71 | 2         | Antikörper                                | Mixed Signals                | 17. Okt. 2017        | 10. Mai 2018                          | Alexandra La Roche   | Jonathan Butler & Gabriel Garza                       | 2,54 Mio.       |
| Die Polizei untersucht einen Todesfall, bei dem der Milliardär Kurt Weaver in einem gehackten Fahrstuhl zu Tode gekommen ist. In den S.T.A.R. Labs stellt Cisco Barry seinen neuen Anzug vor, in den er allerlei neue Technik eingebaut hat. Nachdem Barry einen weiteren Milliardär, Tim Kwon, aus dessen außer Kontrolle geratenem Auto retten muss, entdeckt Cisco im Programm des Fahrzeugs denselben Hacker-Code wie beim Fahrstuhl. In der Hoffnung auf eine bessere Kommunikation untereinander überredet Iris Barry auf Caitlins Vorschlag zu einer Paartherapie. Als im Polizeirevier ein ferngesteuerter Roboter in der Nähe von Kwon eine Handgranate aus der Waffenkammer zündet, eilt Barry herbei und entschärft diese. Cisco hat in der Zwischenzeit herausgefunden, dass Weaver und Kwon zusammen mit Sheila Agnani und Ramsey Deacon eine App entwickelt haben, durch deren Verkauf jedoch nur die ersten drei reich geworden sind. Das Team erkennt, dass Deacon sich mit seinen Hacker-Metakräften an den anderen rächen will, und lässt Joe und Wally Agnanis Haus überwachen. Dort taucht schließlich Kwon auf, der Agnani warnen will, und dann Deacon, der Agnani über deren elektronisch gesteuerte Insulinpumpe einen Insulinschock verpasst. Danach entführt er Kwon, während Wally und Joe Agnani mit einer Glucose-Injektion retten. Als Deacon in einem Livestream ein erzwungenes Geständnis von Kwon über den Diebstahl der App-Idee überträgt, kann Cisco dessen Standort zurückverfolgen, sodass Barry und Wally Kwon befreien können. Aufgrund der neuen Technik in Barrys Anzug kann Deacon jedoch die Kontrolle über diesen übernehmen und Wally damit außer Gefecht setzen. Auf Iris’ Tipp schafft Barry es, einen Blitz auf sich selbst zu werfen, sodass es zum Kurzschluss im Anzug kommt. So kann er Deacon einen von Cisco und Caitlin entwickelten Antikörper-Code verabreichen, der dessen Kräfte blockiert. Deacon landet im Gefängnis, wo er Barry und Joe mitteilt, dass er nicht der einzige ist, der Metakräfte unabhängig von der Teilchenbeschleunigerexplosion erhalten hat.                                                                 |           |                                           |                              |                      |                                       |                      |                                                       |                 |
| 72 | 3         | Des einen Glück, des anderen Leid         | Luck Be a Lady               | 24. Okt. 2017        | 17. Mai 2018                          | Armen V. Kevorkian   | Sam Chalsen & Judalina Neira                          | 2,62 Mio.       |
| Harry von Erde-2 erscheint durch ein Portal in den S.T.A.R. Labs und überbringt Wally die Nachricht, dass Jesse mit ihm Schluss macht. Beim Versuch, einen Banküberfall zu stoppen, rutscht Barry bei der Verfolgung der Täterin auf einer Schar von Murmeln aus. Das Team entdeckt, dass es sich bei der Diebin um das Metawesen Becky Sharpe handelt, deren Kraft im Glück bei sich bzw. Pech bei anderen besteht. Um herauszufinden, woher Becky ihre Kräfte hat, suchen Cisco und Harry nach dunkler Materie, was sie zu einer Kreuzung führt, die Barry von seinem Austritt aus der Speed Force wiedererkennt. Da an dieser Stelle regelmäßig ein Bus vorbeifährt, schlussfolgert das Team, dass dessen Insassen damals allesamt Metakräfte erhalten haben. Während dem Team im Folgenden allerlei Missgeschicke widerfahren, lokalisiert Cisco Becky im Café, wo Barry sie mit ihren Kräften konfrontiert. Becky sieht ihr Glück als gerechte Fügung des Schicksals, da ihr Leben zuvor von sehr viel Pech geprägt war. Mit dem Wissen, dass ihr Glück sie davor bewahren würde, gefasst zu werden, lässt Barry sie gehen. Als sich in der Umgebung die Unglücksfälle häufen, erkennt das Team, dass Beckys Glück gerade extrem stark wirkt, und findet sie im Casino. Nachdem Barry es nicht schafft, sich ihr zu nähern, aktiviert sich in den S.T.A.R. Labs der Teilchenbeschleuniger und droht zu explodieren. Auf eine Idee von Harry lässt das Team die Explosion zu, was wie erhofft dazu führt, dass die ausgestoßene Welle dunkler Materie Beckys Kräfte umkehrt. Da Jesse ohne ihren Vater Verbrechen bekämpfen möchte, nimmt Harry Ciscos Angebot an, auf Erde-1 zu bleiben. Das Team findet heraus, dass in dem von dunkler Materie getroffenen Bus zwölf Menschen saßen, von denen Deacon und Becky nun im Gefängnis sitzen. Nach der Trennung von Jesse möchte Wally sich eine Auszeit nehmen und verabschiedet sich vom Team. Wie sich zeigt, beobachtet der Mann im Sessel das S.T.A.R.-Labs-Team heimlich über eine Kamera im Kopf des Samurai-Roboters. Cecile teilt Joe schließlich mit, dass sie schwanger ist.                                                        |           |                                           |                              |                      |                                       |                      |                                                       |                 |
| 73 | 4         | In die Länge gezogen                      | Elongated Journey Into Night | 31. Okt. 2017        | 24. Mai 2018                          | Tom Cavanagh         | Sterling Gates & Thomas Pound                         | 1,99 Mio.       |
| Aufgrund seiner Beziehung mit Gypsy erhält Cisco Besuch von deren Vater Breacher, einem grimmigen Kopfgeldjäger mit den gleichen Kräften wie Gypsy. Auf der Suche nach weiteren Businsassen stößt das Team auf Ralph Dibny, einen ehemaligen Polizisten, der einst wegen des von Barry aufgedeckten Fälschens von Beweisen seinen Job verloren hat. Als Barry und Joe ihn aufsuchen, wird der mittlerweile als Privatdetektiv tätige Ralph von zwei Gaunern von einem Dach gehängt, wobei sich Ralphs Beine unnatürlich lang ausdehnen. In den S.T.A.R. Labs erklärt Caitlin, dass sie für die Stabilisation von Ralphs Metakraft DNA von ihm vor dem Erhalt seiner Kräfte benötigt. Dafür begibt sich Barry mit Iris in Ralphs Büro, wo sie beinahe von einer Sprengfalle erfasst werden. Breacher teilt Cisco mit, dass er ihn für die nächsten 24 Stunden jagen wird, die er überstehen muss, um die Erlaubnis für Gypsy zu bekommen. Da auf Ralphs Handy mehrere Telefonate mit dem Bürgermeister Anthony Bellows verzeichnet sind, befragen Barry und Joe diesen und erfahren von ihm, dass Ralph ihn mit Beweisen von einem Seitensprung erpresst. Am Abend werden Barry und Joe von den zwei von Bellows beauftragten Gaunern aufgesucht, die versuchen, sie zu töten, was Barry verhindern kann. Bellows trifft sich derweil mit Ralph, der eingesehen hat, dass sein Handeln falsch ist und Bellows die Beweise zurückgibt. Nachdem dieser ihn dennoch erschießen will, was an Ralphs Metakraft scheitert, erscheinen Barry, Joe und auch Breacher, der Ralph für einen Feind von Erde-19 hält. Die Verwirrung nutzt Bellows, um Joe im Helikopter zu entführen, woraufhin Ralph auf Barrys Anweisung seinen Arm bis zum Helikopter streckt, sodass Barry Joe retten kann. Joe informiert das Team über Ceciles Schwangerschaft und Breacher akzeptiert nach Ablauf der 24 Stunden Cisco als Gypsys Freund. Barry bietet Ralph einen Platz im Team an und dieser offenbart Barry, dass ihn ein Mann namens DeVoe wegen des Bürgermeisters kontaktiert hatte, ein Name, den Barry bereits von Abra Kadabra und Savitar kennt.                                                            |           |                                           |                              |                      |                                       |                      |                                                       |                 |
| 74 | 5         | Mädelsabend                               | Girls Night Out              | 7. Nov. 2017         | 31. Mai 2018                          | Laura Belsey         | Lauren Certo & Kristen Kim                            | 2,38 Mio.       |
| Während Iris mit Felicity, Caitlin und Cecile in einem Restaurant ihre Bachelorette Party feiert, verbringt Barry seinen Junggesellenabschied mit Cisco, Joe und Harry in Joes Haus. Ralph erscheint und bemängelt die Langeweile der Party, woraufhin er die anderen überredet, ihm zu einem Club zu folgen, der sich als Stripclub herausstellt. Im Restaurant wird Caitlin von Norvok, dem Handlanger ihrer ehemaligen Vorgesetzten Amunet Black, aufgesucht und aufgefordert zurückzukommen. Nachdem Caitlin sich weigert und Norvok sie mit einem Tentakel aus seinem Auge angreift, verwandelt sie sich in Killer Frost und schlägt ihn in die Flucht. Danach begibt sie sich, gefolgt von Iris, Felicity und Cecile, in Amunets Club, wo diese ihr das gefangene Metawesen Weeper zeigt, dessen Tränen eine psychotrope Wirkung besitzen, die sie als Drogen verkauft. Als Killer Frost Amunets Angebot zur Zusammenarbeit ausschlägt und ein Kampf droht, schreitet Iris ein und kann die beiden besänftigen. Im Stripclub sieht Joe derweil Ceciles Tochter Joanie beim Auftritt als Stripperin, was diese im darauffolgenden Gespräch mit Joe als Erfahrung für ihren feministischen Aktivismus rechtfertigt. Beim Versuch, die Stadt zu verlassen, wird Killer Frost von Amunet aufgehalten, die sie mit ihrer Kraft, Metall zu manipulieren, niederschlägt, sodass Caitlin fliehen muss. Im Stripclub hat Ralph unterdessen eine Schlägerei angezettelt, weshalb er die Nacht mit dem Rest der Gruppe in einer Zelle verbringen muss. Um Weeper zu befreien, lokalisiert Felicity über den Satelliten Amunet in einem Stahlwerk, wo diese Weeper an einen Geschäftspartner verkaufen will. Vor Ort werden Felicity und Iris entdeckt, doch dann erscheint Caitlin, die Amunet als Killer Frost Einhalt gebieten kann, indem Cecile einen Magneten aktiviert, der Amunets Metallsplitter anzieht. Amunet flieht und die Gruppe um Iris befreit Weeper, der allerdings sofort wegrennt. In den S.T.A.R. Labs verwandelt sich Caitlin zurück und Iris fragt sie, ob sie ihre Trauzeugin werden möchte. Der intelligente Mann, dessen Sessel fliegen kann, fängt Weeper schließlich ein. |           |                                           |                              |                      |                                       |                      |                                                       |                 |
| 75 | 6         | Immer Ärger mit den Harrys                | When Harry Met Harry …       | 14. Nov. 2017        | 7. Juni 2018                          | Brent Crowell        | Jonathan Butler & Gabriel Garza                       | 2,46 Mio.       |
| Barry und Joe untersuchen den Tod eines Auktionators, der zerfleischt wurde, und finden dessen Blutspuren an einer in der Nähe stehenden Jaguarstatue. Auf der Suche nach „DeVoe“ greift Harry auf die Hilfe der Harrison Wells anderer Erden zurück: Wolfgang Wells, einem pedantischen deutschen Wissenschaftler, H. Lothario Wells, einem Playboy, und Wells 2.0, einem Cyborg. Durch eine Analyse des Gesteins der Statue findet Caitlin heraus, dass die hier angewandte Metakraft darin besteht, unbelebte Dinge lebendig zu machen. Das Team entdeckt außerdem, dass dem Auktionator bei dem Mord ein Koffer mit einer indianischen Bison-Halskette gestohlen wurde, von der es zwei weitere Teile gibt. Eines davon will das Metawesen gerade einem Sammler abnehmen, wofür sie eine Ritterrüstung zum Leben erweckt. Barry und Ralph eilen herbei und retten den Sammler, müssen das Metawesen aber mit dem Teil der Kette fliehen lassen. In den S.T.A.R. Labs identifiziert das Team das Metawesen als Mina Chaytan, eine Sioux-Angehörige, die nun das dritte Teil der Kette im Visier hat, welches gerade umgelagert wird. Der Transport wird von Chaytan gestoppt, die die Nachbildung eines Steinzeitmenschen aus dem Transport lebendig werden lässt. Barry und Ralph gelingt es, Chaytan zu fassen, auch wenn durch Ralphs Nachlässigkeit ein Mädchen verletzt wird. Auf dem Polizeirevier lässt sich Chaytan jedoch von einer Testpuppe für Polizeiausrüstung aus ihrer Zelle befreien. Da die Kette mittlerweile zusammengefügt in ein Museum gebracht wurde, suchen Barry und Ralph dieses auf und treffen auf Chaytan, die ein Dinosaurierskelett zum Leben erweckt. Mit seinen elastischen Fähigkeiten kann Ralph dieses stoppen und einen Wachmann retten, während Barry Chaytan festnimmt. Trotz einiger Schwierigkeiten ist es Harry derweil gelungen, mit seinen Doppelgängern einen „Clifford DeVoe“ ausfindig zu machen. Als Barry und Joe dessen Haus aufsuchen, öffnet ihnen seine Assistentin, die sich als seine Frau vorstellt, und DeVoe erscheint in einem normalen Rollstuhl und ohne Kabel im Kopf.                                                         |           |                                           |                              |                      |                                       |                      |                                                       |                 |
| 76 | 7         | Der Preis der Allwissenheit               | Therefore I Am               | 21. Nov. 2017        | 14. Juni 2018                         | David McWhirter      | Eric Wallace & Thomas Pound                           | 2,20 Mio.       |
| Rückblicke zeigen, wie DeVoe sich als Geschichtsprofessor vor vier Jahren in seinem Streben nach mehr Wissen von seiner Frau Marlize, einer genialen Physikerin, eine „Denkkappe“ bauen lässt, die jedoch hohe Mengen Energie benötigt. Dafür sucht DeVoe Wells’ Teilchenbeschleuniger am Abend der Eröffnung auf, nach dessen Explosion DeVoe zwar unbegrenztes Wissen erhält, aber auch an ALS zu leiden beginnt. Marlize entwickelt ihm daraufhin einen technologisch fortgeschrittenen Sessel, der den Verfall seines Körpers verlangsamt. In der Gegenwart zeigen sich DeVoe und seine Frau Marlize als freundliche Gastgeber gegenüber Barry und Joe und geben sich auf ihre Fragen zu den Vorfällen mit den Metawesen unwissend. Da Barry dennoch Skepsis hegt, besucht er DeVoe später an der Central City University, wo dieser erneut seine Unschuld beteuert. Barry greift sich heimlich eine Tasse von ihm und lässt sie von Caitlin in den S.T.A.R. Labs untersuchen. Die DNA-Analyse ergibt, dass DeVoe kein Metawesen ist, und auch Cisco sieht bei einem Vibe der Tasse keine verräterische Aktivität DeVoes. Obwohl auch der Rest des Teams nichts Verdächtiges über DeVoe herausfinden konnte, bleibt Barry misstrauisch. Trotz einer Beschwerde der DeVoes bei der Polizei und einer Ermahnung des Polizeicaptains steigt Barry in der Nacht in das Haus der DeVoes ein, um Hinweise zu finden. Nachdem er dabei keinen Erfolg hat, legt Marlize dem Captain am nächsten Tag Kameraaufnahmen von Barrys Einbruch vor und dieser suspendiert Barry. Dies hält ihn allerdings nicht davon ab, DeVoe noch einmal in der Universität aufzusuchen und zur Rede zu stellen. Diesmal gibt DeVoe zu, über einen allumfassenden Verstand zu verfügen, durch den er alles vorausberechnen kann, weshalb er sich nun auch ohne Befürchtung Barry zu erkennen gibt. Dieser erzählt dem Team davon, woraufhin Cisco DeVoe den Namen „Thinker“ gibt. Wally kehrt schließlich zurück, während sich DeVoe in seinem Versteck wieder an seine Maschine anschließt und Barry und Iris über eine Kamera in ihrer Wohnung beobachtet.                                                             |           |                                           |                              |                      |                                       |                      |                                                       |                 |
| 77 | 8         | Krise auf Erde X                          | Crisis on Earth-X            | 28. Nov. 2017        | 21. Juni 2018                         | Dermott Downs        | Todd Helbing Idee: Andrew Kreisberg & Marc Guggenheim | 2,82 Mio.       |
| Nach ihrer Gefangennahme durch die Nazis von Erde-X wurden Barry, Oliver, Sara, Jackson, Dr. Stein und Karas Schwester Alex in ein Konzentrationslager auf Erde-X gesperrt, wo ihre Kräfte mit Arm- und Halsbändern blockiert werden. Als der SS-Sturmbannführer Quentin Lance sie zusammen mit dem Häftling Ray Terrill erschießen lassen will, werden sie von Leonard Snart mit dessen Kältepistole gerettet, der sie mit seinem Freund Ray zur Basis des Widerstands bringt. Auf Erde-1 wurden alle Teammitglieder Barrys und Olivers außer Iris und Felicity, die sich verstecken konnten, von den von Oliver-X angeführten Nazis in die Zellen des Teilchenbeschleunigers gesperrt. Die gefesselte Kara wird für die Transplantation ihres Herzens, das die böse, herzkranke Kara-X heilen soll, unter der Aufsicht von Eobard Thawne mit rotem Prisma-Sonnenlicht geschwächt. Auf Erde-X will der Anführer des Widerstands, Winn Schott, eine Einrichtung der Nazis in die Luft sprengen, in der sich jedoch ein Portal befindet, das das Team zur Rückkehr auf Erde-1 nutzen will. Um den im Eingang der Einrichtung liegenden Metakräfte-Blocker auszuschalten, gibt Oliver sich als Oliver-X aus und verschafft sich so Zutritt zum Kontrollraum. Nachdem Oliver sieht, wie die Nazis ihr eigenes Zeitschiff, die „Wellenreiter“, durch das Portal nach Erde-1 schicken, wird er von Lance als Doppelgänger entlarvt und muss all die anwesenden Nazis im Kampf ausschalten. In den S.T.A.R. Labs ist es Felicity mit der Hilfe von Iris gelungen, die Stromversorgung lahmzulegen und zu verschlüsseln, sodass die für die Transplantation notwendigen Geräte ausfallen. Danach werden sie allerdings entdeckt und Felicity wird von Thawne gezwungen, die Stromversorgung wiederherzustellen. Als Schott schließlich den fliegenden Androiden Red Tornado losschickt, um die Einrichtung zu zerstören, versuchen Barry und Ray, der Lichtstrahlen verschießen kann, diesen aufzuhalten. Im Portalraum entsteht derweil ein Kampf zwischen dem Team und den Nazis, in dem Stein beim Versuch, das Portal zu aktivieren, angeschossen wird.                                             |           |                                           |                              |                      |                                       |                      |                                                       |                 |
| 78 | 9         | Flash in der Falle                        | Don’t Run                    | 5. Dez. 2017         | 28. Juni 2018                         | Stefan Pleszczynski  | Sam Chalsen & Judalina Neira                          | 2,22 Mio.       |
| Während Caitlin bei einem Gespräch mit Harry im Café von Amunet Black entführt wird, werden Barry und Iris auf der Straße von DeVoe angegriffen, dem es gelingt, Barry gefangen zu nehmen. Amunet verpasst Caitlin einen Metakräfte-Blocker und bringt sie in ein verlassenes Krankenhaus, wo sie dem Telepathen Dominic Lanse einen Metallsplitter aus dem Hals entfernen soll. Nachdem DeVoe Barry in sein Geheimversteck sperrt, suchen Joe und Harry DeVoes Haus auf, können bei der Durchsuchung aber nichts finden. Nach einem gescheiterten Fluchtversuch und einer Drohung von Amunet sucht Caitlin sich die notwendige medizinische Ausrüstung zusammen und entfernt Dominic den Metallsplitter. Dabei lässt sie ein Anästhetikum verströmen, vor dem sie und Dominic durch eine Maske geschützt sind, während Amunet und ihre Handlanger ohnmächtig werden. Da der S.T.A.R.-Labs-Satellit nicht gleichzeitig nach Barrys Speed-Force-Signatur und Caitlins kryokinetischer Energie suchen kann, entscheidet sich Iris, Caitlin zu orten, da sie Barry eher zutraut, allein zurechtkommen. Cisco öffnet ein Portal zu Caitlin und rettet sie und Dominic zusammen mit Ralph vor der wiedererwachten Amunet. Indem er sich für das menschliche Auge unsichtbar schnell vibrieren lässt, bringt Barry DeVoe dazu, die Zelle zu öffnen, sodass Barry entfliehen kann. Als er DeVoe jedoch ergreifen will, teleportiert dieser sich per Knopfdruck in den Himmel, wo er mit Barry ringt. Dabei schafft es Barry, den Antrieb von DeVoes Stuhl so zu beschädigen, dass dieser in den Fluss stürzt. Später feiert das Team bei Joe Weihnachten, zu dem Caitlin auch Dominic eingeladen hat. Nach einer Alarmmeldung in seiner Wohnung eilt Barry dorthin und erhält einen Anruf von Dominic, der sich als DeVoe entpuppt. Wie sich herausstellt, hat dieser mit speziellen von seiner Frau entwickelten Greifarmen seinen Verstand in Dominics Körper übertragen. Anschließend findet Barry die Leiche des alten DeVoe mit einem blutigen Messer, kurz bevor Spezialkräfte der Polizei die Wohnung stürmen und Barry festnehmen.                                                              |           |                                           |                              |                      |                                       |                      |                                                       |                 |
| 79 | 10        | Unter Mordverdacht                        | The Trial of The Flash       | 16. Jan. 2018        | 5. Juli 2018                          | Philip Chipera       | Lauren Certo & Kristen Kim                            | 2,51 Mio.       |
| Trotz der erdrückenden Beweislage für den Mord an DeVoe möchte Barry an der Wahrheit festhalten und seine Schuld nicht zugeben. Im Gerichtsprozess, in dem Cecile ihn verteidigt, zählt Staatsanwalt Slater die Indizien auf, die für Barry als Täter sprechen, darunter seine vorangegangene Verfolgung DeVoes. Um Barry zu helfen, bittet Joe Ralph um seine Fähigkeiten als Privatdetektiv, woraufhin dieser Marlize und DeVoe (im Körper von Dominic) bei einem Kuss fotografiert. Im Gespräch mit Cecile weigert Barry sich, einen Deal mit Slater auszuhandeln oder auf Unzurechnungsfähigkeit zu plädieren. In den S.T.A.R. Labs untersucht das restliche Team einen Fall, bei dem mehrere Anwesende in einer Bank ohnmächtig wurden, was, wie Caitlin herausfindet, an einem radioaktiven Metawesen lag. Während der Befragung von Marlize im Gerichtssaal überreicht Ralph Cecile die Fotos von ihrem Kuss mit Dominic, welche Cecile daraufhin den Geschworenen präsentiert. Marlize rechtfertigt die Fotos mit der Behauptung, DeVoe hätte sein Einverständnis für das Verhältnis mit Dominic gegeben. Da sie keine andere Möglichkeit sieht, Barrys Unschuld zu beweisen, möchte Iris dem Gericht dessen Geheimidentität offenbaren. Bevor sie dazu kommt, versetzt Barry sich und Iris jedoch in einen Zustand der Hochgeschwindigkeit, in dem er sie überzeugt, es nicht zu tun. Als Joe plant, Teppichfasern aus Barrys Wohnung als Beweisstück an Marlize’ Schuhen zu befestigen, hält Ralph ihn davon ab, indem er ihn an seine eigene leidvolle Erfahrung mit Beweisfälschung erinnert. Mitten in der Stadt steigert sich die Strahlung des radioaktiven Metawesens, Neil Borman, schließlich so sehr, dass das Team Barry um Hilfe ruft. Dieser verlässt notgedrungen den Gerichtssaal und grenzt Bormans Strahlung mit einem Geschwindigkeitswall ein. Da jedoch eine nukleare Explosion droht, erschafft Cisco auf Harrys Vorschlag ein Portal, durch das die Strahlung auf eine tote Erde entweicht. Nachdem die Geschworenen Barry für schuldig befinden, wird er zu lebenslanger Haft verurteilt und landet im Iron-Heights-Gefängnis.                                   |           |                                           |                              |                      |                                       |                      |                                                       |                 |
| 80 | 11        | Superheld in Vertretung                   | The Elongated Knight Rises   | 23. Jan. 2018        | 12. Juli 2018                         | Alexandra La Roche   | Sterling Gates & Thomas Pound                         | 2,12 Mio.       |
| Während Barry im Gefängnis sitzt, wo Iris ihm bei einem Besuch versichert, dass das Team daran arbeitet, seine Unschuld zu beweisen, übernimmt Ralph die Verbrechensbekämpfung in der Stadt. Nachdem Axel Walker von seiner als Krankenschwester verkleideten Mutter, Zoey Clark, aus dem Gefängnis befreit wird, kehrt er in seine Rolle als Trickster zurück und filmt sich dabei, wie er explosive Flummis durch die Gegend wirft. Dies ruft Ralph auf den Plan, der von Walker jedoch mit ätzender Säure am Knie getroffen wird und fliehen muss. Im Gefängnis wird Barry vom Mithäftling „Big Sir“ vor anderen gewaltbereiten Insassen bewahrt, womit dieser sich dafür revanchiert, dass Barrys Vater ihm während dessen Haft einmal das Leben rettete. Später schreitet Barry ein, als Big Sir Opfer eines Gruppenangriffs wird, und wehrt die Angreifer mithilfe seiner Kräfte ab. Walker und Clark übertragen schließlich ein Video, in dem sie damit drohen, zwei Gefangene zu töten, um Ralph anzulocken. Diesen hat seine Verletzung am Knie jedoch so sehr entmutigt, dass er nicht gegen Trickster antreten, sondern stattdessen Barry befreien will. Mit seinen Fähigkeiten verschafft Ralph sich Zutritt zu Barrys Zelle, doch dieser weigert sich zur Flucht und spricht Ralph Mut im Kampf gegen Trickster zu. Cisco konnte durch das Videosignal Walkers und Clarks Aufenthaltsort lokalisieren und begibt sich mit Killer Frost und Harry dorthin. Cisco und Killer Frost laufen allerdings in eine Falle von Walker und Clark und werden gefangen genommen. Von Barrys Worten motiviert kommt Ralph in einem von Cisco neu entwickelten Anzug nach und setzt Walker außer Gefecht. Als Clark daraufhin eine auf Cisco und Caitlin gerichtete Säuredusche aktiviert, spannt Ralph schützend seinen Körper über die beiden, und da es Harry gelungen ist, die Säure zu neutralisieren, bleibt Ralph unverletzt. Nach seinem Einsatz wird Ralph in der Öffentlichkeit als „Elongated Man“ gefeiert. Cisco und Ralph werden im Café schließlich von einer nervösen jungen Frau angesprochen, die anschließend fremde Schriftzeichen in ihr Tagebuch schreibt.                   |           |                                           |                              |                      |                                       |                      |                                                       |                 |
| 81 | 12        | Liebling, ich habe Team Flash geschrumpft | Honey, I Shrunk Team Flash   | 30. Jan. 2018        | 19. Juli 2018                         | Chris Peppe          | Sam Chalsen & Judalina Neira                          | 2,60 Mio.       |
| Als Cecile bemerkt, dass sie Gedanken lesen kann, ergibt eine Untersuchung in den S.T.A.R. Labs, dass die Schwangerschaft vorübergehend versteckte dunkle Materie in ihrem Körper freigesetzt hat. Im Gefängnis erfährt Barry, dass Big Sir fälschlicherweise für den Mord an einem Mercury-Labs-Wachmann verurteilt wurde, woraufhin er sein Team bittet, nach dem wahren Täter zu suchen. Nachdem bei der Einweihung ein neues Forschungsgebäude von Kord Industries plötzlich verschwindet, entdecken Cisco und Joe in den Aufnahmen einer nahegelegenen Überwachungskamera, wie ein Mann ein Auto aus dem Nichts erscheinen lässt. Dessen Kennzeichen führt das Team zu dem wegen Einbrüchen vorbestraften Sylbert Rundine, der bei einem Besuch von Joe, Cisco und Ralph die Flucht ergreift und dabei mit seiner Metakraft Cisco und Ralph auf Miniaturgröße schrumpft. Nachdem klar wird, dass es sich bei Rundine ebenfalls um ein Metawesen aus dem Bus handelt, vermutet das Team hinter diesem aufgrund seiner Ähnlichkeit zu Big Sir den Mörder an dem Wachmann. Mithilfe einer Zwergstern-Legierung passt Harry die Bazooka an, um Ciscos und Ralphs normale Größe wiederherzustellen. Der Versuch schlägt fehl und destabilisiert Ciscos und Ralphs Zellen, wodurch ihnen in zehn Stunden der Tod droht. Das Team kann Rundine an einem Flugplatz lokalisieren, wo es Harry gelingt, Cisco und Ralph in die Schussbahn von Rundines Kräften zu halten, was diese wieder normal groß werden lässt. Iris setzt Rundine mit einer Halsfessel fest, doch auf die Frage nach dem Wachmann-Mord verweigert Rundine ein Geständnis. Da Big Sirs Unschuld damit nicht bewiesen werden kann, nutzt Barry seine Kraft, um ihn an einen Ort in China zu bringen, von dem dieser vorher geschwärmt hatte. Der Gefängnisdirektor Gregory Wolfe offenbart Barry schließlich, dass eine geheime Kamera ihn als Flash aufgezeichnet hat, kurz bevor Barry durch Betäubungsmittel ohnmächtig wird. Anschließend wird er in eine separate Metawesen-Zelle gebracht, worüber Wolfe Amunet Black informiert.                                                                                           |           |                                           |                              |                      |                                       |                      |                                                       |                 |
| 82 | 13        | Flucht aus Iron Heights                   | True Colors                  | 6. Feb. 2018         | 26. Juli 2018                         | Tara Nicole Weyr     | Jonathan Butler & Gabriel Garza                       | 2,28 Mio.       |
| Wolfe zeigt Amunet seine gefangenen Metawesen, zu denen neben Barry auch Becky Sharpe, Ramsey Deacon, Mina Chaytan und Sylbert Rundine zählen, die Amunet allesamt verkaufen will. Bei einem Gefängnisbesuch erfährt Cecile durch das Lesen von Wolfes Gedanken, was dieser mit Barry plant. Nachdem das Team feststellt, dass Ralphs Kraft ihm auch das Gestaltwandeln ermöglicht, wollen sie Ralph mit dem Aussehen von Wolfe zu Amunet schicken, damit er die Aushändigung der Metawesen absagt. Barry gelingt es derweil, sein Zellenschloss mit Batteriesäure aufzubrechen, womit er auch die anderen Metawesen befreit. Anschließend tritt die Gruppe die Flucht über die Kanalisation an. In der Gestalt von Wolfe sucht Ralph Norvok auf, der ihn zu Amunet bringt. Vor dieser kann Ralph jedoch nicht mehr Wolfes Form halten, weshalb er die Flucht ergreift. Das Team sieht keine andere Möglichkeit, als Barry selbst zu befreien, wogegen sich der deprimierte Ralph aber sträubt. Die Gruppe um Barry gelangt schließlich an die Oberfläche in einen alten Gefängnishof, wo sie ihre Kräfte zurückerhalten, allerdings auch auf Wolfe treffen. Dieser verpasst Barry eine kräftedämpfende Fußfessel und teilt den anderen mit, dass es sich bei diesem um Flash handelt. Als Deacon, Chaytan und Rundine Barry daraufhin angreifen wollen, stellt sich Becky ihnen in den Weg und beschützt Barry mit ihrem Glück. Im Anschluss taucht DeVoe durch ein Portal auf und absorbiert, wie schon bei Dominic, mit Greifarmen Deacons, Chaytans und Rundines Kräfte. Danach überträgt er seinen Geist in Beckys Körper und tötet Wolfe mit einem Greifarm, was die zuschauende Marlize schockiert. Barry kehrt freiwillig in seine Zelle zurück, da er nicht als Flüchtiger leben will. Auf Ralphs Idee geht Cecile gegen Barrys Urteil in Berufung, während Ralph in Gestalt von DeVoe im Gerichtssaal erscheint. Der Richter revidiert sein Urteil und Barry wird entlassen. In DeVoes Versteck hegt Marlize allmählich Zweifel am Vorgehen ihres Mannes, der sie – im Körper von Becky – mit Weepers psychotropen Tränen glücklich stellt.                                            |           |                                           |                              |                      |                                       |                      |                                                       |                 |
| 83 | 14        | Meta Nummer 9                             | Subject 9                    | 27. Feb. 2018        | 2. Aug. 2018                          | Ralph Hemecker       | Mike Alber & Gabe Snyder                              | 2,12 Mio.       |
| Da sich Barrys Kollegen bei seiner Rückkehr aufs Polizeirevier ihm gegenüber misstrauisch verhalten, beschließt der Polizeicaptain auf Anraten der neuen Bürgermeisterin, ihn vorübergehend zu beurlauben. Um die restlichen vier der zwölf Bus-Metawesen zu finden, hat Ralph mit Cisco die im Bus zurückgelassenen Sachen eingesammelt, unter denen sich eine CD der Country-Musikerin Izzy Bowin befindet. Nachdem Cisco diese mit einem Vibe in einem Club lokalisiert, statten Barry und Ralph ihr einen Besuch ab, bei dem sich Izzy jedoch weigert mitzukommen und gegen die beiden ihre Metakraft, Schallwellen zu verschießen, einsetzt. Nach einer Besprechung in den S.T.A.R. Labs suchen Barry, Cisco und Ralph Izzy noch einmal in ihren Superhelden-Anzügen auf, wobei auch DeVoe erscheint, der aufgrund der ihn auszehrenden dunklen Materie einen neuen Wirtskörper benötigt. Izzy schafft es mit ihrer Kraft, DeVoe in die Flucht zu treiben, der seinen Frust anschließend an seiner Frau auslässt. Barry kann Izzy dazu überreden, ihre Kräfte zu trainieren, setzt sie dabei aber zu sehr unter Druck, wodurch Izzy verletzt wird. Während diese daraufhin die S.T.A.R. Labs verlässt, offenbart Harry, dass das Gerät, welches er auf Ceciles Bitte entwickelt hat, damit sie die Gedanken anderer Menschen nicht dauerhaft hören muss, durch eine Umpolung auch verhindern können sollte, dass DeVoe sein Bewusstsein transferiert. Cisco findet Izzy durch einen Vibe in einem Industriegebiet, wo diese voller Selbstvertrauen DeVoe herbeiruft. Mit Harrys Gerät, dem „Hirndämpfer“, eilen Barry und Ralph zu Izzy, der es mit der Hilfe der beiden gelingt, DeVoe den Hirndämpfer auf die Stirn zu setzen. DeVoe kann diesen allerdings dank Deacons Fähigkeit zerstören und Izzy mit einem Kraftfeld vor Barry und Ralph abschirmen, sodass diese ihn nicht daran hindern können, seinen Verstand in Izzys Körper zu übertragen. Als DeVoe danach wieder per Teleportation verschwindet, hat Cisco in den S.T.A.R. Labs den Einfall, dass DeVoe jedes Mal einen Zugang zu einer „Taschendimension“ erschafft, in der auch sein Versteck liegt.                       |           |                                           |                              |                      |                                       |                      |                                                       |                 |
| 84 | 15        | Eine Frage der Zeit                       | Enter Flashtime              | 6. März 2018         | 9. Aug. 2018                          | Gregory Smith        | Todd Helbing & Sterling Gates                         | 2,04 Mio.       |
| Cisco gelingt es, DeVoes vergangene Teleportationen zu lokalisieren, wodurch das Team entdeckt, dass dieser die Erschaffung der Bus-Metawesen bereits vor drei Jahren geplant hat. Bei einem Besuch des Teams konfrontiert Jesse Harry damit, dass er den Tod ihrer Mutter nie richtig verarbeitet hat. Als Barry, Cisco, Killer Frost und Jesse zum Überfall auf einen A.R.G.U.S.-Container eilen, können sie nicht verhindern, dass die Anführerin der Gang die im Container gelagerte Atombombe zündet. Indem Barry sich in den Zustand der Hochgeschwindigkeit begibt und damit die Welt um ihn herum nahezu einfriert, kann er sich Zeit verschaffen. Während er Jesse losschickt, um Jay Garrick von Erde-3 zu holen, versetzt Barry Cisco in die Hochgeschwindigkeit, die dieser „Flash-Zeit“ nennt. Cisco schafft es jedoch nicht, ein Portal für die Bombe zu erzeugen, da dieses keine Zeit hat, sich zu bilden. Aufgrund der Anstrengung durch die Speed Force muss Cisco die Flash-Zeit wieder verlassen, woraufhin Barry Harry aufsucht, der ihm rät, die Bombe in der Speed Force zu entsorgen. Der auftauchende Garrick lehnt dies ab und schlägt stattdessen vor, die Bombe abzukühlen, doch auch Killer Frosts Kräfte haben nicht die gewünschte Wirkung auf die Bombe. Auf Jesses Idee wollen die drei Blitze auf die Bombe werfen, um mit deren Energie die gespaltenen Atomkerne zu fusionieren, was allerdings an Garrick scheitert, den die Flash-Zeit ebenfalls schwächt. Voller Verzweiflung sucht Barry Iris auf, die darauf verweist, dass Ciscos Quark-Kugel damals Blitze aus der Speed Force angezogen hat. Daraufhin betritt Barry die Speed Force, nimmt die Kugel an sich und wirft sie auf die Bombe, was diese dank der Speed-Force-Blitze tatsächlich entschärft. Wie sich herausstellt, handelt es sich bei der Gang-Anführerin Veronica Dale um eine Gegnerin der Atomkraft und Ökoterroristin. Harry lässt Jesse schließlich mit einer umgekehrten Variante des Hirndämpfers an seinen Erinnerungen an ihre Mutter teilhaben. Im Café begegnen Harry und Caitlin später der jungen Frau, die aus Nervosität vor ihnen ihren Kaffee verschüttet.            |           |                                           |                              |                      |                                       |                      |                                                       |                 |
| 85 | 16        | Lauf, Iris, lauf!                         | Run, Iris, Run               | 13. März 2018        | 16. Aug. 2018                         | Harry Jierjian       | Eric Wallace                                          | 2,08 Mio.       |
| Um eine Chance gegen DeVoe zu haben, beschließt Harry, für sich eine eigene intelligenzsteigernde Denkkappe zu entwickeln. Als Iris Ralph darauf anspricht, dass er sich aus Furcht vor DeVoe von Einsätzen fernhält, wirft Ralph ihr vor, sich selber nie in Gefahr zu begeben. Die Polizei untersucht einen Banküberfall durch ein Metawesen, Eric Frye, bei dem dieser seine Feuerkräfte plötzlich verlor. Überwachungsaufnahmen zeigen, dass sich ihm ein Kunde in den Weg stellte, den das Team als den Rettungssanitäter Matthew Kim identifizieren kann. Von Ralphs Vorwurf angespornt entscheidet sich Iris, mit Joe die Befragung von Kim im Krankenhaus zu übernehmen, bei der dieser Iris nach einigen Fragen mit einem Messer in die Mangel nimmt. Joe ruft Barry herbei, der Iris von Kim befreit, wobei dieser jedoch durch seine Metakraft Barrys Kraft auf Iris überträgt. In den S.T.A.R. Labs findet das Team heraus, dass es sich bei Kim um ein Bus-Metawesen handelt, und Barry trainiert Iris’ Speedster-Kräfte. Die Meldung eines Hochhausbrandes zwingt Iris, diese gleich einzusetzen, und sie schafft es, die Menschen aus dem Gebäude zu bringen, nicht aber, das Feuer zu löschen, woraufhin sie von Cisco mit einem Portal gerettet werden muss. Trotz dieses Rückschlags will Iris die Kräfte weiter einsetzen, weshalb sie sich am nächsten Tag auf den Weg in die Stadt macht, wo Jaco Birch mit Fryes Kräften, die ihm Kim in der Bank unwillkürlich übertragen hat, für Unruhe sorgt. Nachdem Birch eine Feuersäule erzeugt, gegen die Iris zunächst nichts ausrichten kann, erkennt Harry mithilfe seiner Denkkappe, dass Iris eine Flutwelle erzeugen muss, um die Feuersäule zu löschen. Unter der Anleitung von Barry gelingt Iris dies, womit sie Birch aufhalten kann. Zu diesem Zweck war auch Kim zugegen, der vom Team in die S.T.A.R. Labs gebracht wird, wo er Barry die Kräfte von Iris wieder zurückgibt. Danach können sie Kim überreden, für den Kampf gegen DeVoe bei ihnen zu bleiben. Harry erfährt schließlich mithilfe der Denkkappe die Namen der zwei verbleibenden Bus-Metawesen, Janet Petty und Edwin Gauss.                          |           |                                           |                              |                      |                                       |                      |                                                       |                 |
| 86 | 17        | Null und nervig                           | Null and Annoyed             | 10. Apr. 2018        | 23. Aug. 2018                         | Kevin Smith          | Lauren Certo & Kristen Kim                            | 1,82 Mio.       |
| Während Ralph beim Training für den Kampf gegen DeVoe zu Barrys Unmut ständig Witze reißt, erscheint Breacher durch ein Portal in den S.T.A.R. Labs und bittet Cisco wegen des Verlustes seiner Kräfte um Hilfe. Eine Untersuchung zeigt, dass Breachers hohes Alter daran liegt und der Verlust unumkehrbar ist, was Cisco ihm jedoch zunächst verschweigt. Nach dem Diebstahl einer wertvollen Krone bei einem Museumstransport vermutet das Team dahinter die als Diebin bekannte Janet Petty, genannt „Null“, deren Spuren Harry mit seiner Denkkappe zu einer Wohnadresse zurückverfolgen kann. Dort versteckt sich tatsächlich Null, die Barry allerdings mit ihrer Metakraft an die Decke schweben lässt und flieht. In den S.T.A.R. Labs stellt sich heraus, dass Null in der Lage ist, die Dichte von Dingen so zu beeinflussen, dass sie für kurze Zeit nach oben steigen. Als Ralph auch darüber Witze macht, hat Barry genug und verbannt ihn vorerst aus dem Team. Die Meldung eines Überfalls auf ein Juwelengeschäft führt Barry wieder zu Null, die zuvor jedoch ein Auto mitsamt Fahrer in die Luft befördert hat. So ist Barry gezwungen, diesen zu retten, was Null die Flucht ermöglicht. Nachdem Cisco Breacher bei einem Test vorgaukelt, dass seine Kräfte wieder funktionieren, kehrt dieser in den Kampf auf Erde-19 zurück, wo er allerdings in Gefahr gerät. Cisco rettet ihn mit einem Portal und offenbart ihm anschließend die Wahrheit über seine Kräfte. In DeVoes Versteck entdeckt Marlize zum wiederholten Mal, dass DeVoe sie mit Weepers Tränen unter Drogen setzt, kann sich dagegen aber nicht wehren, da DeVoe ihr mit Dominics Kräften stets die Erinnerung daran nimmt. Auf Iris’ Ermutigung holt Barry Ralph zurück ins Team und eilt mit ihm zu einer Museumsveranstaltung, die gerade von Null überfallen wird. Dabei gelingt es Null erneut, Barry in die Luft steigen zu lassen, doch Ralph schafft es, ihr eine Fußfessel anzulegen und danach seinen Körper zu einem Luftkissen zu verformen, sodass Barry weich landet. Harry betritt schließlich Eobard Thawnes Geheimraum und aktiviert dessen Computersystem „Gideon“.                      |           |                                           |                              |                      |                                       |                      |                                                       |                 |
| 87 | 18        | Einen Schritt voraus                      | Lose Yourself                | 17. Apr. 2018        | 30. Aug. 2018                         | Hanelle M. Culpepper | Jonathan Butler & Gabriel Garza                       | 1,88 Mio.       |
| Da Izzy Bowins Kräfte DeVoe Schaden zufügen konnten, hat Harry eine spezielle Stimmgabel entwickelt, die wie Bowin Schallwellen ausstößt. Nachdem das Team herausfindet, dass Edwin Gauss mit seiner Metakraft Taschendimensionen öffnen kann, filtert Harry mithilfe seiner Denkkappe unter den georteten Portalen diejenigen heraus, die von Gauss stammen. So finden Barry, Caitlin und Ralph diesen in einer Hippie-Kommune, wo er sich nach dem Angriff durch einen neuen Samuroid DeVoes entscheidet, mit in die S.T.A.R. Labs zu kommen. Joe bemerkt bei Harry derweil Anzeichen einer Abhängigkeit von seiner Denkkappe und warnt ihn davor. Als Gauss Ralph offenbart, dass er zufällig schon einmal ein Portal zu DeVoes Versteck geöffnet hat, will Ralph dies sofort nutzen, um DeVoe auszuschalten. Aufgrund von Ralphs vorheriger Äußerung, DeVoe töten zu wollen, hindert Barry ihn aber daran und betritt stattdessen selbst mit Cisco und Killer Frost durch Gauss’ Portal DeVoes Taschendimension. Darauf hat DeVoe jedoch gewartet und teleportiert sich gleichzeitig in die S.T.A.R. Labs, wo er Ralph mit einem durch Chaytans Fähigkeiten zum Leben erweckten Dinosaurierskelett, dessen Größe er mit Rundines Kräften geändert hat, in den Teilchenbeschleuniger schickt. Um eine Lösung gegen DeVoe zu finden, versorgt Harry seine Denkkappe in Thawnes Geheimraum mit dunkler Materie, was ihn allerdings zusammenbrechen lässt. Während Ralph es schafft, das Skelett zu zerstören, absorbiert DeVoe die Kräfte von Matthew Kim und der eingesperrten Null, bevor er sein Bewusstsein in den Körper von Gauss überträgt. Ralph gelingt es zwar, DeVoe mit der Stimmgabel außer Gefecht zu setzen, doch als Barry zurückkehrt, kann DeVoe sich befreien und Barry mit Nulls Kräften unbeweglich schwer machen. Danach übernimmt DeVoe Ralph als neuen Wirt und entzieht der angreifenden Killer Frost mithilfe von Kims Fähigkeiten die Kräfte. Nach der Rückkehr in sein Versteck nutzt DeVoe Ralphs Fähigkeit zum Gestaltwandeln, um gegenüber Marlize wieder sein ursprüngliches Aussehen herzustellen.                                                             |           |                                           |                              |                      |                                       |                      |                                                       |                 |
| 88 | 19        | Die Last der Trauer                       | Fury Rogue                   | 24. Apr. 2018        | 6. Sep. 2018                          | Rachel Talalay       | Jeff Hersh & Joshua V. Gilbert                        | 1,90 Mio.       |
| Nach der Öffnung einer Taschendimension nahe Tracy Brands Forschungslabor ahnt das Team, dass DeVoe es auf den dort untergebrachten Neil Borman, genannt „Fallout“, abgesehen hat, und will diesen daraufhin in ein A.R.G.U.S.-Versteck bringen. Um Fallout bei Bedarf abkühlen zu können, holen Barry und Cisco Leonard „Leo“ Snart mit seiner Kältewaffe von Erde-X, wobei es der bösen Laurel Lance, Siren-X, unbemerkt gelingt, mit auf Erde-1 zu gelangen. Als Leo von Ralphs Schicksal erfährt, rät er Barry, seine Trauer nicht zu unterdrücken, da ihn dies sonst schwächen würde. Mit Fallout an Bord eines LKWs startet das Team den Transport, der nach kurzer Zeit allerdings von DeVoe gestoppt wird. Nachdem dieser Barrys Angriff mit der Stimmgabel dank Ralphs elastischem Körper abwehren kann, erinnert er Barry an Ralphs Tod, was diesen erstarren lässt. Danach erscheint plötzlich Siren-X, die DeVoe mit ihrem Schrei in die Flucht schlägt, Leo seine Kältewaffe abnimmt und den LKW mit Joe, Caitlin und Fallout entführt. Da Cisco darauf drängt, für sich eine zweite Denkkappe zu bauen, offenbart Harry ihm, dass sein Gehirn nach der Benutzung dunkler Materie Schaden genommen hat und seine Intelligenz langsam schwindet. In seinem Versteck beklagt DeVoe, dass Flash nicht, wie vorgesehen, Siren-X aufgehalten hat, was Marlize ihm damit begründet, dass er nicht die Gefühle anderer Menschen vorausberechnen kann. Siren-X bringt ihre Gefangenen in das Polizeirevier und beginnt, Fallout mit Schreien zu attackieren, wodurch eine Atomexplosion droht. Durch die Strahlung kann das Team Fallout orten, woraufhin Barry und Leo sich mit einer Kältewaffe von Cisco ins Polizeirevier begeben. Dort schafft es Siren-X, die beiden mit einem Schrei zu Boden zu werfen, doch indem Leo Barry ermutigt, seine Trauer zuzulassen, kann Barry sich fokussieren und Siren-X ausschalten. Mit den zwei Kältewaffen gelingt es Leo und Caitlin, Fallout abzukühlen und vor der Explosion zu bewahren. Fallout wird anschließend bei A.R.G.U.S. untergebracht und Leo verabschiedet sich wieder vom Team.                                                  |           |                                           |                              |                      |                                       |                      |                                                       |                 |
| 89 | 20        | Erleuchtung                               | Therefore She Is             | 1. Mai 2018          | 13. Sep. 2018                         | Rob J. Greenlea      | Sterling Gates & Thomas Pound                         | 1,70 Mio.       |
| Rückblicke zeigen, wie DeVoe und Marlize sich vor acht Jahren an der Universität kennenlernen und ein Paar werden. Ein Manifest DeVoes, in dem er Technologie als Übel der Menschheit bezeichnet und einen Neustart des Bewusstseins der Bevölkerung anstrebt, bewegt Marlize zur Trennung, doch ein Überfall auf ihr Wasseraufbereitungsprojekt in Kenia ändert ihre Meinung und führt sie zurück zu DeVoe. In der Gegenwart bemerkt das Team Harrys Denkprobleme, weshalb dieser die Wahrheit über seinen Zustand offenbart. Nach dem Diebstahl eines Solarmoduls durch DeVoe vibet Cisco mit der herbeigerufenen Gypsy eine Waffe vom Tatort, wodurch sie einen Container am Hafen sehen. Diesen erreichen sie jedoch zu spät, da DeVoe von dort bereits sein Zielobjekt entwendet hat. Durch einen Streit zwischen Cisco und Gypsy erfährt Barry von Breachers Angebot an Cisco, seinen Job zu übernehmen. Auf Barrys Drängen sprechen Cisco und Gypsy sich aus, wobei klar wird, dass Cisco ihre gemeinsame Zeit im Gegensatz zu Gypsy als unzureichend empfindet und den Job nicht annehmen will. Bei einer Begegnung mit Harry stellt Cecile fest, dass sie dank ihrer Telepathie Harrys flüchtige Ideen erfassen kann. Anhand der gestohlenen Komponenten erkennt Barry, dass DeVoe den Bau von fünf Satelliten plant, deren Steuerung die Leistung von Quantencomputern benötigt. Da solche bei Mercury Labs stehen, kann das Team die DeVoes beim Einbruch ertappen, muss sich aber dem übermächtigen DeVoe geschlagen geben. Als dieser droht, Gypsy zu töten, hält Marlize ihn davon ab und die beiden fliehen mit den Quantencomputern. In den S.T.A.R. Labs erklären Harry und Cecile dem Team, dass DeVoes Satelliten in der Lage wären, so viel dunkle Materie auf die Erde zu projizieren, dass der gesamten Menschheit die Intelligenz entzogen werden könnte. Marlize sagt sich von DeVoe wegen dessen Skrupellosigkeit los und verschwindet mit einem eigenen Sessel. Das mysteriöse Mädchen überbringt Joe und Cecile ein Geschenk zu ihrer Schwangerschaft und entpuppt sich als Speedster.                                                                                |           |                                           |                              |                      |                                       |                      |                                                       |                 |
| 90 | 21        | Harry und die Harrisons                   | Harry and the Harrisons      | 8. Mai 2018          | 20. Sep. 2018                         | Kevin Mock           | Judalina Neira & Lauren Certo                         | 1,74 Mio.       |
| Da das Team für einen Abschuss von DeVoes Satelliten aufgrund von Deacons Metakraft keine technischen Waffen einsetzen kann, will Caitlin Amunet Black um Hilfe bitten, die allerdings nicht mehr in ihrem Club zu finden ist. Über Amunets bürgerlichen Namen findet das Team sie als Barkeeperin in einer früheren Arbeitsstelle und überredet sie, mit in die S.T.A.R. Labs zu kommen. Dort erklärt Amunet, dass sie für die Satelliten größere Mengen an Metallsplittern braucht und ihr ehemaliger Lagerraum für diese leergeräumt wurde. Als Caitlin Amunet erzählt, dass sie die noch in ihr vorhandene Killer-Frost-DNA mit dem Spleißer aktivieren möchte, mit dem Amunet einst Caitlin von Killer Frost getrennt hat, offenbart Amunet, dass dieser ebenfalls gestohlen wurde. Um herauszufinden, warum DeVoe keine Zeichen mehr von sich gibt, konsultiert Harry mit Cisco die Wells anderer Erden, nämlich H. Lothario Wells, den italienischen Sonny Wells und den französischen H. P. Wells. Die drei raten Harry, auf seine Gefühle zu hören und sich in DeVoe hineinzuversetzen. Barry, Caitlin und Amunet suchen Amunets Lagerraum auf und entdecken Spuren von Schlangengift, was sie auf Norvok schließen lässt. Angesichts Caitlins Enttäuschung über den verschwundenen Spleißer offenbart Amunet ihr, dass dieser damals gar keine Wirkung hatte, sondern nur als Placebo diente. Anschließend fällt Amunet ein ehemaliges unterirdisches Versteck ein und begibt sich mit Barry und Caitlin dorthin, wo sie tatsächlich auf Norvok treffen, der Amunets Metallsplitter an eine Gang verkaufen wollte. Norvok gelingt es, Barry mit seinem Tentakel zu vergiften, was diesen zwingt, das Gift aus seinem Körper zu phasen. Amunet schafft es, Norvok festzusetzen und dessen Tentakel abzuschneiden, woraufhin er flieht. Danach erschafft sie eine Splittergranate, die sie dem Team für die Satelliten überlässt. Harry erkennt schließlich, dass sich DeVoe deshalb bedeckt hält, weil ihn seine Frau verlassen hat. Iris hat derweil einen Artikel über DeVoes Vorhaben veröffentlicht, was dazu führt, dass zahlreiche Menschen Sichtungen von ihm melden.            |           |                                           |                              |                      |                                       |                      |                                                       |                 |
| 91 | 22        | Es werde Licht                            | Think Fast                   | 15. Mai 2018         | 27. Sep. 2018                         | Viet Nguyen          | Sam Chalsen & Kristen Kim                             | 1,93 Mio.       |
| Indem DeVoe sein Aussehen in das des A.R.G.U.S.-Agenten John Diggle verwandelt, verschafft er sich Zutritt zum A.R.G.U.S.-Versteck, in dem Fallout untergebracht ist. Nachdem er sich durch die A.R.G.U.S.-Agenten kämpft, beginnt DeVoe, mithilfe seiner Kräfte Fallouts Strahlung zu steigern. Durch den Notruf eines Mitarbeiters erfährt das Team davon und fragt Diggle nach dem Standort des A.R.G.U.S.-Verstecks. Das Team erkennt, dass DeVoe Fallouts Energie als Antrieb für die Satelliten verwenden will und mehrere A.R.G.U.S.-Agenten als Geiseln genommen hat, die er über elektrisch aufgeladenen Bodenplatten, welche bei Abschaltung explodieren, schweben lässt. Auf Ciscos und Caitlins Vorschlag, sie zur Rettung der Geiseln mit in die Flash-Zeit zu nehmen, trainiert Barry die beiden, wobei diese jedoch Probleme haben, mit der Speed Force umzugehen. Als Caitlin dabei bewusstlos wird, kommt in ihr eine unterdrückte Erinnerung von einem Unfall aus ihrer Kindheit hoch. Trotz des Misserfolgs überredet Cisco Barry, sie mit zu A.R.G.U.S. zu nehmen, wo Barry in der Flash-Zeit die Elektrizität der Bodenplatten absorbiert, Caitlin die Geiseln mit ihrer Eiswaffe vor der Explosion schützt und Cisco sie in Sicherheit teleportiert. DeVoe hat seine Satelliten inzwischen vollständig aufgeladen und verschwindet durch ein Portal, das Barry dank seiner durch die Elektrizität erhöhten Geschwindigkeit gerade noch erreicht. Auf der Straße vergrößert DeVoe die Satelliten und lässt sie in den Himmel steigen, doch Barry gelingt es, einen von ihnen mit der Splittergranate zu zerstören, woraufhin DeVoe verschwindet. Auf Caitlins Bitte vibet Cisco sie zu der Erinnerung an den Unfall, wo sie sehen, dass Caitlin sich bei diesem kurzzeitig in Killer Frost verwandelte. Auf der Suche nach Marlize suchen Iris und Harry deren frühere Wohnung in England auf, wo sie auf Marlize treffen und sie um Hilfe dabei bitten, ihren Mann zu stoppen. DeVoe gelangt schließlich in Wells’ Geheimraum und hackt sich in den S.T.A.R.-Labs-Satelliten, womit er wieder fünf hat, auf denen er daraufhin sein „Erleuchtungs“-Protokoll aktiviert.    |           |                                           |                              |                      |                                       |                      |                                                       |                 |
| 92 | 23        | Wir sind Flash                            | We Are the Flash             | 22. Mai 2018         | 27. Sep. 2018                         | David McWhirter      | Todd Helbing & Eric Wallace                           | 2,16 Mio.       |
| Durch die Satelliten erzeugt DeVoe einen weltweiten Stromausfall, auch wenn sein Protokoll noch Zeit braucht, bis es vollständig wirkt. Marlize hat sich entschlossen, dem Team zu helfen, und stattet Cecile mit einem Gerät aus, durch das sie mit ihren Fähigkeiten über weite Entfernung auf DeVoes Bewusstsein zugreifen kann. In dieses lässt Barry über Marlize’ Sessel sein eigenes Bewusstsein transferieren, doch die Suche nach einer guten Seite DeVoes bleibt ohne Erfolg. Nachdem Harry mithilfe der Denkkappe erkennt, dass Barry sich in DeVoes Gedanken zu dem Ort begeben muss, an dem DeVoe und Marlize sich verliebt haben, trifft Barry dort auf Ralph, dessen Bewusstsein nie ausgelöscht wurde. Als Cecile bemerkt, dass DeVoe die S.T.A.R. Labs aufsuchen will, teleportiert Marlize sich und das Team in eine Taschendimension. Barry und Ralph suchen DeVoes frühere Unterrichtsstätte auf, an dem sie den guten DeVoe tot vorfinden. Barry ahnt, dass Ralph die Kontrolle über seinen Körper zurückgewinnen kann, wenn er den Nexus von DeVoes Verstand durchschreitet. Dies gelingt ihm, indem er sich mit Barry durch Heerscharen des bösen DeVoes kämpft, woraufhin er die Kontrolle zurückerhält und DeVoes Körper wieder in seinen eigenen verwandelt. Marlize schaltet die Satelliten ab, von denen der S.T.A.R.-Labs-Satellit daraufhin jedoch seine Umlaufbahn verlässt und von DeVoe zuvor beschwert in Richtung Erde stürzt. Barry schafft es, mit seiner Geschwindigkeit eine so große Kraft zu erzeugen, dass er den Satelliten zerstört, wobei ihm ein fremder Speedster zu Hilfe kommt. Mit einer Erweiterung von Marlize kann die Denkkappe Harrys Verstand wiederherstellen, allerdings ohne sein überdurchschnittliches Wissen. Harry ist dennoch zufrieden, da er an Empathie dazugewonnen hat, und beschließt, zu Jesse auf Erde-2 zurückzukehren. Da Cecile in der Zwischenzeit ihre Tochter auf die Welt gebracht hat, gibt es eine Feier, auf der das mysteriöse Mädchen erscheint. Dieses stellt sich als Barrys und Iris’ Tochter Nora aus der Zukunft vor und erklärt, dass sie einen großen Fehler gemacht habe.                            |           |                                           |                              |                      |                                       |                      |                                                       |                 |

## Staffel 5
Die Erstausstrahlung der fünften Staffel war vom 9. Oktober 2018 bis zum 14. Mai 2019 auf dem US-amerikanischen Sender The CW zu sehen. Die deutschsprachige Erstausstrahlung sendete der deutsche Pay-TV-Sender ProSieben Fun vom 11. April bis zum 5. September 2019.
| Nr. (ges.) | Nr. (St.) | Deutscher Titel                 | Originaltitel                   | Erstausstrahlung USA | Deutschsprachige Erstausstrahlung (D) | Regie               | Drehbuch                                       | Zuschauer (USA) |
| ---------- | --------- | ------------------------------- | ------------------------------- | -------------------- | ------------------------------------- | ------------------- | ---------------------------------------------- | --------------- |
| 93         | 1         | Die schnellste Frau der Welt    | Nora                            | 9. Okt. 2018         | 11. Apr. 2019                         | David McWhirter     | Todd Helbing & Sam Chalsen                     | 2,08 Mio.       |
| 94         | 2         | Abgeblockt                      | Blocked                         | 16. Okt. 2018        | 18. Apr. 2019                         | Kim Miles           | Eric Wallace & Judalina Neira                  | 1,69 Mio.       |
| 95         | 3         | Ruhe in Frieden, Vibe!          | The Death of Vibe               | 23. Okt. 2018        | 25. Apr. 2019                         | Andi Armaganian     | Jonathan Butler & Gabriel Garza                | 1,87 Mio.       |
| 96         | 4         | Blitzmeldungen                  | News Flash                      | 30. Okt. 2018        | 2. Mai 2019                           | Brent Crowell       | Kelly Wheeler & Lauren Certo                   | 1,75 Mio.       |
| 97         | 5         | Rag Doll                        | All Doll’d Up                   | 13. Nov. 2018        | 9. Mai 2019                           | Phil Chipera        | Thomas Pound & Sterling Gates                  | 1,73 Mio.       |
| 98         | 6         | Alter Ego                       | The Icicle Cometh               | 20. Nov. 2018        | 16. Mai 2019                          | Chris Peppe         | Kristen Kim & Joshua V. Gilbert                | 1,60 Mio.       |
| 99         | 7         | Stürmische Familienverhältnisse | O Come, All Ye Faithful         | 27. Nov. 2018        | 23. Mai 2019                          | Sarah Boyd          | Jonathan Butler & Gabriel Garza                | 1,79 Mio.       |
| 100        | 8         | Zurück in die Vergangenheit     | What’s Past Is Prologue         | 4. Dez. 2018         | 30. Mai 2019                          | Tom Cavanagh        | Todd Helbing & Lauren Certo                    | 1,78 Mio.       |
| 101        | 9         | Anderswelten (1)                | Elseworlds, Part 1              | 9. Dez. 2018         | 6. Juni 2019                          | Kevin Tancharoen    | Eric Wallace & Sam Chalsen                     | 1,83 Mio.       |
| 102        | 10        | The Flash and the Furious       | The Flash & the Furious         | 15. Jan. 2019        | 13. Juni 2019                         | David McWhirter     | Kelly Wheeler & Sterling Gates                 | 1,64 Mio.       |
| 103        | 11        | Ein Held sieht rot              | Seeing Red                      | 22. Jan. 2019        | 20. Juni 2019                         | Marcus Stokes       | Judalina Neira & Thomas Pound                  | 1,88 Mio.       |
| 104        | 12        | In Gedanken gefangen            | Memorabilia                     | 29. Jan. 2019        | 27. Juni 2019                         | Rebecca Johnson     | Sam Chalsen & Kristen Kim                      | 2,04 Mio.       |
| 105        | 13        | Undercover                      | Goldfaced                       | 5. Feb. 2019         | 4. Juli 2019                          | Alexandra LaRoche   | Jonathan Butler & Gabriel Garza                | 1,89 Mio.       |
| 106        | 14        | Versuch und Irrtum              | Cause and XS                    | 12. Feb. 2019        | 11. Juli 2019                         | Rachel Talalay      | Todd Helbing & Jeff Hersh                      | 1,71 Mio.       |
| 107        | 15        | King Shark vs. Gorilla Grodd    | King Shark vs. Gorilla Grodd    | 5. März 2019         | 18. Juli 2019                         | Stefan Pleszczynski | Eric Wallace & Lauren Certo                    | 1,67 Mio.       |
| 108        | 16        | Ein neuer Cicada                | Failure Is an Orphan            | 12. März 2019        | 25. Juli 2019                         | Viet Nguyen         | Zack Stentz                                    | 1,55 Mio.       |
| 109        | 17        | Zeitbombe                       | Time Bomb                       | 19. März 2019        | 1. Aug. 2019                          | Rob Greenlea        | Kristen Kim & Sterling Gates                   | 1,64 Mio.       |
| 110        | 18        | Ein Phantom namens Godspeed     | Godspeed                        | 16. Apr. 2019        | 8. Aug. 2019                          | Danielle Panabaker  | Judalina Neira & Kelly Wheeler                 | 1,31 Mio.       |
| 111        | 19        | Eine eiskalte Familie           | Snow Pack                       | 23. Apr. 2019        | 15. Aug. 2019                         | Jeff Cassidy        | Jonathan Butler & Gabriel Garza                | 1,63 Mio.       |
| 112        | 20        | Team Rogue                      | Gone Rogue                      | 30. Apr. 2019        | 22. Aug. 2019                         | Kristin Windell     | Sam Chalsen & Joshua V. Gilbert                | 1,37 Mio.       |
| 113        | 21        | Das Mädchen mit dem roten Blitz | The Girl with the Red Lightning | 7. Mai 2019          | 29. Aug. 2019                         | Stefan Pleszczynski | Judalina Neira & Thomas Pound                  | 1,45 Mio.       |
| 114        | 22        | Vermächtnis                     | Legacy                          | 14. Mai 2019         | 5. Sep. 2019                          | Gregory Smith       | Todd Helbing & Eric Wallace Idee: Lauren Certo | 1,53 Mio.       |

## Staffel 6
Die Erstausstrahlung der sechsten Staffel war vom 8. Oktober 2019 bis zum 12. Mai 2020 auf dem US-amerikanischen Sender The CW zu sehen. Ab dem 30. März 2020 sendete ProSieben Maxx die deutschsprachige Erstausstrahlung.
| Nr. (ges.) | Nr. (St.) | Deutscher Titel                       | Originaltitel                             | Erstausstrahlung USA | Deutschsprachige Erstausstrahlung (D) | Regie               | Drehbuch                                           | Zuschauer (USA) |
| ---------- | --------- | ------------------------------------- | ----------------------------------------- | -------------------- | ------------------------------------- | ------------------- | -------------------------------------------------- | --------------- |
| 115        | 1         | Ins schwarze Loch                     | Into the Void                             | 8. Okt. 2019         | 30. März 2020                         | Gregory Smith       | Eric Wallace & Kelly Wheeler                       | 1,62 Mio.       |
| 116        | 2         | Eine Zukunft kommt selten allein      | A Flash of the Lightning                  | 15. Okt. 2019        | 6. Apr. 2020                          | Chris Peppe         | Sam Chalsen                                        | 1,27 Mio.       |
| 117        | 3         | Die Nacht der lebenden Toten          | Dead Man Running                          | 22. Okt. 2019        | 20. Apr. 2020                         | Sarah Boyd          | Lauren Barnett & Thomas Pound                      | 1,38 Mio.       |
| 118        | 4         | Adrenalin                             | There Will Be Blood                       | 29. Okt. 2019        | 27. Apr. 2020                         | Marcus Stokes       | Lauren Certo & Sterling Gates                      | 1,48 Mio.       |
| 119        | 5         | Cisco unter Verdacht                  | Kiss Kiss Breach Breach                   | 5. Nov. 2019         | 4. Mai 2020                           | Menhaj Huda         | Kelly Wheeler & Joshua V. Gilbert                  | 1,19 Mio.       |
| 120        | 6         | Mein Name ist Allen, Barry Allen      | License to Elongate                       | 19. Nov. 2019        | 11. Mai 2020                          | Danielle Panabaker  | Thomas Pound & Jeff Hersh                          | 1,29 Mio.       |
| 121        | 7         | Die letzte Versuchung des Barry Allen | The Last Temptation of Barry Allen, Pt. 1 | 26. Nov. 2019        | 18. Mai 2020                          | Chad Lowe           | Jonathan Butler & Gabriel Garza                    | 1,17 Mio.       |
| 122        | 8         | Blutsbrüder                           | The Last Temptation of Barry Allen, Pt. 2 | 3. Dez. 2019         | 25. Mai 2020                          | Michael Nankin      | Kristen Kim & Joshua V. Gilbert                    | 1,32 Mio.       |
| 123        | 9         | Krise der Parallelerden – Teil 3      | Crisis on Infinite Earths: Part Three     | 10. Dez. 2019        | 20. Juli 2020                         | David McWhirter     | Lauren Certo and Sterling Gates Idee: Eric Wallace | 1,73 Mio.       |
| 124        | 10        | Marathon                              | Marathon                                  | 4. Feb. 2020         | 27. Juli 2020                         | Stefan Pleszczynski | Sam Chalsen & Lauren Barnett                       | 1,29 Mio.       |
| 125        | 11        | Wunderblume                           | Love Is A Battlefield                     | 11. Feb. 2020        | 3. Aug. 2020                          | Sudz Sutherland     | Kelly Wheeler & Jeff Hersh                         | 1,13 Mio.       |
| 126        | 12        | Eine Frau namens Sue                  | A Girl Named Sue                          | 18. Feb. 2020        | 10. Aug. 2020                         | Chris Peppe         | Thomas Pound & Lauren Certo                        | 1,10 Mio.       |
| 127        | 13        | Mein großer Freund Grodd              | Grodd Friended Me                         | 25. Feb. 2020        | 17. Aug. 2020                         | Stefan Pleszczynski | Kristen Kim & Joshua V. Gilbert                    | 1,17 Mio.       |
| 128        | 14        | Das Ende der Speed Force              | Death of the Speed Force                  | 10. März 2020        | 24. Aug. 2020                         | Brent Crowell       | Sam Chalsen & Emily Palizzi Gilbert                | 1,03 Mio.       |
| 129        | 15        | Der Exorzismus des Nash Wells         | The Exorcism of Nash Wells                | 17. März 2020        | 31. Aug. 2020                         | Eric Dean Seaton    | Lauren Barnett & Sterling Gates                    | 1,19 Mio.       |
| 130        | 16        | Entfremdet                            | So Long and Goodnight                     | 21. Apr. 2020        | 7. Sep. 2020                          | Alexandra La Roche  | Kristen Kim & Thomas Pound                         | 1,09 Mio.       |
| 131        | 17        | Flucht aus dem Mirrorverse            | Liberation                                | 28. Apr. 2020        | 14. Sep. 2020                         | Jeff Byrd           | Jonathan Butler & Gabriel Garza                    | 1,18 Mio.       |
| 132        | 18        | Freund oder Feind?                    | Pay the Piper                             | 5. Mai 2020          | 21. Sep. 2020                         | Amanda Tapping      | Jess Carson                                        | 1,22 Mio.       |
| 133        | 19        | Der Erfolg ist garantiert             | Success Is Assured                        | 12. Mai 2020         | 28. Sep. 2020                         | Phil Chipera        | Kelly Wheeler & Lauren Barnett                     | 1,08 Mio.       |

## Staffel 7
Die Erstausstrahlung der siebten Staffel war vom 2. März 2021 bis zum 20. Juli 2021 auf dem US-amerikanischen Sender The CW zu sehen. Die deutschsprachige Erstausstrahlung wurde ab dem 26. August 2021 auf dem Pay-TV-Sender ProSieben Fun gesendet.
| Nr. (ges.) | Nr. (St.) | Deutscher Titel              | Originaltitel               | Erstausstrahlung USA | Deutschsprachige Erstausstrahlung (D) | Regie              | Drehbuch                                                | Zuschauer (USA) |
| ---------- | --------- | ---------------------------- | --------------------------- | -------------------- | ------------------------------------- | ------------------ | ------------------------------------------------------- | --------------- |
| 134        | 1         | Künstliche Speed Force       | All’s Wells That Ends Wells | 2. März 2021         | 26. Aug. 2021                         | Geoff Shotz        | Sam Chalsen & Lauren Certo                              | 1,00 Mio.       |
| 135        | 2         | The Flash 2.0                | The Speed Of Thought        | 9. März 2021         | 26. Aug. 2021                         | Alexandra La Roche | Jonathan Butler & Gabriel Garza                         | 0,99 Mio.       |
| 136        | 3         | Mirror Monarch               | Mother                      | 16. März 2021        | 2. Sep. 2021                          | David McWhirter    | Eric Wallace & Kristen Kim                              | 0,98 Mio.       |
| 137        | 4         | Die Rache des Magiers        | Central City Strong         | 23. März 2021        | 2. Sep. 2021                          | Jeff Byrd          | Joshua V. Gilbert & Jeff Hersh Idee: Kristen Kim        | 0,98 Mio.       |
| 138        | 5         | Angst                        | Fear Me                     | 30. März 2021        | 9. Sep. 2021                          | David McWhirter    | Lauren Barnett & Christina M. Walker Idee: Thomas Pound | 0,91 Mio.       |
| 139        | 6         | Zeitgott                     | The One With The Nineties   | 6. Apr. 2021         | 9. Sep. 2021                          | Jeff Byrd          | Kelly Wheeler & Emily Palizzi                           | 0,97 Mio.       |
| 140        | 7         | Eiskalt erwischt             | Growing Pains               | 13. Apr. 2021        | 16. Sep. 2021                         | Alexandra La Roche | Sam Chalsen & Jess Carson                               | 0,89 Mio.       |
| 141        | 8         | Unter Anklage                | The People V. Killer Frost  | 4. Mai 2021          | 16. Sep. 2021                         | Sudz Sutherland    | Jonathan Butler & Gabriel Garza                         | 0,74 Mio.       |
| 142        | 9         | Vater der Forces             | Timeless                    | 11. Mai 2021         | 23. Sep. 2021                         | Menhaj Huda        | Kristen Kim & Joshua V. Gilbert                         | 0,74 Mio.       |
| 143        | 10        | Familienbande Teil 1         | Family Matters, Part 1      | 18. Mai 2021         | 23. Sep. 2021                         | Philip Chipera     | Lauren Barnett & Emily Palizzi                          | 0,67 Mio.       |
| 144        | 11        | Familienbande Teil 2         | Family Matters, Part 2      | 25. Mai 2021         | 30. Sep. 2021                         | Chad Lowe          | Thomas Pound Idee: Jonathan Butler & Gabriel Garza      | 0,64 Mio.       |
| 145        | 12        | Abschiedsschmerz             | Good-Bye Vibrations         | 8. Juni 2021         | 30. Sep. 2021                         | Philip Chipera     | Kelly Wheeler & Jeff Hersh                              | 0,74 Mio.       |
| 146        | 13        | Hinter der Maske             | Masquerade                  | 15. Juni 2021        | 7. Okt. 2021                          | Rachel Talalay     | Sam Chalsen & Christina M. Walker                       | 0,76 Mio.       |
| 147        | 14        | Geraubte Stimme              | Rayo de Luz                 | 22. Juni 2021        | 7. Okt. 2021                          | Danielle Panabaker | Jonathan Butler & Gabriel Garza Idee: Jess Carson       | 0,79 Mio.       |
| 148        | 15        | Godspeeds Rückkehr           | Enemy at the Gates          | 29. Juni 2021        | 14. Okt. 2021                         | Geoff Shotz        | Thomas Pound Idee: Joshua V. Gilbert                    | 0,77 Mio.       |
| 149        | 16        | Krieg der Klone              | P.O.W.                      | 6. Juli 2021         | 14. Okt. 2021                         | Marcus Stokes      | Kristen Kim & Dan Fisk                                  | 0,77 Mio.       |
| 150        | 17        | Gott ohne Gedächtnis (1)     | Heart of the Matter, Part 1 | 13. Juli 2021        | 21. Okt. 2021                         | Eric Dean Seaton   | Eric Wallace & Lauren Barnett                           | 0,75 Mio.       |
| 151        | 18        | Der Feind meines Feindes (2) | Heart of the Matter, Part 2 | 20. Juli 2021        | 21. Okt. 2021                         | Marcus Stokes      | Eric Wallace & Kelly Wheeler                            | 0,70 Mio.       |

## Staffel 8
Die Erstausstrahlung der achten Staffel war vom 16. November 2021 bis zum 29. Juni 2022 auf dem US-amerikanischen Sender The CW zu sehen. Die deutschsprachige Erstausstrahlung wurde vom 1. September bis zum 3. November 2022 auf dem Pay-TV-Sender ProSieben Fun gesendet.
| Nr. (ges.) | Nr. (St.) | Deutscher Titel                         | Originaltitel                         | Erstausstrahlung USA | Deutschsprachige Erstausstrahlung (D) | Regie               | Drehbuch                                     | Zuschauer (USA) |
| ---------- | --------- | --------------------------------------- | ------------------------------------- | -------------------- | ------------------------------------- | ------------------- | -------------------------------------------- | --------------- |
| 152        | 1         | Armageddon (1)                          | Armageddon, Part 1                    | 16. Nov. 2021        | 1. Sep. 2022                          | Eric Dean Seaton    | Eric Wallace                                 | 0,75 Mio.       |
| 153        | 2         | Armageddon (2)                          | Armageddon, Part 2                    | 23. Nov. 2021        | 1. Sep. 2022                          | Menhaj Huda         | Jonathan Butler & Gabriel Garza              | 0,67 Mio.       |
| 154        | 3         | Armageddon (3)                          | Armageddon, Part 3                    | 30. Nov. 2021        | 8. Sep. 2022                          | Chris Peppe         | Sam Chalsen                                  | 0,73 Mio.       |
| 155        | 4         | Armageddon (4)                          | Armageddon, Part 4                    | 7. Dez. 2021         | 8. Sep. 2022                          | Chad Lowe           | Lauren Barnett                               | 0,73 Mio.       |
| 156        | 5         | Armageddon (5)                          | Armageddon, Part 5                    | 14. Dez. 2021        | 15. Sep. 2022                         | Menhaj Huda         | Kristen Kim                                  | 0,72 Mio.       |
| 157        | 6         | Versionen der Zukunft                   | Impulsive Excessive Disorder          | 9. März 2022         | 15. Sep. 2022                         | David McWhirter     | Thomas Pound                                 | 0,59 Mio.       |
| 158        | 7         | Doppel-Date                             | Lockdown                              | 16. März 2022        | 22. Sep. 2022                         | Stefan Pleszczynski | Christina M. Walker                          | 0,56 Mio.       |
| 159        | 8         | Vatergefühle                            | The Fire Next Time                    | 23. März 2022        | 22. Sep. 2022                         | David McWhirter     | Joshua V. Gilbert                            | 0,69 Mio.       |
| 160        | 9         | Phantome                                | Phantoms                              | 30. März 2022        | 29. Sep. 2022                         | Stefan Pleszczynski | Jeff Hersh                                   | 0,54 Mio.       |
| 161        | 10        | Kaltes Feuer                            | Reckless                              | 6. Apr. 2022         | 29. Sep. 2022                         | Kellie Cyrus        | Jess Carson                                  | 0,57 Mio.       |
| 162        | 11        | Wiederauferstehung                      | Resurrection                          | 13. Apr. 2022        | 6. Okt. 2022                          | Greg Beeman         | Emily Palizzi                                | 0,63 Mio.       |
| 163        | 12        | Die letzte Schlacht                     | Death Rises                           | 27. Apr. 2022        | 6. Okt. 2022                          | Phil Chipera        | Alex Boyd & Arielle McAlpin & Dan Fisk       | 0,55 Mio.       |
| 164        | 13        | Wahre Trauer                            | Death Falls                           | 4. Mai 2022          | 13. Okt. 2022                         | Chris Peppe         | Sam Chalsen & Joshua V. Gilbert              | 0,53 Mio.       |
| 165        | 14        | Letzte Ruhe                             | Funeral for a Friend                  | 11. Mai 2022         | 13. Okt. 2022                         | Vanessa Parise      | Jonathan Butler & Gabriel Garza & Jeff Hersh | 0,48 Mio.       |
| 166        | 15        | Gefangen in der Zeit                    | Into the Still Force                  | 18. Mai 2022         | 20. Okt. 2022                         | Eric Wallace        | Lauren Barnett & Christina M. Walker         | 0,55 Mio.       |
| 167        | 16        | Der seltsame Fall des Bartholomew Allen | The Curious Case Of Bartholomew Allen | 25. Mai 2022         | 20. Okt. 2022                         | Caity Lotz          | Thomas Pound & Jess Carson                   | 0,54 Mio.       |
| 168        | 17        | Im Dunkel der Nacht                     | Keep it Dark                          | 8. Juni 2022         | 27. Okt. 2022                         | Danielle Panabaker  | Kristen Kim & Emily Palizzi                  | 0,58 Mio.       |
| 169        | 18        | Der Mann mit der gelben Krawatte        | The Man in the Yellow Tie             | 15. Juni 2022        | 27. Okt. 2022                         | Marcus Stokes       | Sam Chalsen                                  | 0,50 Mio.       |
| 170        | 19        | Negativ (1)                             | Negative, Book One                    | 22. Juni 2022        | 3. Nov. 2022                          | Jeff Byrd           | Jonathan Butler & Gabriel Garza              | 0,59 Mio.       |
| 171        | 20        | Negativ (2)                             | Negative, Book Two                    | 29. Juni 2022        | 3. Nov. 2022                          | Marcus Stokes       | Eric Wallace                                 | 0,56 Mio.       |

## Staffel 9
Die Erstausstrahlung der neunten Staffel ist seit dem 8. Februar 2023 auf dem US-amerikanischen Sender The CW zu sehen.
| Nr. (ges.) | Nr. (St.) | Deutscher Titel                       | Originaltitel                           | Erstausstrahlung USA | Deutschsprachige Erstausstrahlung (D) | Regie               | Drehbuch                          | Zuschauer (USA) |
| ---------- | --------- | ------------------------------------- | --------------------------------------- | -------------------- | ------------------------------------- | ------------------- | --------------------------------- | --------------- |
| 172        | 1         | Das Buch der Zukunft                  | Wednesday Ever After                    | 8. Feb. 2023         | 6. Juli 2023                          | Vanessa Parise      | Eric Wallace                      | 0,51 Mio.       |
| 173        | 2         | Qual der Wahl                         | Hear No Evil                            | 15. Feb. 2023        | 13. Juli 2023                         | Eric Wallace        | Jonathan Butler & Kristen Kim     | 0,51 Mio.       |
| 174        | 3         | Armee der Schurken                    | Rogues of War                           | 22. Feb. 2023        | 20. Juli 2023                         | Brenton Spencer     | Sam Chalsen                       | 0,49 Mio.       |
| 175        | 4         | Die Maske des Roten Todes (1)         | The Mask of the Red Death, Part 1       | 1. März 2023         | 27. Juli 2023                         | Menhaj Huda         | Joshua V. Gilbert & Emily Palizzi | 0,57 Mio.       |
| 176        | 5         | Die Maske des Roten Todes (2)         | The Mask of the Red Death, Part 2       | 8. März 2023         | 3. Aug. 2023                          | Rachel Talalay      | Jonathan Butler                   | 0,56 Mio.       |
| 177        | 6         | Glückspilz mit Pechsträhne            | The Good, the Bad and the Lucky         | 15. März 2023        | 10. Aug. 2023                         | Chad Lowe           | Thomas Pound & Jess Carson        | 0,57 Mio.       |
| 178        | 7         | Im Reich der Träume                   | Wildest Dreams                          | 29. März 2023        | 17. Aug. 2023                         | Jesse Warn          | Kristen Kim & Jeff Hersh          | 0,45 Mio.       |
| 179        | 8         | Zeitmagnet                            | Partners in Time                        | 5. Apr. 2023         | 24. Aug. 2023                         | Ed Fraiman          | Sarah Tarkoff & Joshua V. Gilbert | 0,52 Mio.       |
| 180        | 9         | Zurück aus dem Jenseits               | It's My Party and I'll Die If I Want To | 26. Apr. 2023        | 31. Aug. 2023                         | Danielle Panabaker  | Sam Chalsen & Emily Palizzi       | 0,54 Mio.       |
| 181        | 10        | Eine neue Welt (1), Wiedervereinigung | A New World, Part One                   | 3. Mai 2023          | 7. Sep. 2023                          | Eric Wallace        | Eric Wallace & Thomas Pound       | 0,42 Mio.       |
| 182        | 11        | Eine neue Welt (2): Trübsal           | A New World, Part Two                   | 10. Mai 2023         | 14. Sep. 2023                         | Kayla Compton       | Lauren Fields                     | 0,39 Mio.       |
| 183        | 12        | Eine neue Welt (3): Veränderungen     | A New World, Part Three                 | 17. Mai 2023         | 21. Sep. 2023                         | Stefan Pleszczynski | Jonathan Butler & Sarah Tarkoff   | 0,46 Mio.       |
| 184        | 13        | Eine neue Welt (4): Finale            | A New World, Part Four                  | 24. Mai 2023         | 28. Sep. 2023                         | Vanessa Parise      | Eric Wallace & Sam Chalsen        | 0,46 Mio.       |

## Zuschauerzahlen
| Staffel | Staffel   | Episodennummer | Episodennummer | Episodennummer | Episodennummer | Episodennummer | Episodennummer | Episodennummer | Episodennummer | Episodennummer | Episodennummer | Episodennummer | Episodennummer | Episodennummer | Episodennummer | Episodennummer | Episodennummer | Episodennummer | Episodennummer | Episodennummer | Episodennummer | Episodennummer | Episodennummer | Episodennummer |
| Staffel | Staffel   | 1              | 2              | 3              | 4              | 5              | 6              | 7              | 8              | 9              | 10             | 11             | 12             | 13             | 14             | 15             | 16             | 17             | 18             | 19             | 20             | 21             | 22             | 23             |
| ------- | --------- | -------------- | -------------- | -------------- | -------------- | -------------- | -------------- | -------------- | -------------- | -------------- | -------------- | -------------- | -------------- | -------------- | -------------- | -------------- | -------------- | -------------- | -------------- | -------------- | -------------- | -------------- | -------------- | -------------- |
|         | Staffel 1 | 4,83           | 4,268          | 4,592          | 3,532          | 3,458          | 3,727          | 3,469          | 4,342          | 4,661          | 3,873          | 4,077          | 3,603          | 3,66           | 4,013          | 3,692          | 3,326          | 3,669          | 3,671          | 3,751          | 3,933          | 3,622          | 3,65           | 3,869          |
|         | Staffel 2 | 3,584          | 3,491          | 3,469          | 3,426          | 3,865          | 3,634          | 3,458          | 3,937          | 3,554          | 3,407          | 3,712          | 3,655          | 3,957          | 3,903          | 3,803          | 2,997          | 3,392          | 3,034          | 3,394          | 3,335          | 3,523          | 3,365          | 3,35           |
|         | Staffel 3 | 3,166          | 2,801          | 2,665          | 2,8            | 2,765          | 3,013          | 2,947          | 4,146          | 3,138          | 2,675          | 3,063          | 2,906          | 2,777          | 2,868          | 2,516          | 2,392          | 2,708          | 2,388          | 2,673          | 2,693          | 2,706          | 2,483          | 3,039          |
|         | Staffel 4 | 2,844          | 2,536          | 2,618          | 1,994          | 2,377          | 2,455          | 2,195          | 2,815          | 2,218          | 2,509          | 2,119          | 2,596          | 2,828          | 2,12           | 2,037          | 2,082          | 1,822          | 1,881          | 1,899          | 1,697          | 1,74           | 1,934          | 2,159          |
|         | Staffel 5 | 2,075          | 1,685          | 1,873          | 1,75           | 1,725          | 1,6            | 1,793          | 1,778          | 1,834          | 1,635          | 1,883          | 2,039          | 1,893          | 1,709          | 1,671          | 1,551          | 1,641          | 1,309          | 1,627          | 1,367          | 1,45           | 1,533          | N/A            |
|         | Staffel 6 | 1,622          | 1,273          | 1,38           | 1,479          | 1,186          | 1,287          | 1,173          | 1,315          | 1,727          | 1,287          | 1,127          | 1,097          | 1,168          | 1,031          | 1,189          | 1,087          | 1,181          | 1,219          | 1,076          | N/A            | N/A            | N/A            | N/A            |
|         | Staffel 7 | 1              | 0,99           | 0,98           | 0,98           | 0,91           | 0,97           | 0,89           | 0,74           | 0,74           | 0,67           | 0,64           | 0,74           | 0,81           | 0,79           | 0,77           | 0,77           | 0,75           | 0,7            | N/A            | N/A            | N/A            | N/A            | N/A            |
|         | Staffel 8 | 0,75           | 0,67           | 0,73           | 0,73           | 0,72           | 0,59           | 0,56           | 0,69           | 0,54           | 0,57           | 0,63           | 0,55           | 0,53           | 0,48           | 0,55           | 0,54           | 0,58           | 0,5            | 0,59           | 0,56           | N/A            | N/A            | N/A            |
|         | Staffel 9 | 0,51           | 0,51           | 0,49           | 0,57           | 0,56           | 0,57           | 0,45           | 0,52           | 0,54           | 0,42           | 0,39           | 0,46           | 0,46           | N/A            | N/A            | N/A            | N/A            | N/A            | N/A            | N/A            | N/A            | N/A            | N/A            |